# Biserica romano-catolică din Eremitu

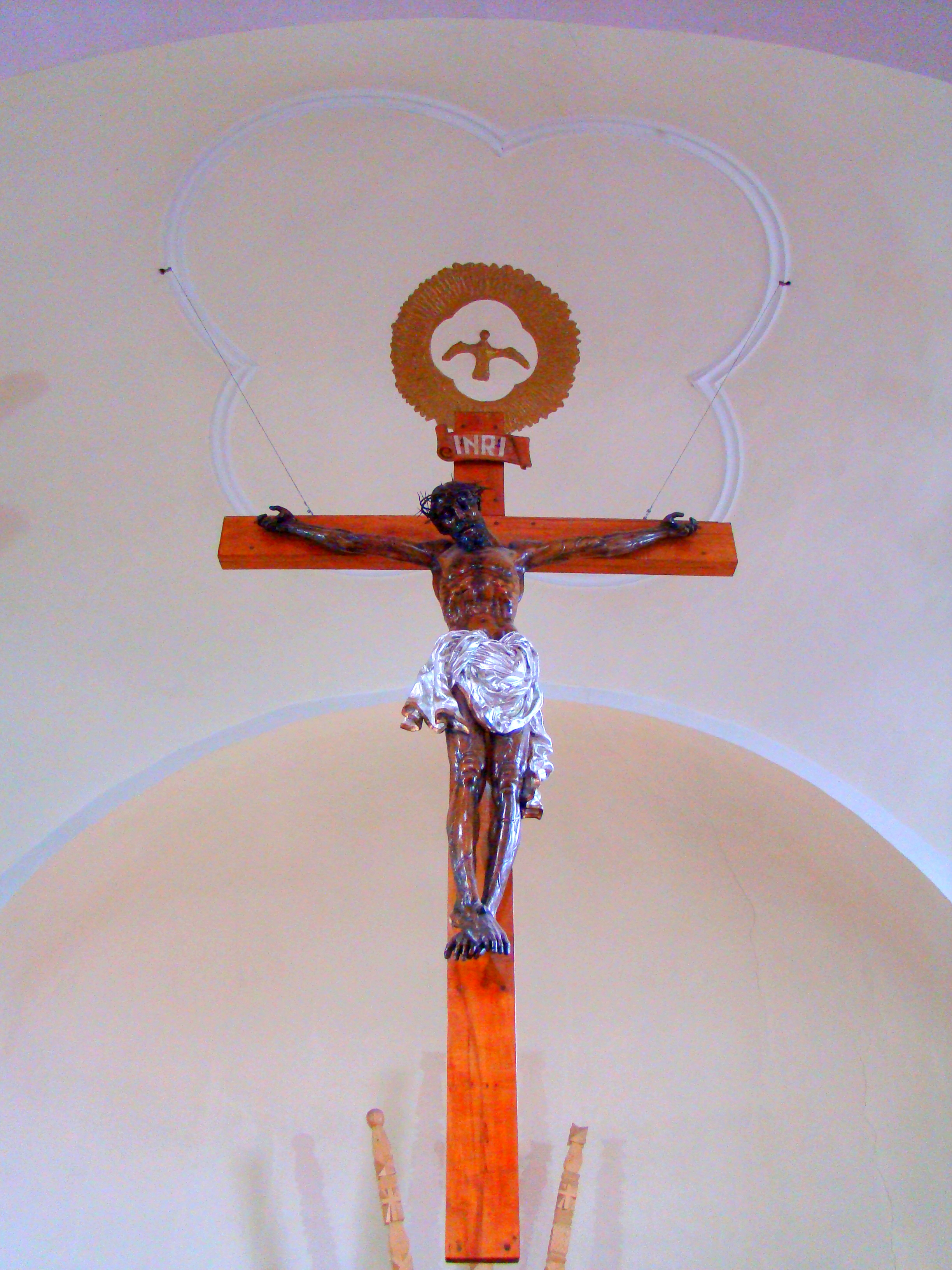
Atracția principală a bisericii: crucifixul comandat de Mihai Apafi I în 1486 și realizat de Veit Stoss din Nurenberg.

Biserica romano-catolică din Eremitu este un monument istoric aflat pe teritoriul satului Eremitu, comuna Eremitu. În Repertoriul Arheologic Național, monumentul apare cu codul 116607.04.

## Localitatea
Eremitu, mai demult Remetea Secuiască, (în maghiară Nyárádremete, în trad. „Remetea Nirajului") este satul de reședință al comunei cu același nume din județul Mureș, Transilvania, România. Prima atestare documentară este din anul 1567, sub numele de Remete.

## Biserica
Biserica romano-catolică a fost construită între 1808 și 1812, cu sprijinul lui Ferenc Nyulas, important medic și chimist maghiar, ofițer medical principal al Transilvaniei în ultimii ani de viață, originar din localitate. Este renumită pentru crucifixul din secolul al XV-lea, de lângă altarul principal, unul dintre cele mai cunoscute din Transilvania. Întrucât nu există niciun semn al originii sale pe statuie, multă vreme a fost un mister în ceea ce privește vârsta ei și cine a creat-o. Istoricul de artă Lajos Kelemen a sugerat că acest crucifix este renascentist și că a fost opera sculptorului german Veit Stoss, sau creat în atelierul său. Veit Stoss a fost un important sculptor german a cărui carieră a acoperit tranziția de la Goticul târziu la Renaștere. Crucifixul a fost aruncat de reformatori din biserica-cetate din Târgu Mureș, recuperat și adus cu căruța până la Eremitu. De când a fost salvat formează altarul principal al bisericii. Cele două altare secundare sunt împodobite cu tablouri de mari dimensiuni. Orga a fost construită în 1911 la atelierele Angszter și fii din Pécs. În turnul bisericii sunt patru clopote.
Biserica din Eremitu are hramul Înălțarea Domnului. În fața biserici este un stâlp ridicat în 1898 în memoria preotului Salamon Endre, cel care a fost inițiatorul posibilității de a înlocui impozitul datorat bisericii cu un obelisc sau o cruce ridicată la margine de drum.

## Imagini din exterior

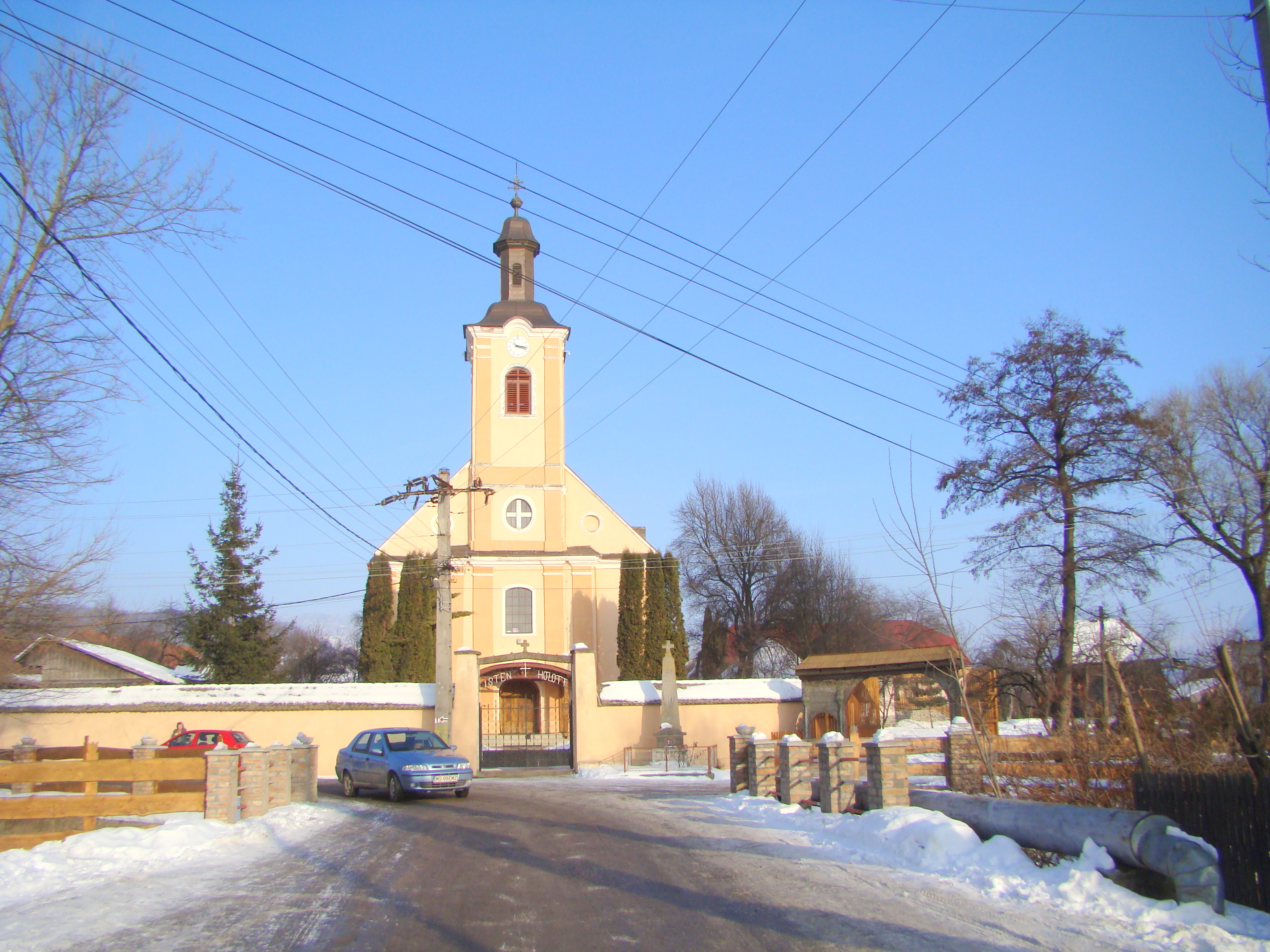
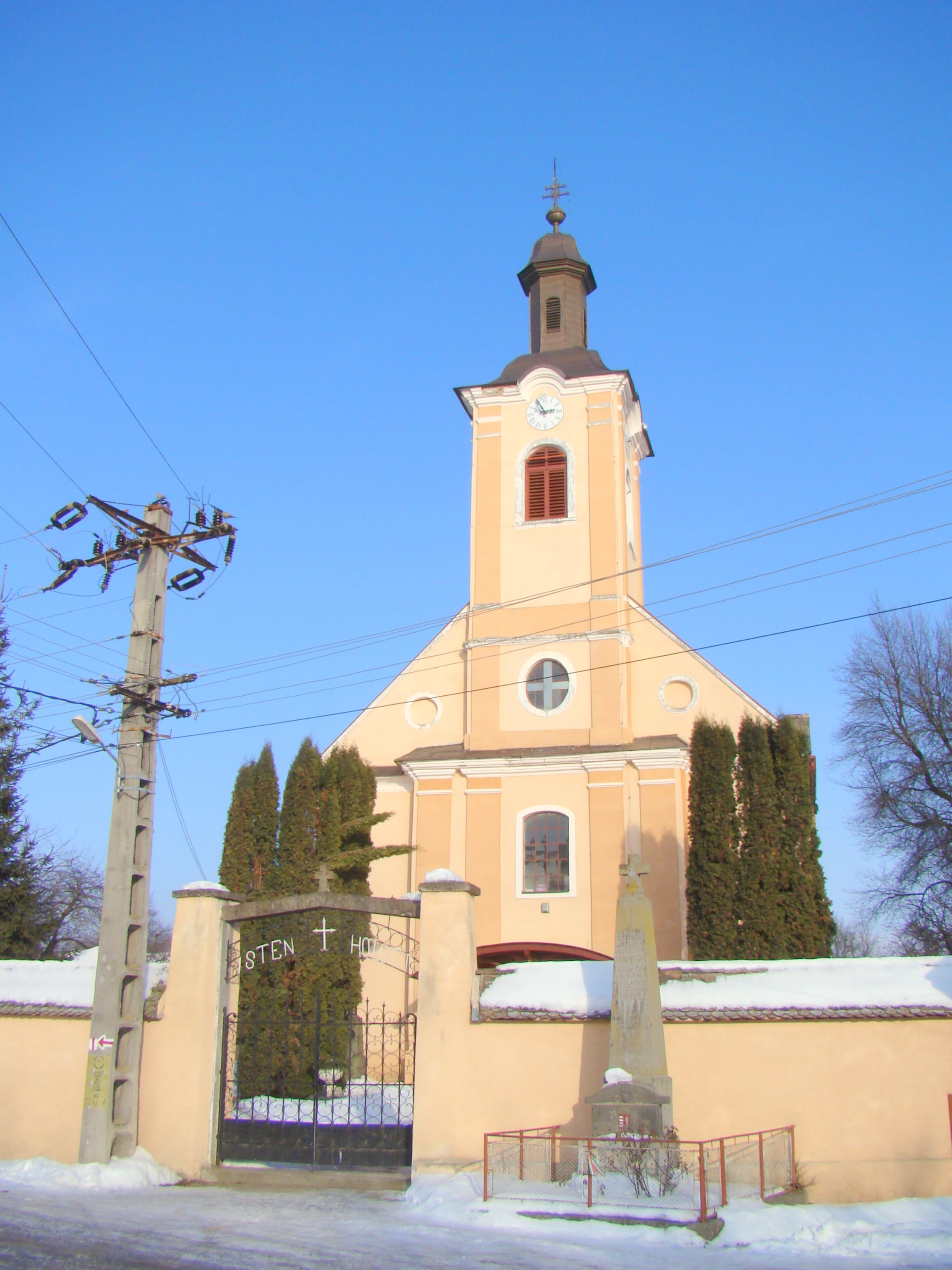
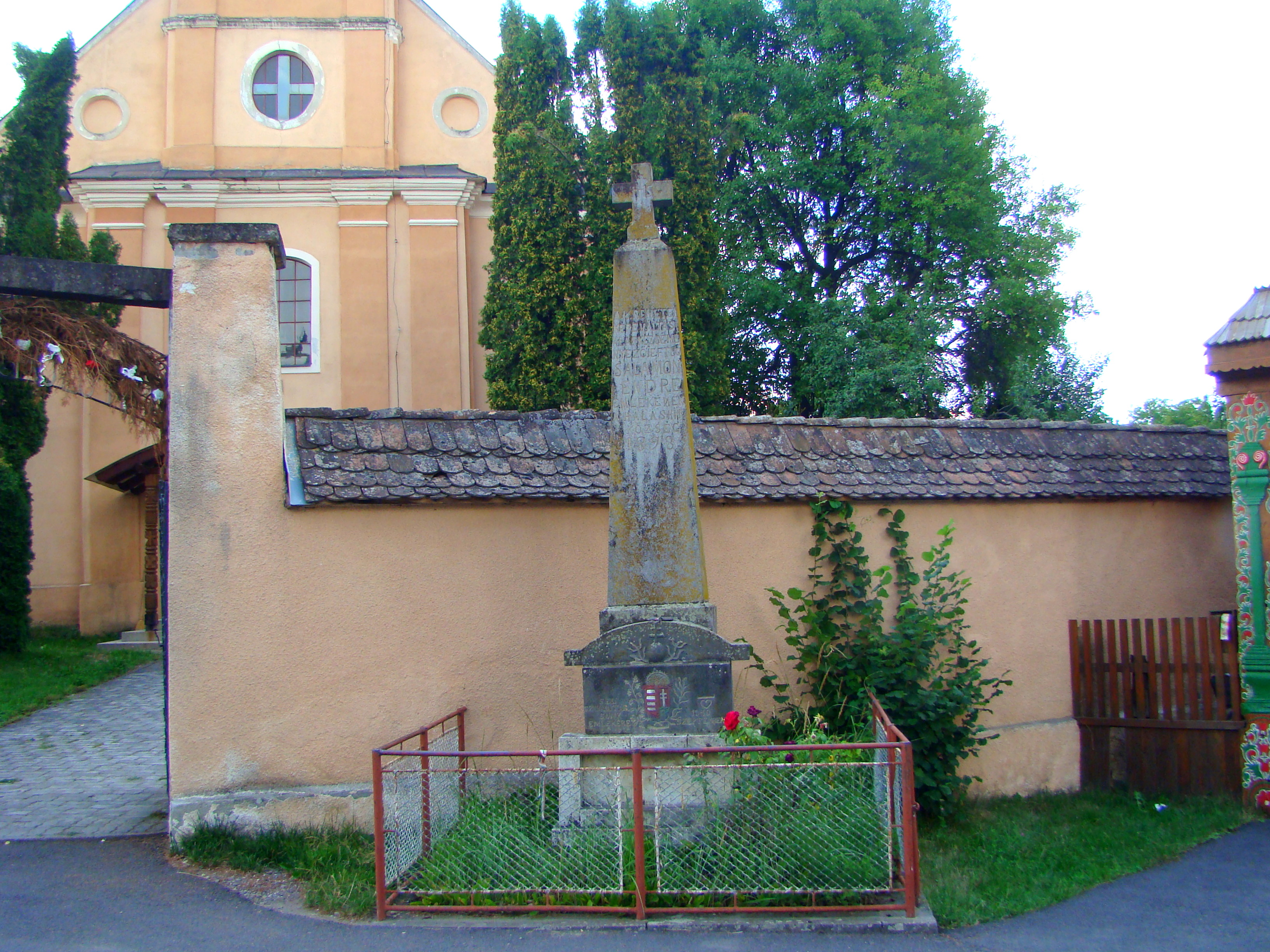
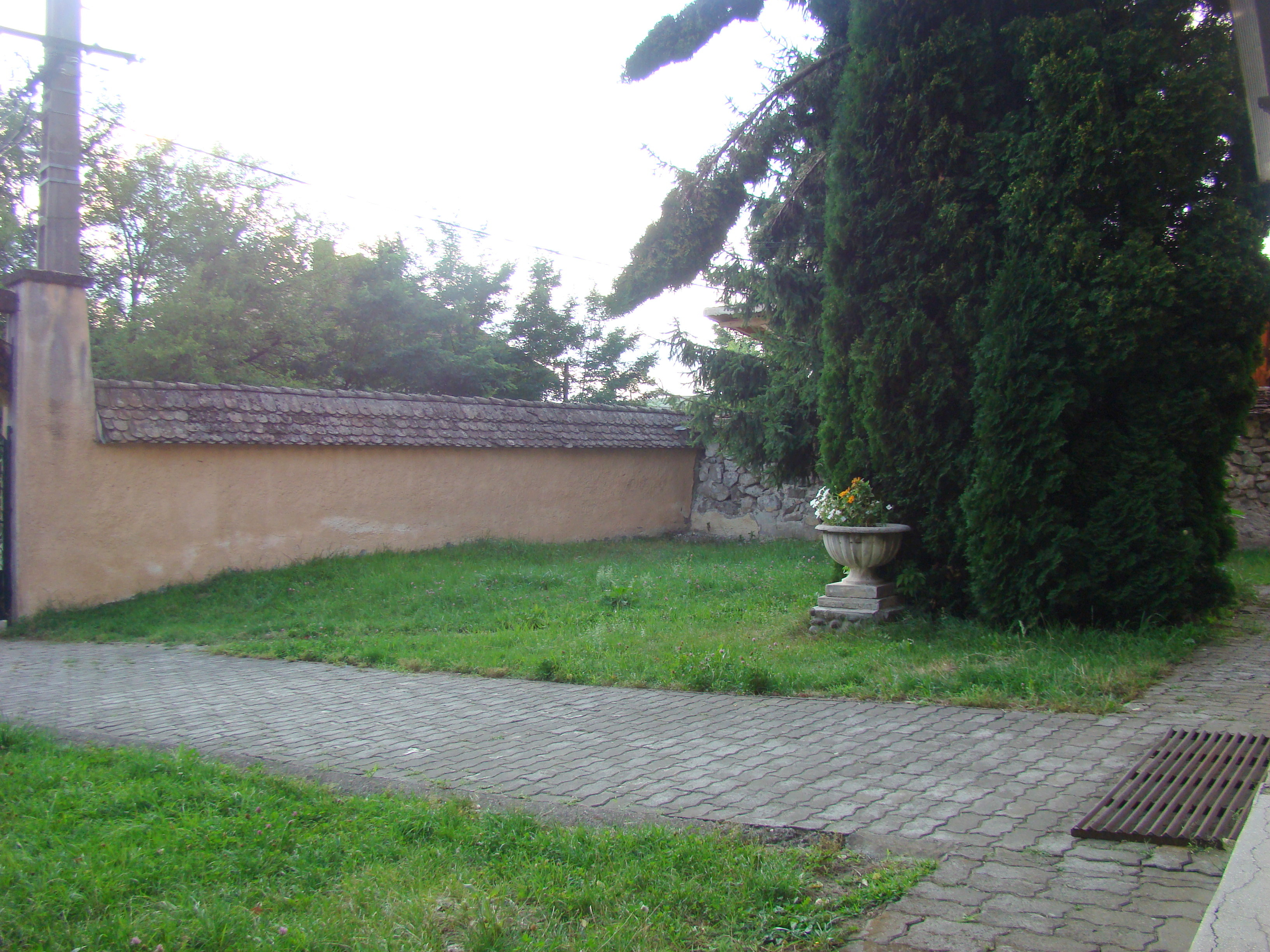
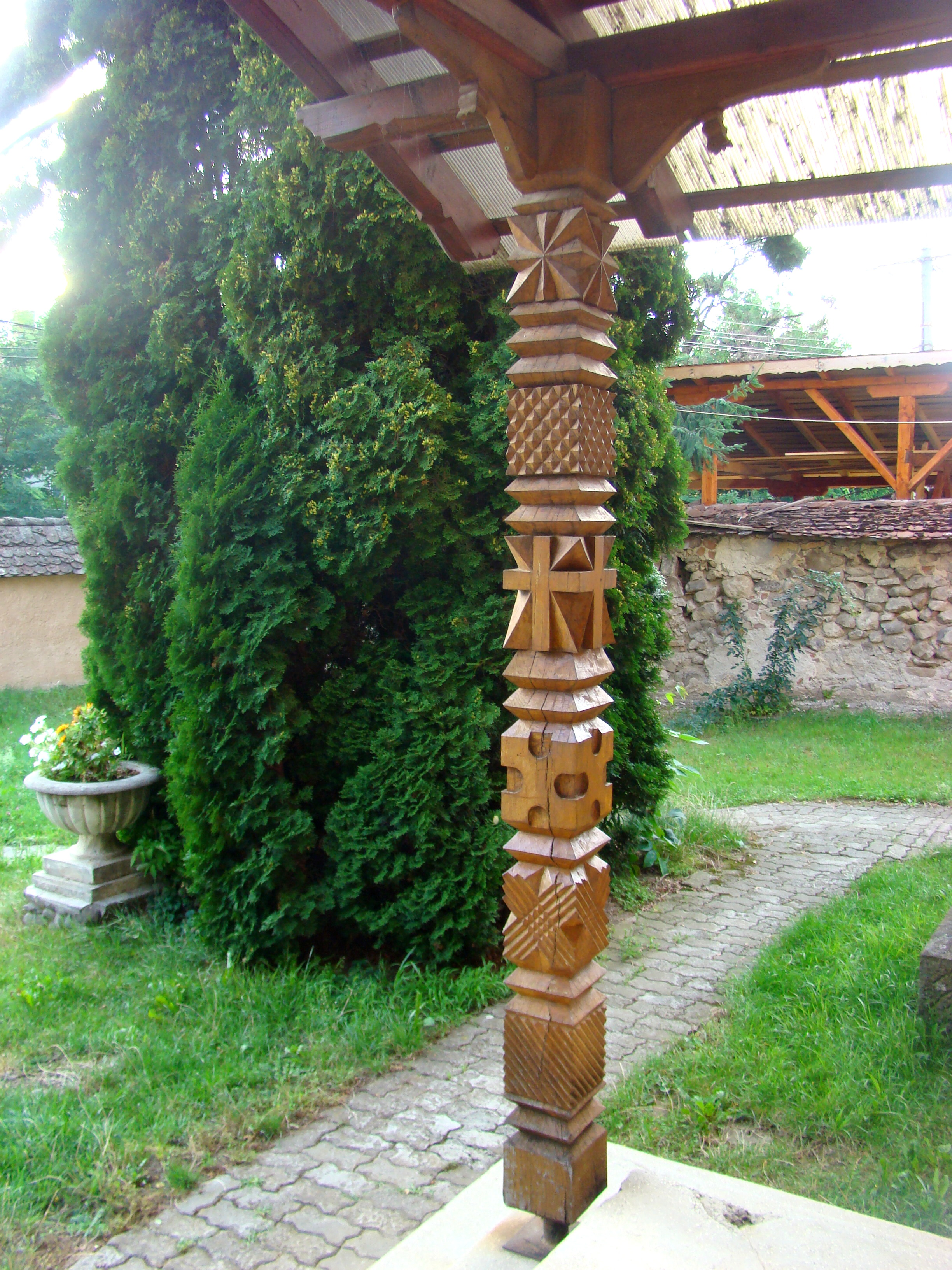
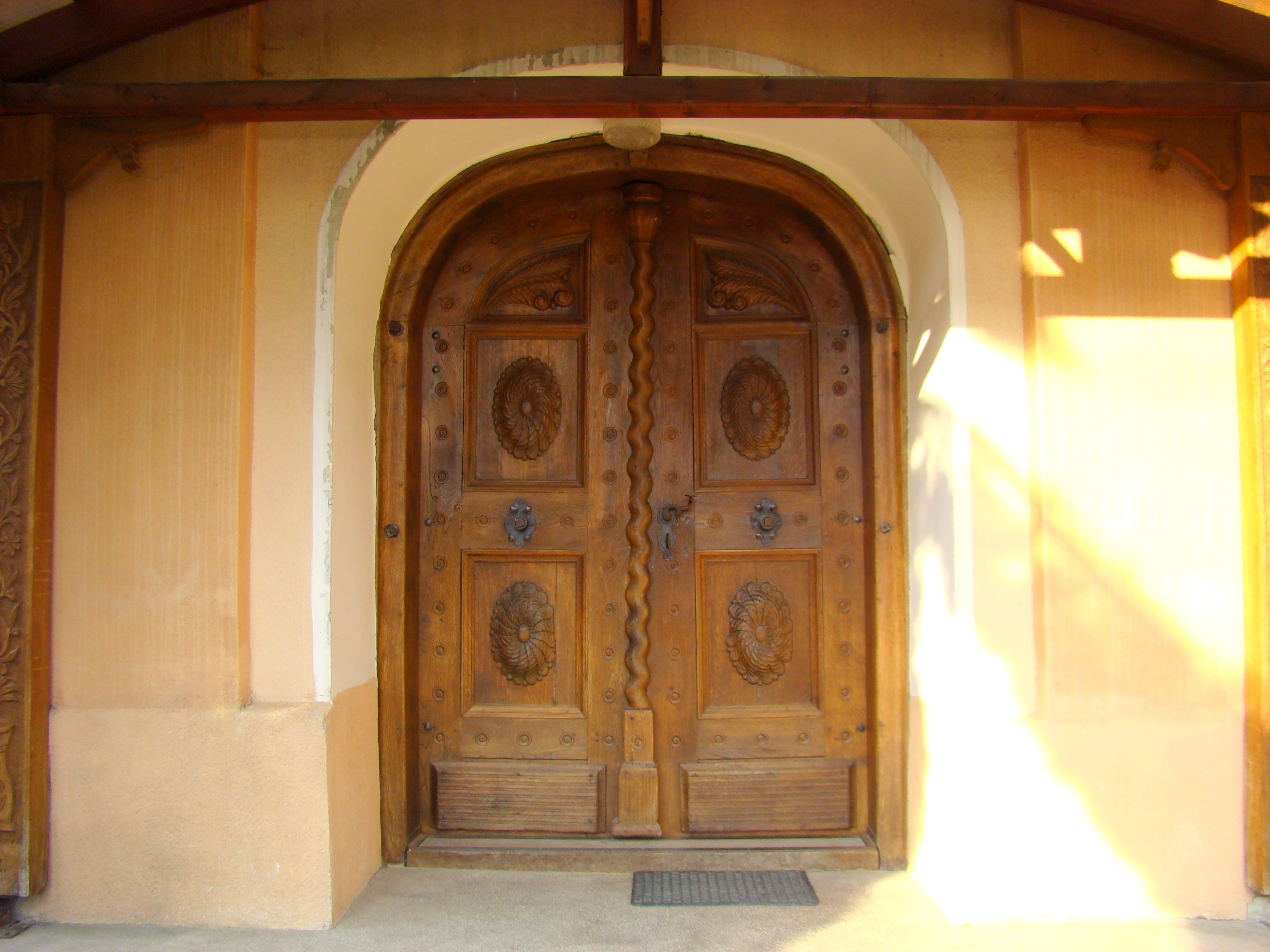
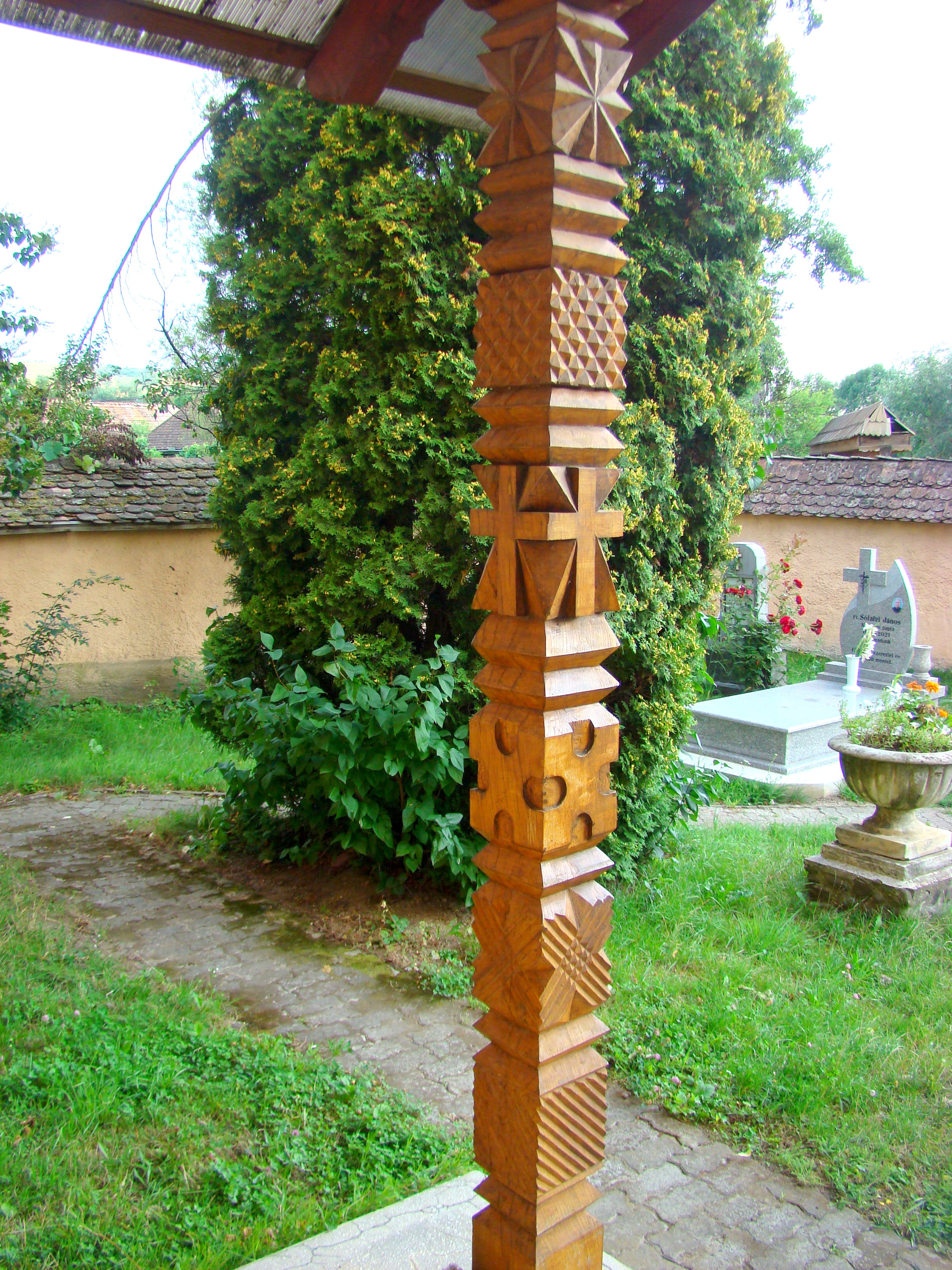
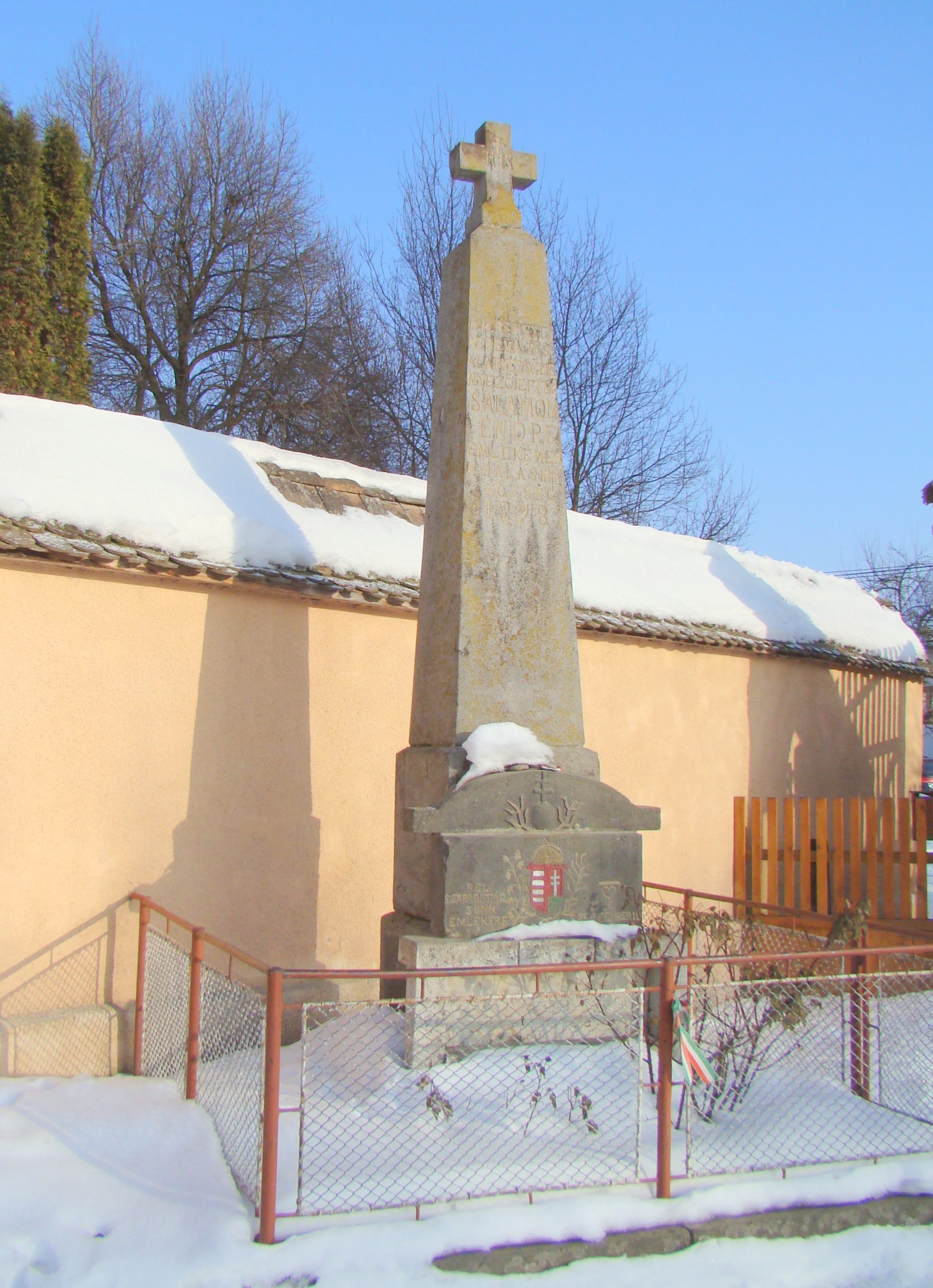
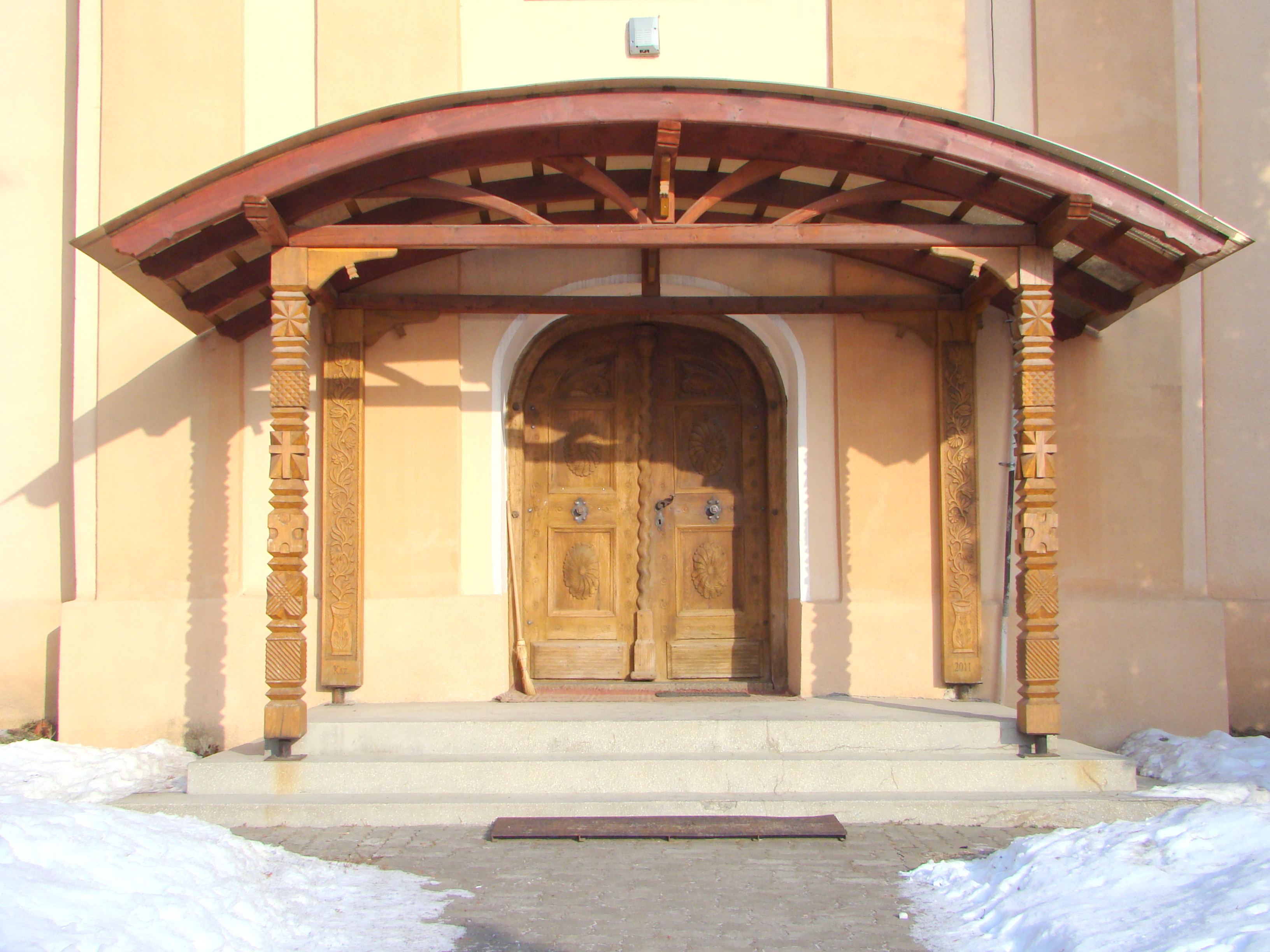
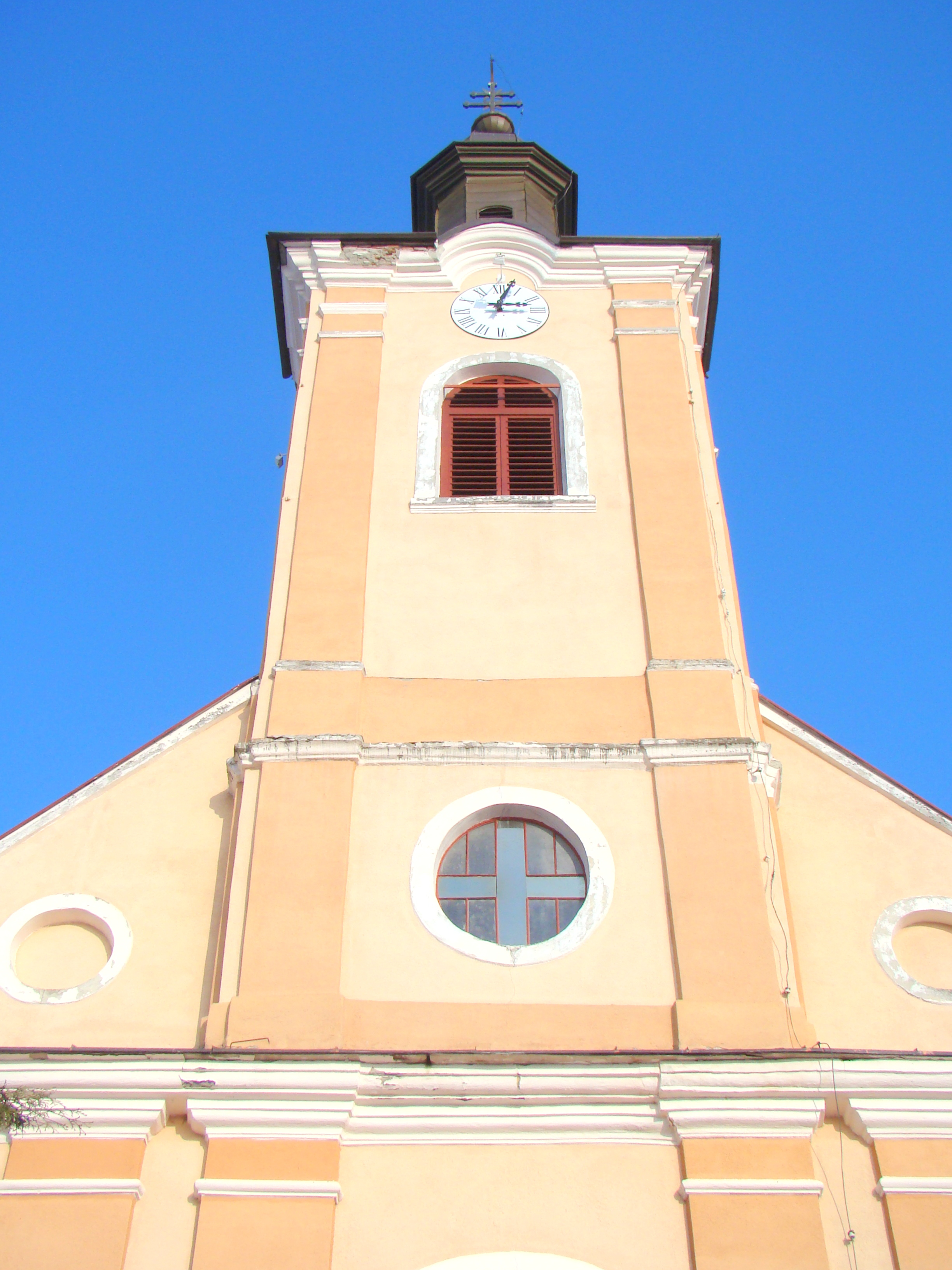
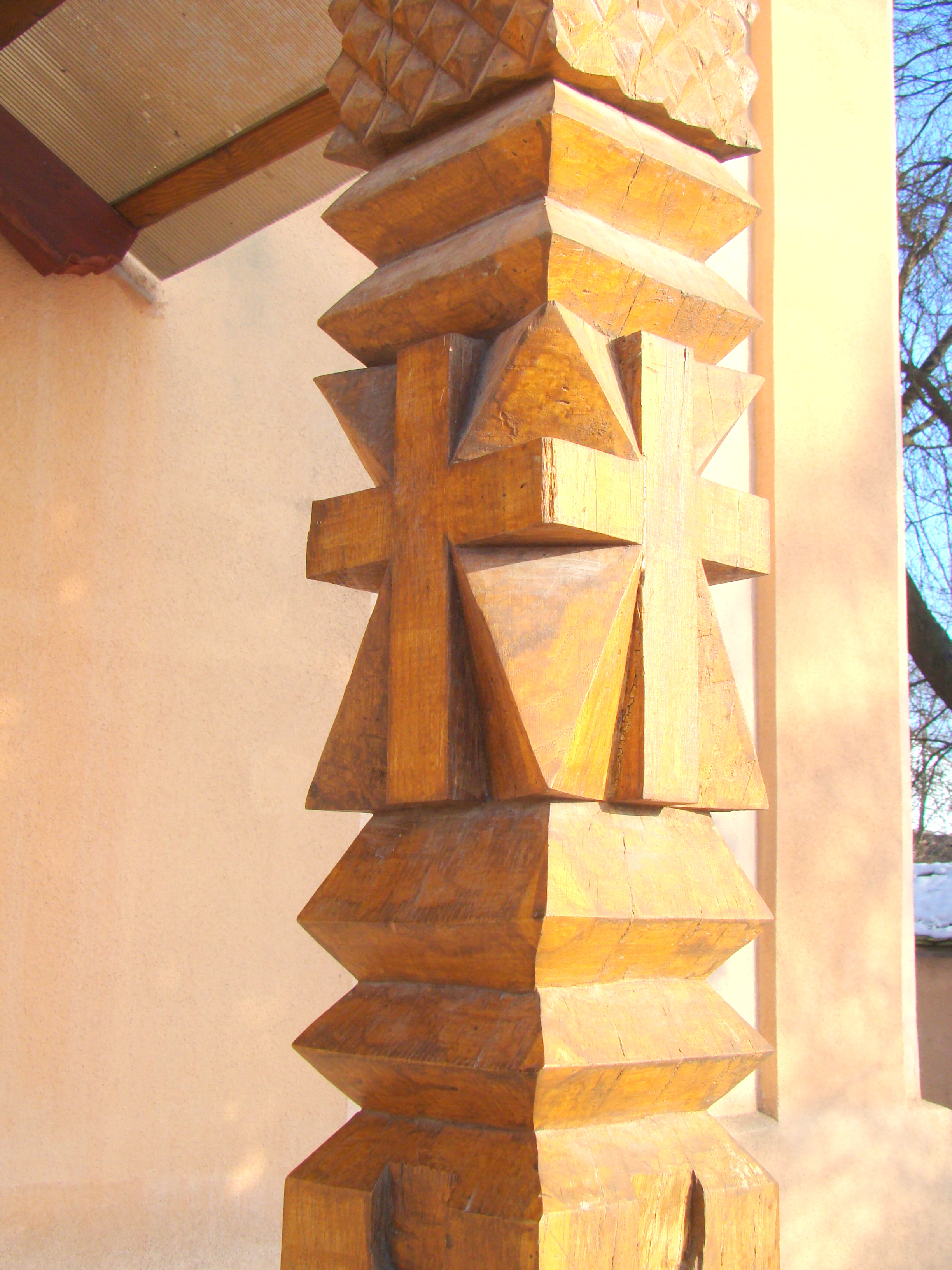
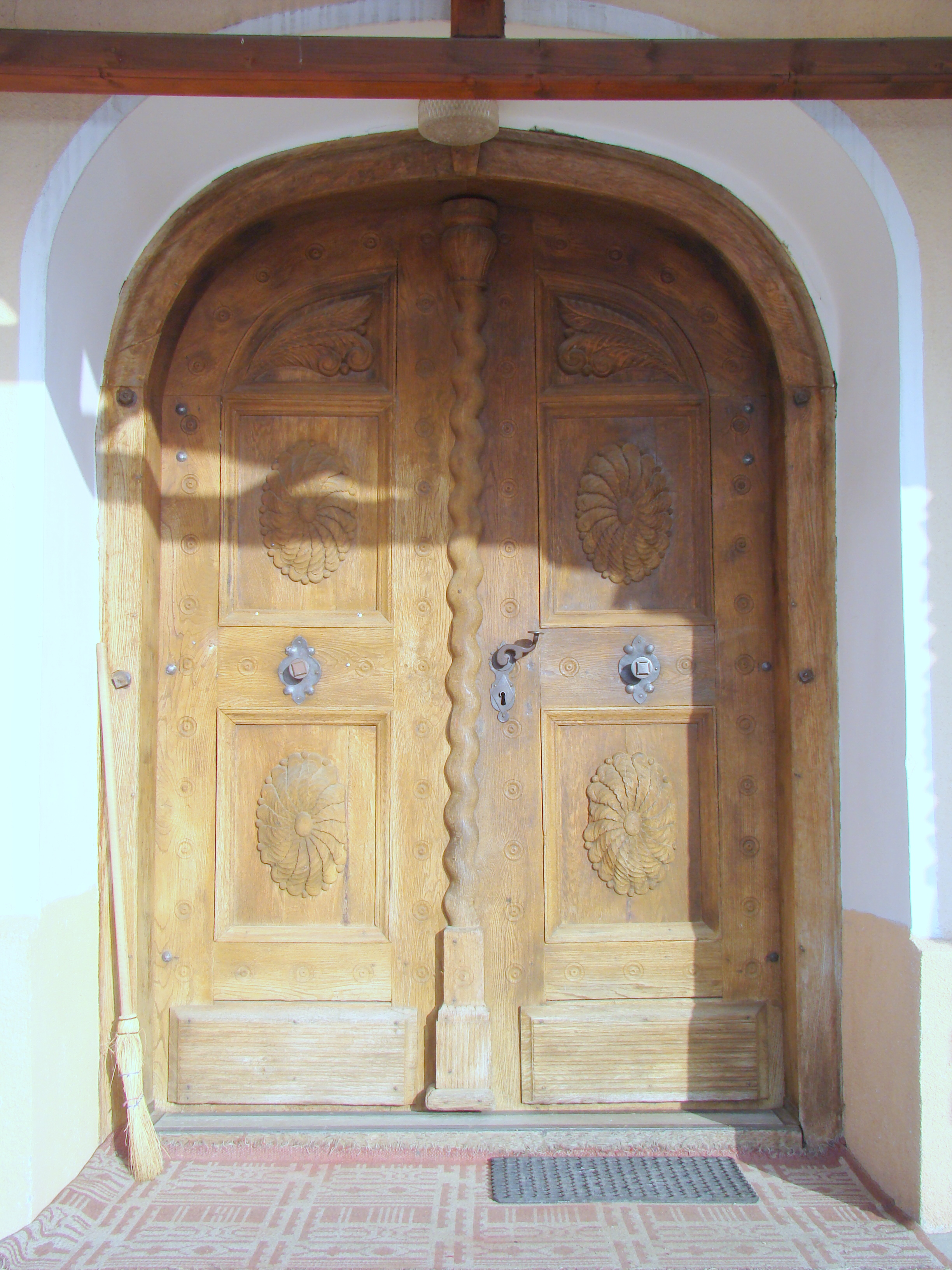
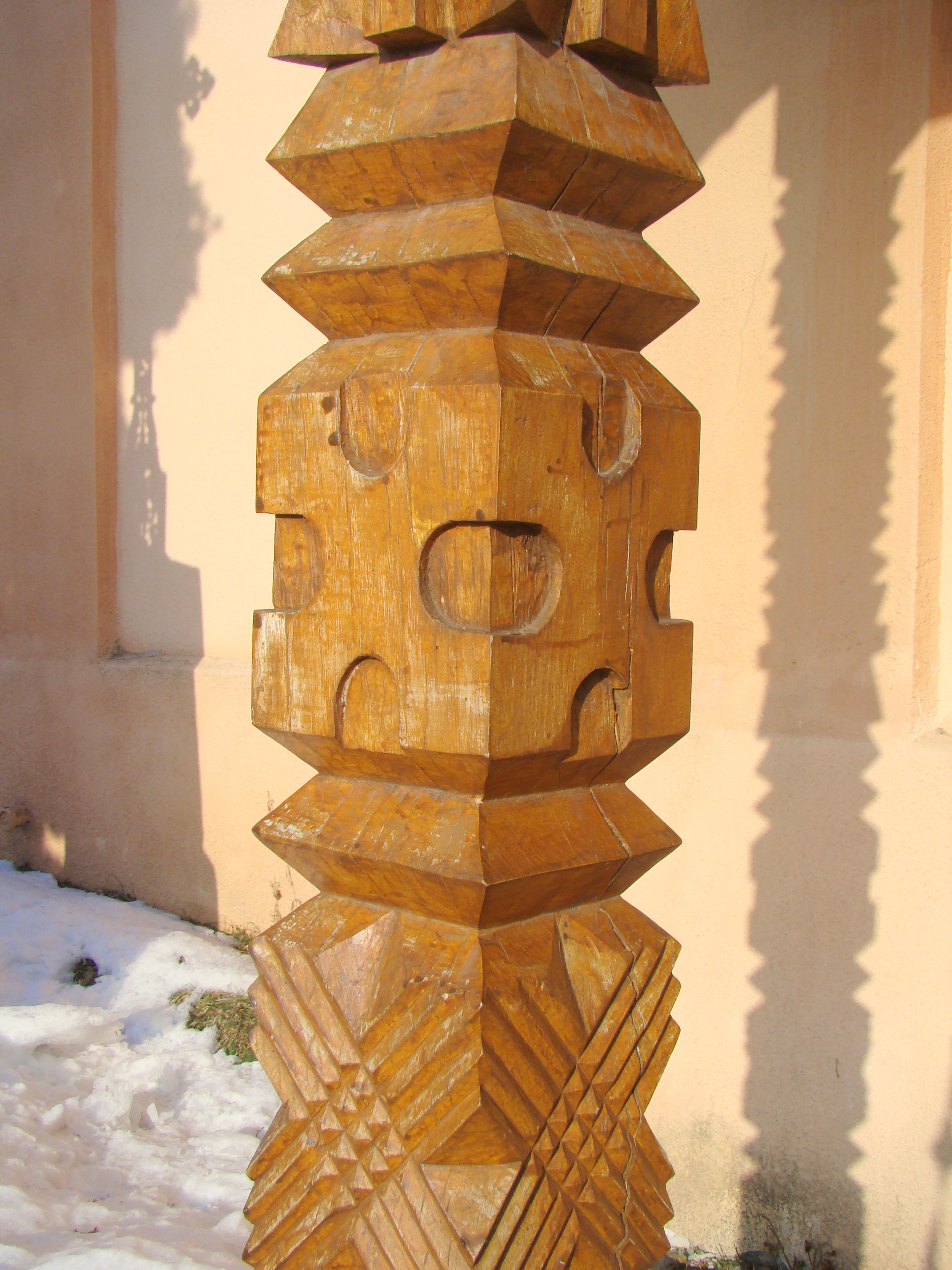
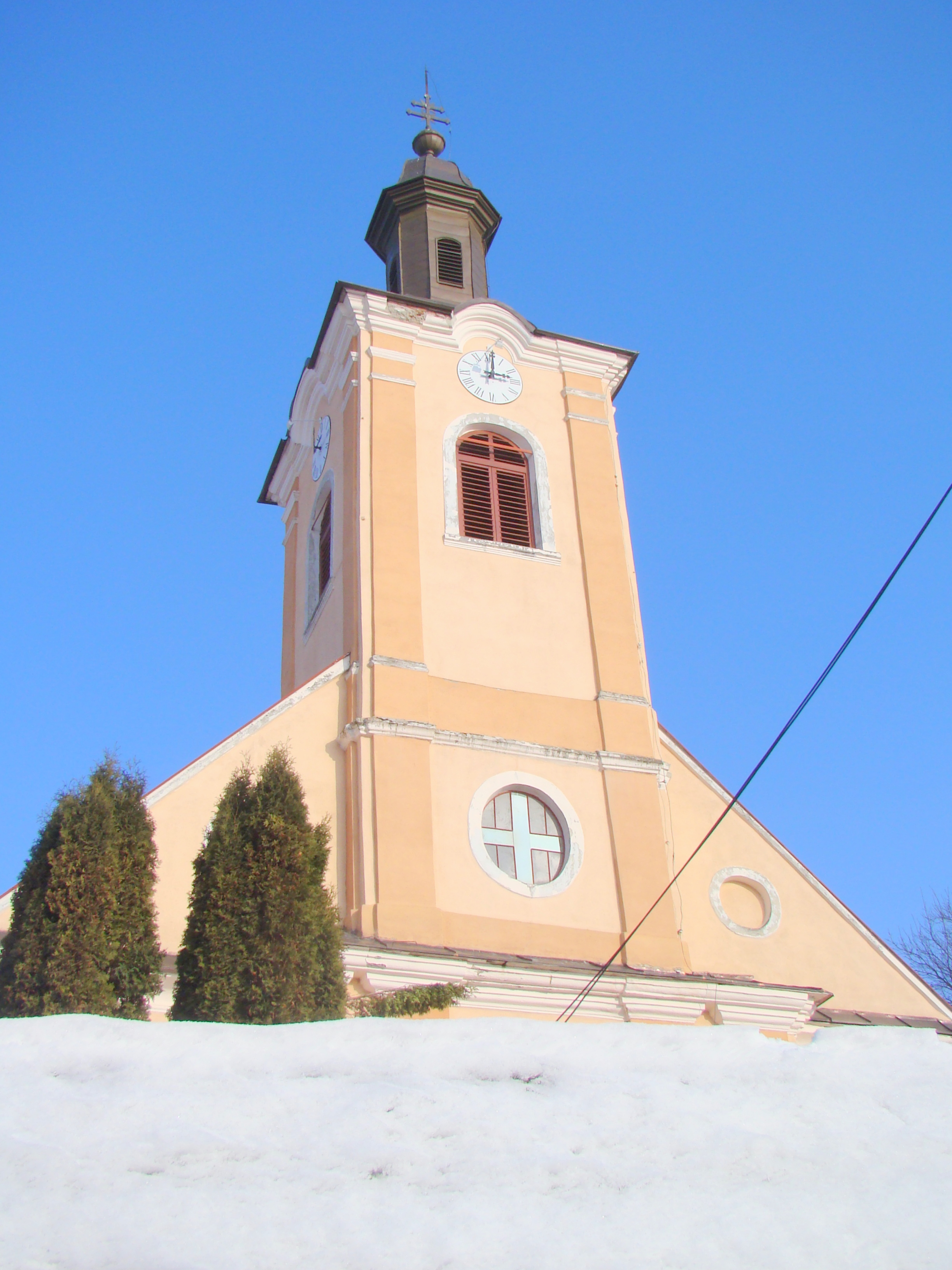
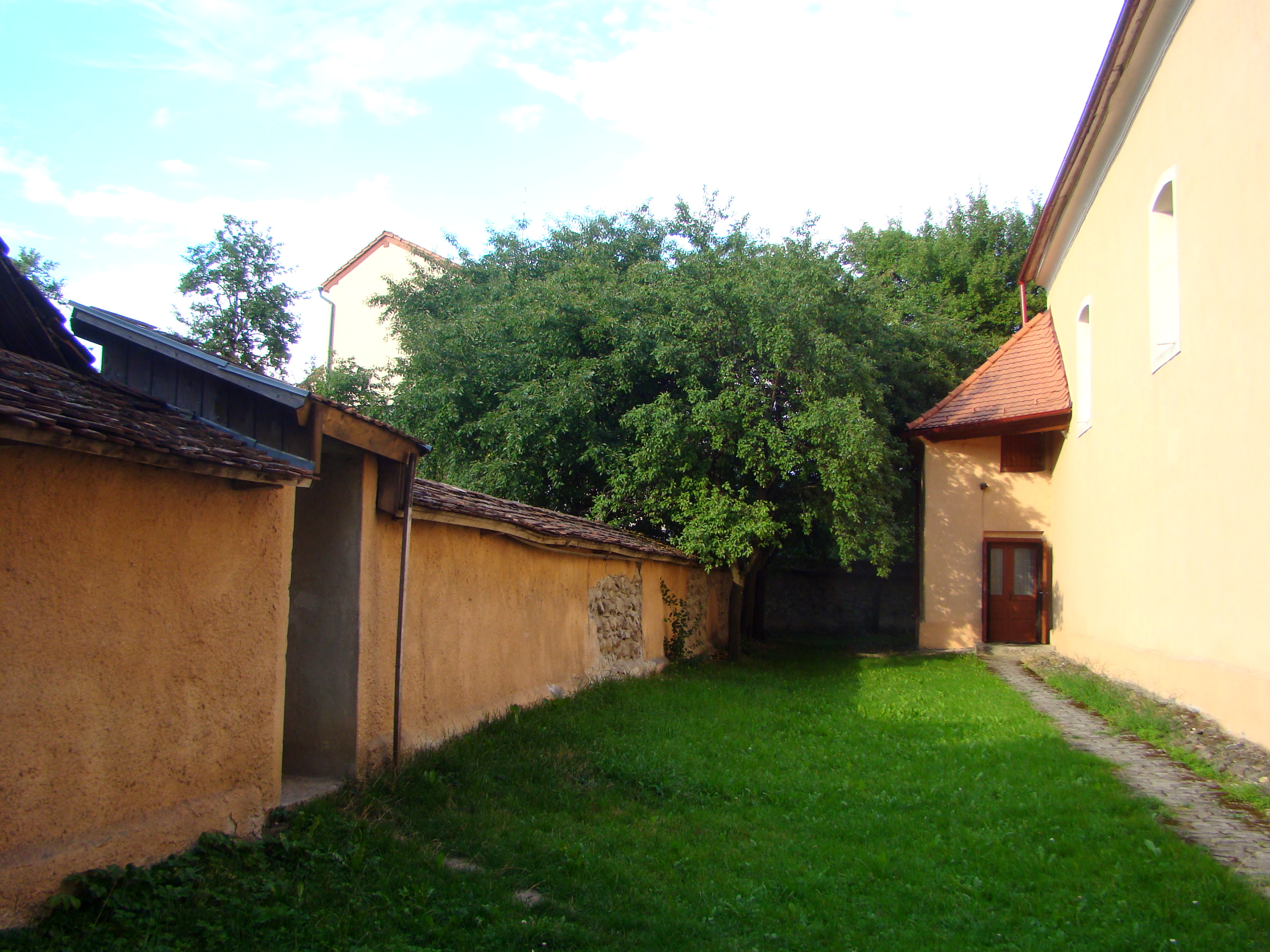
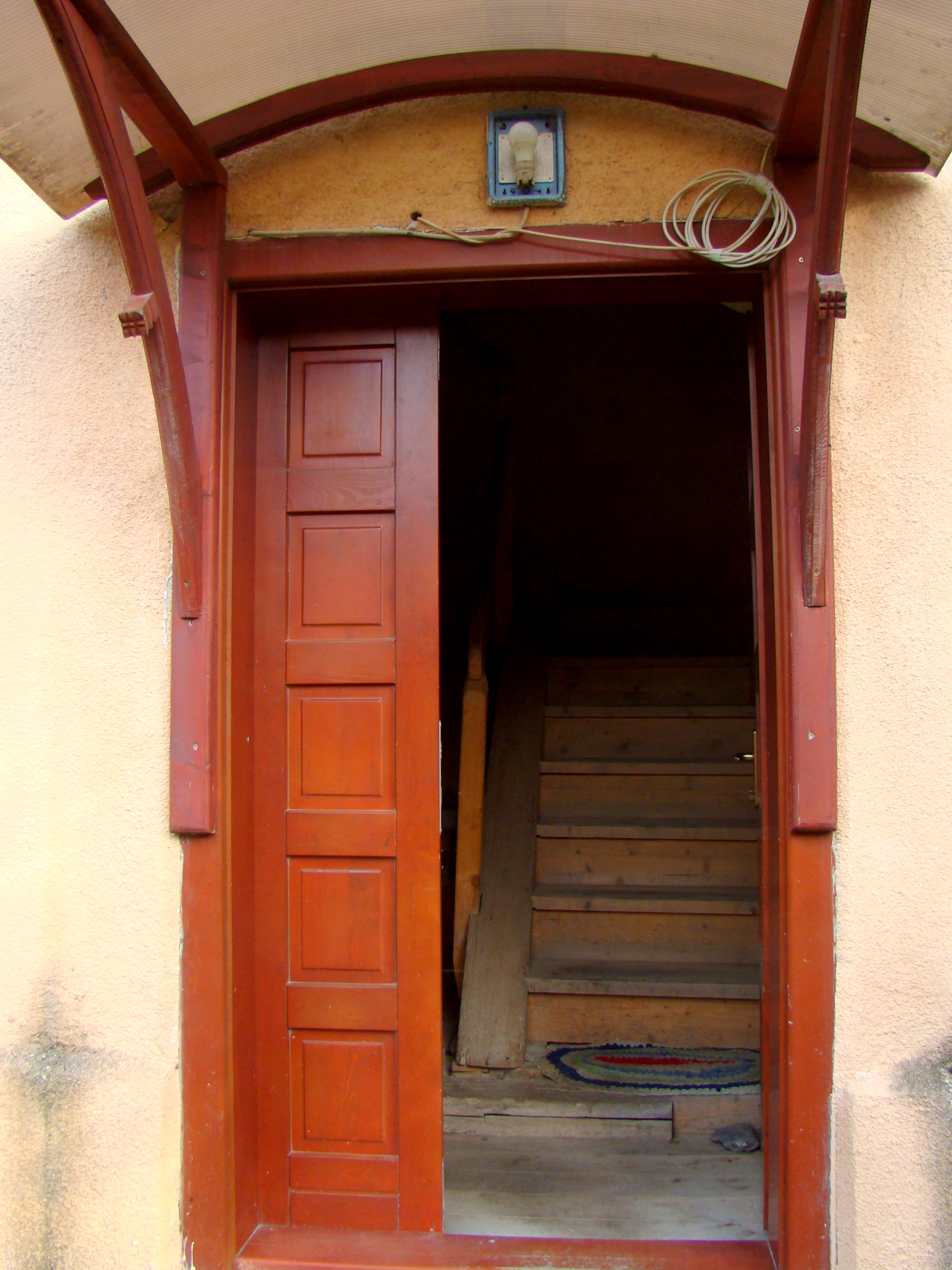
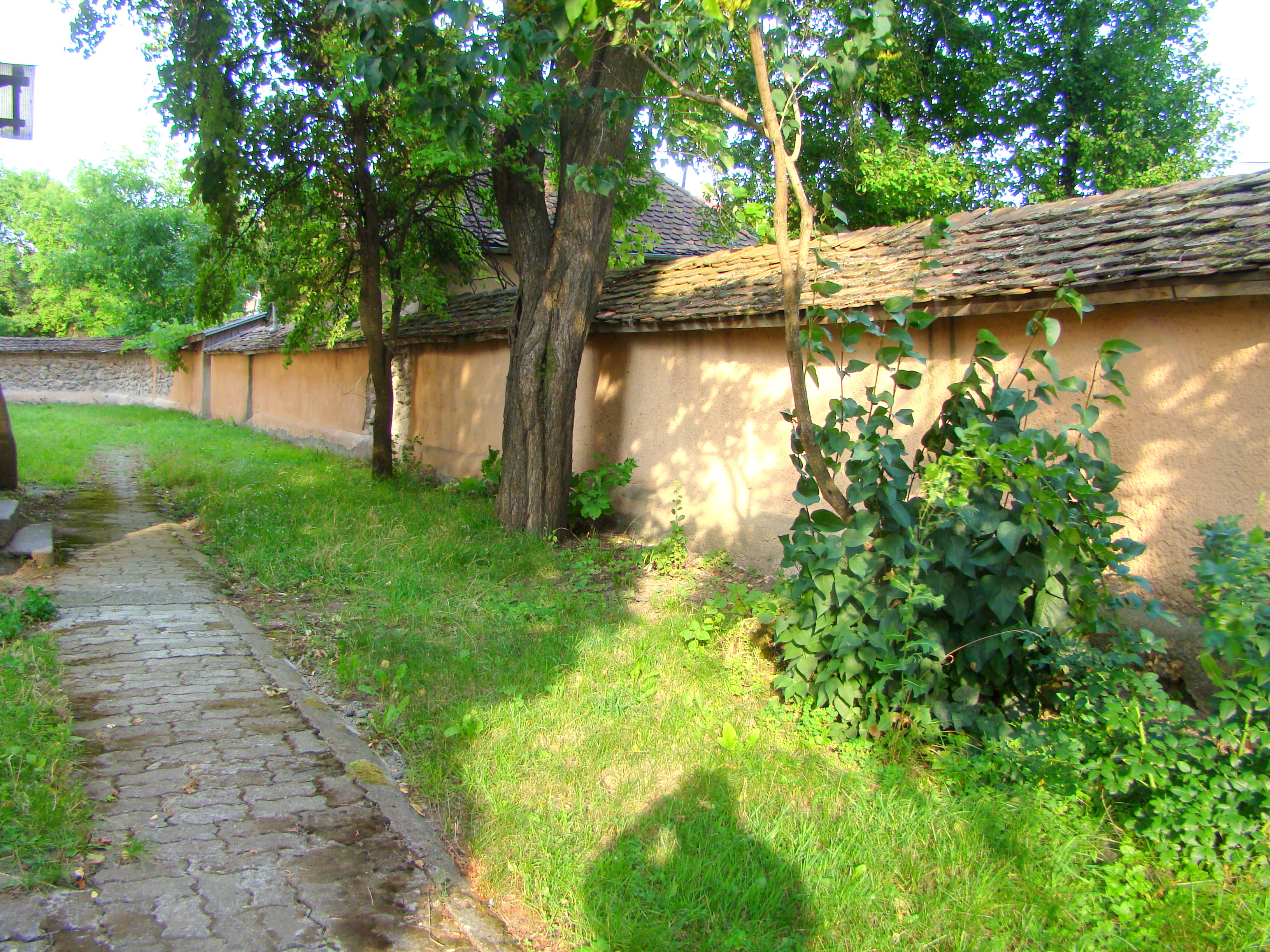
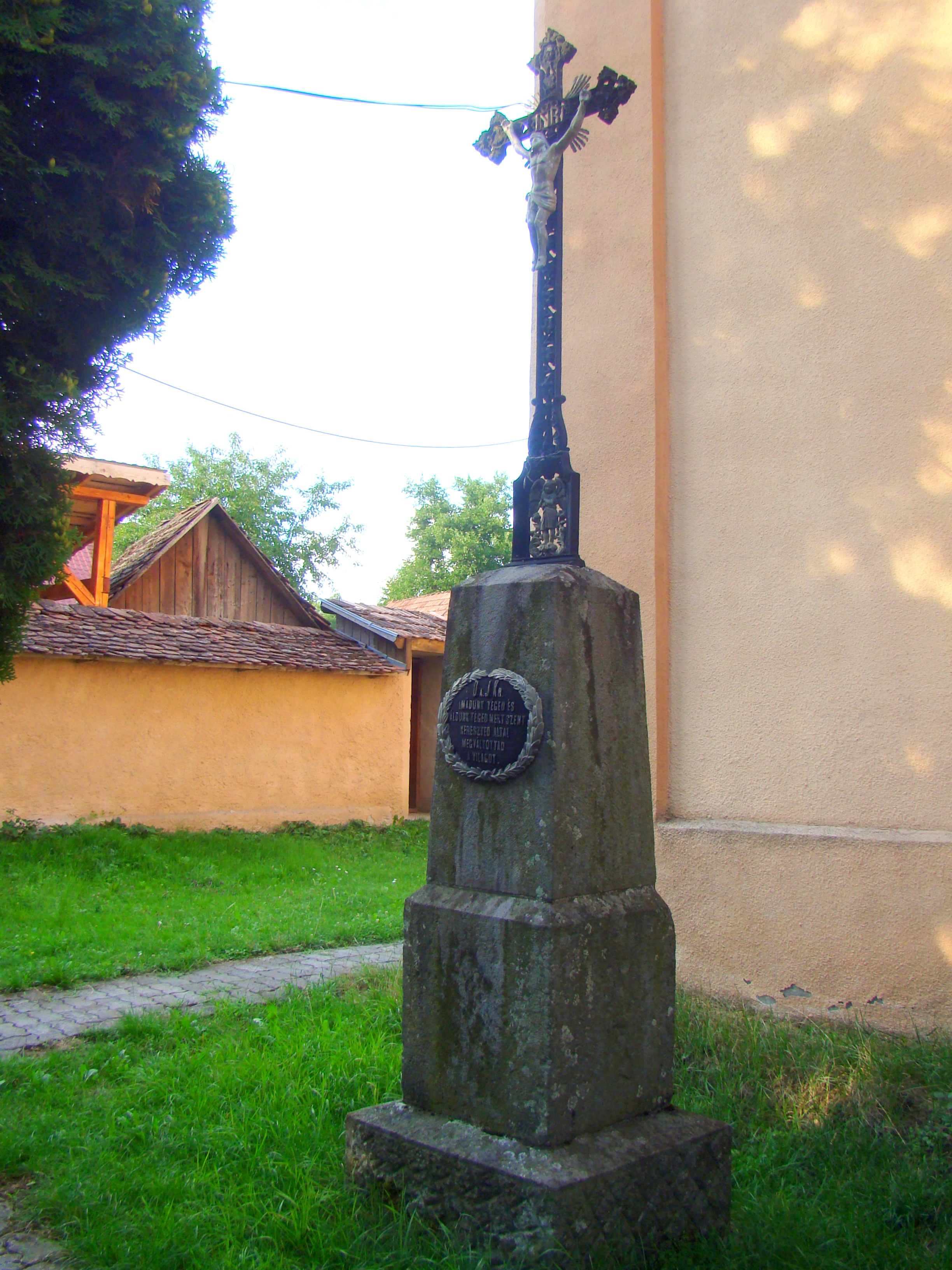
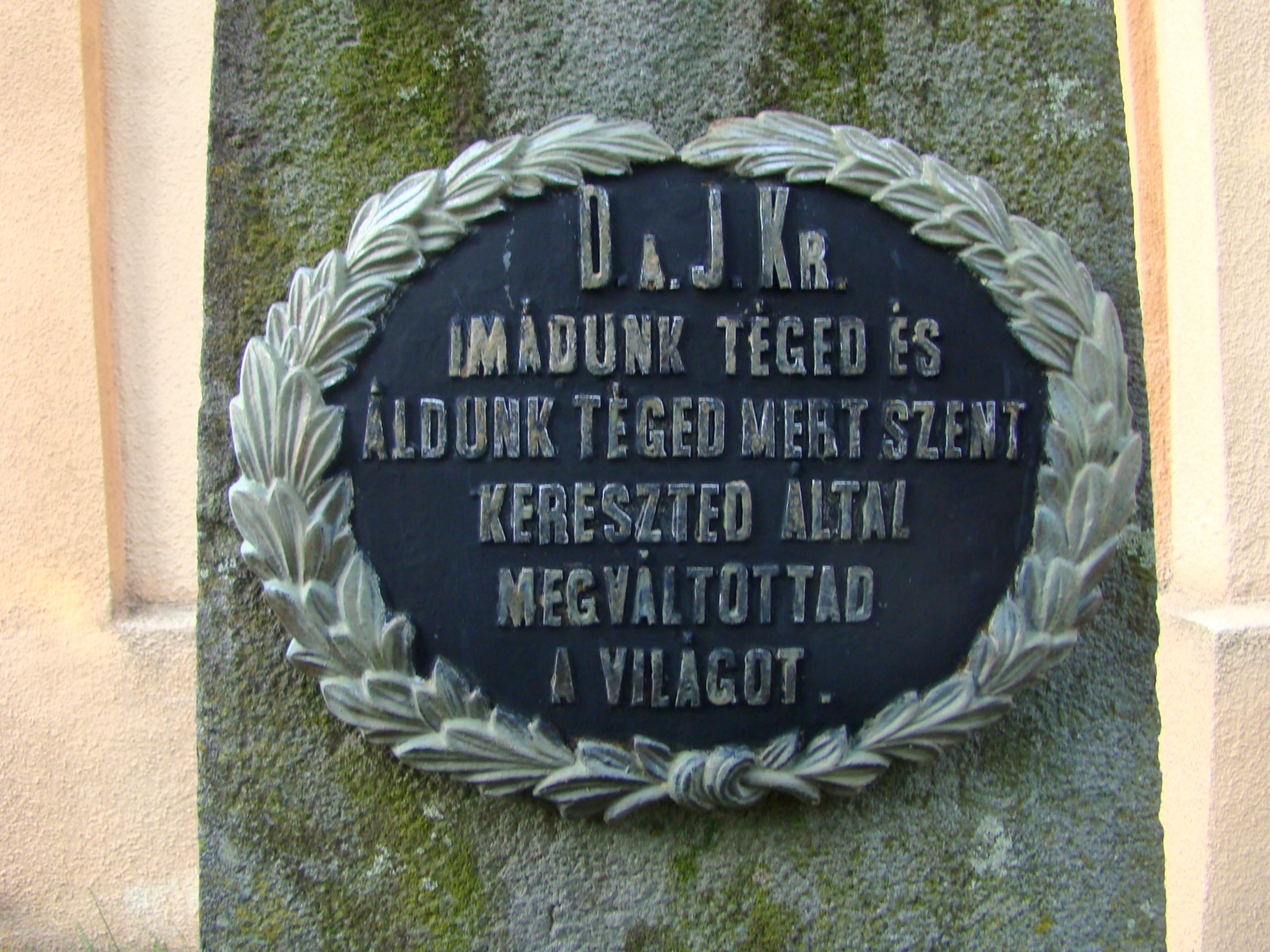
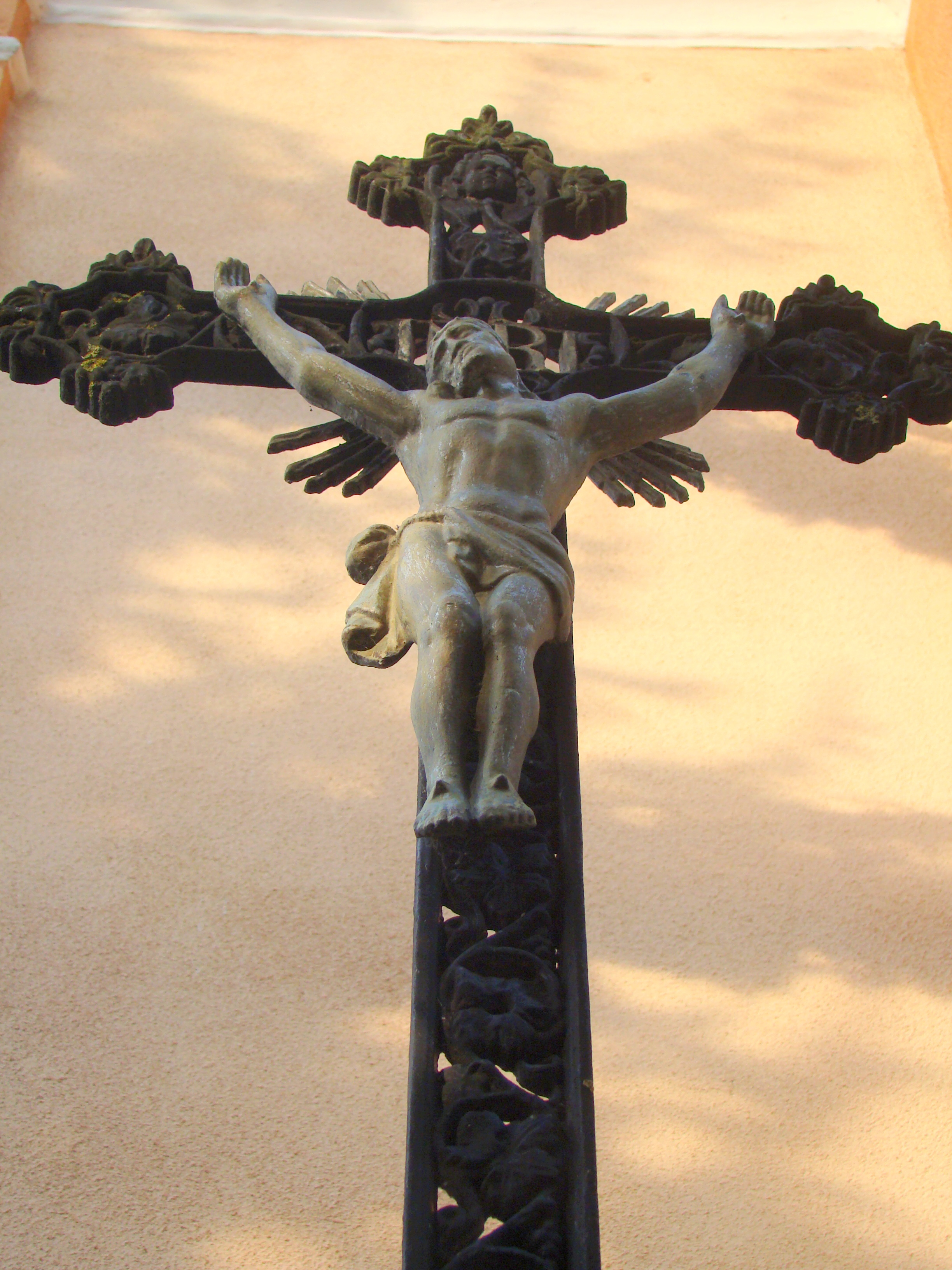
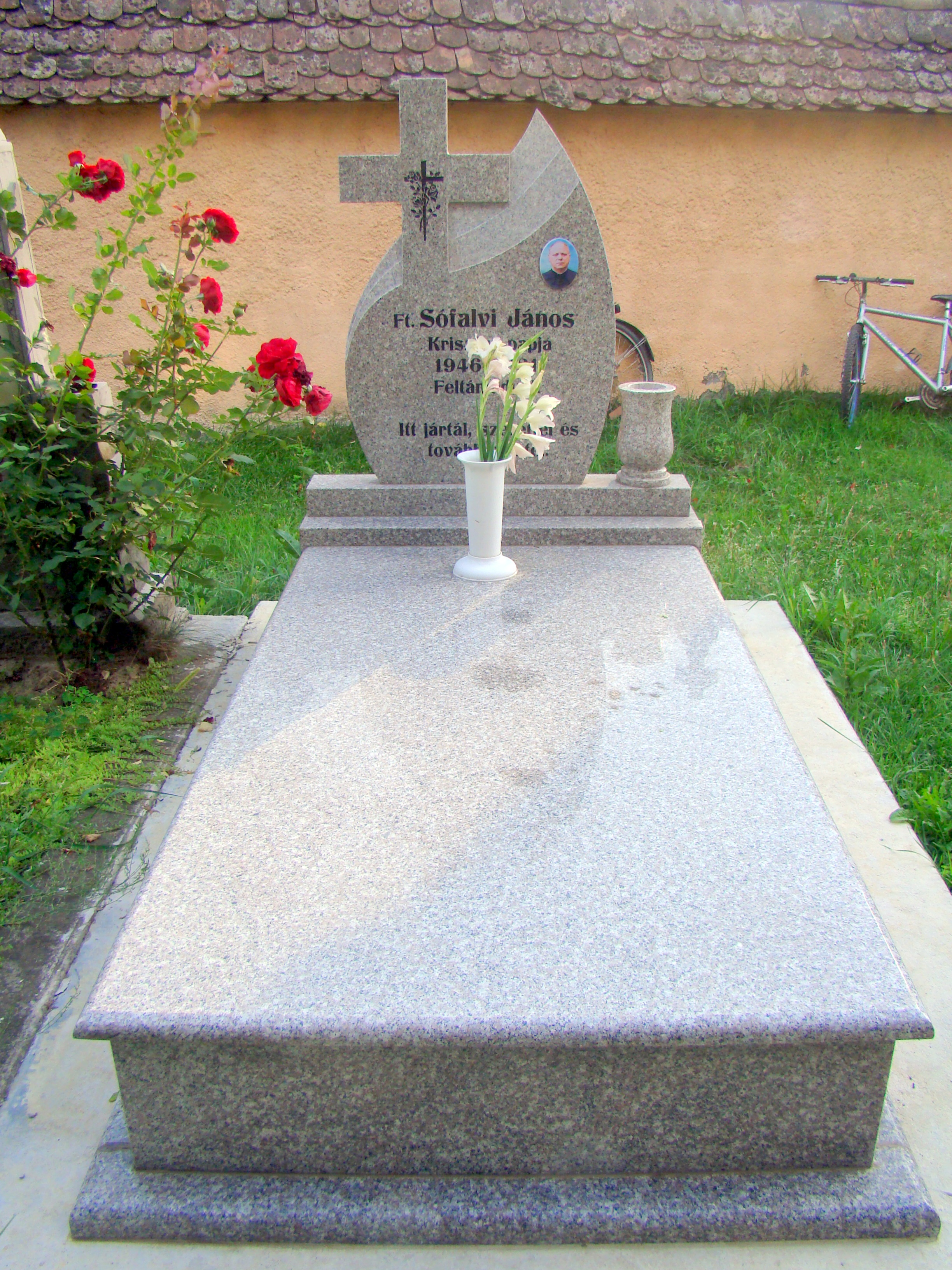
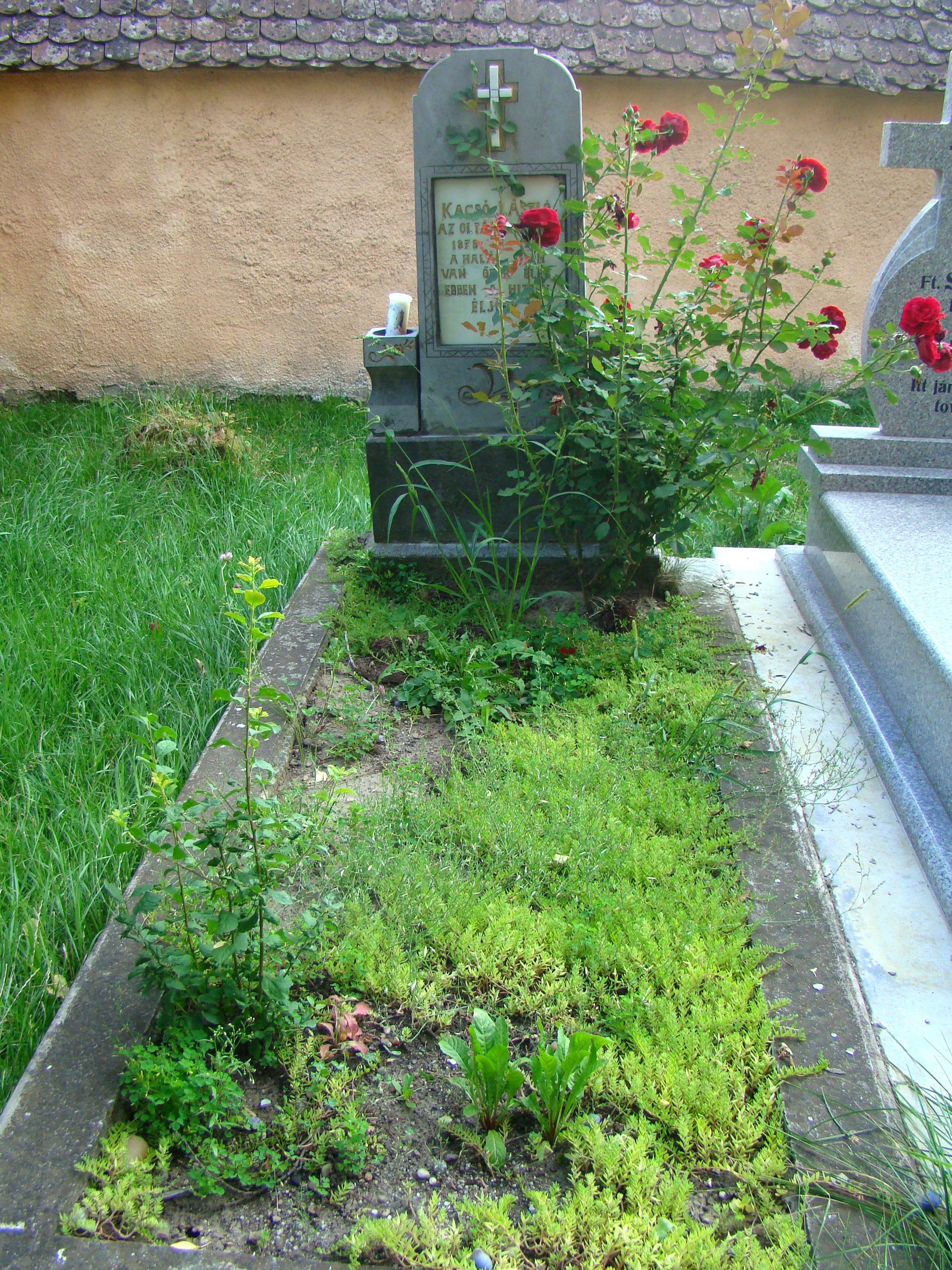
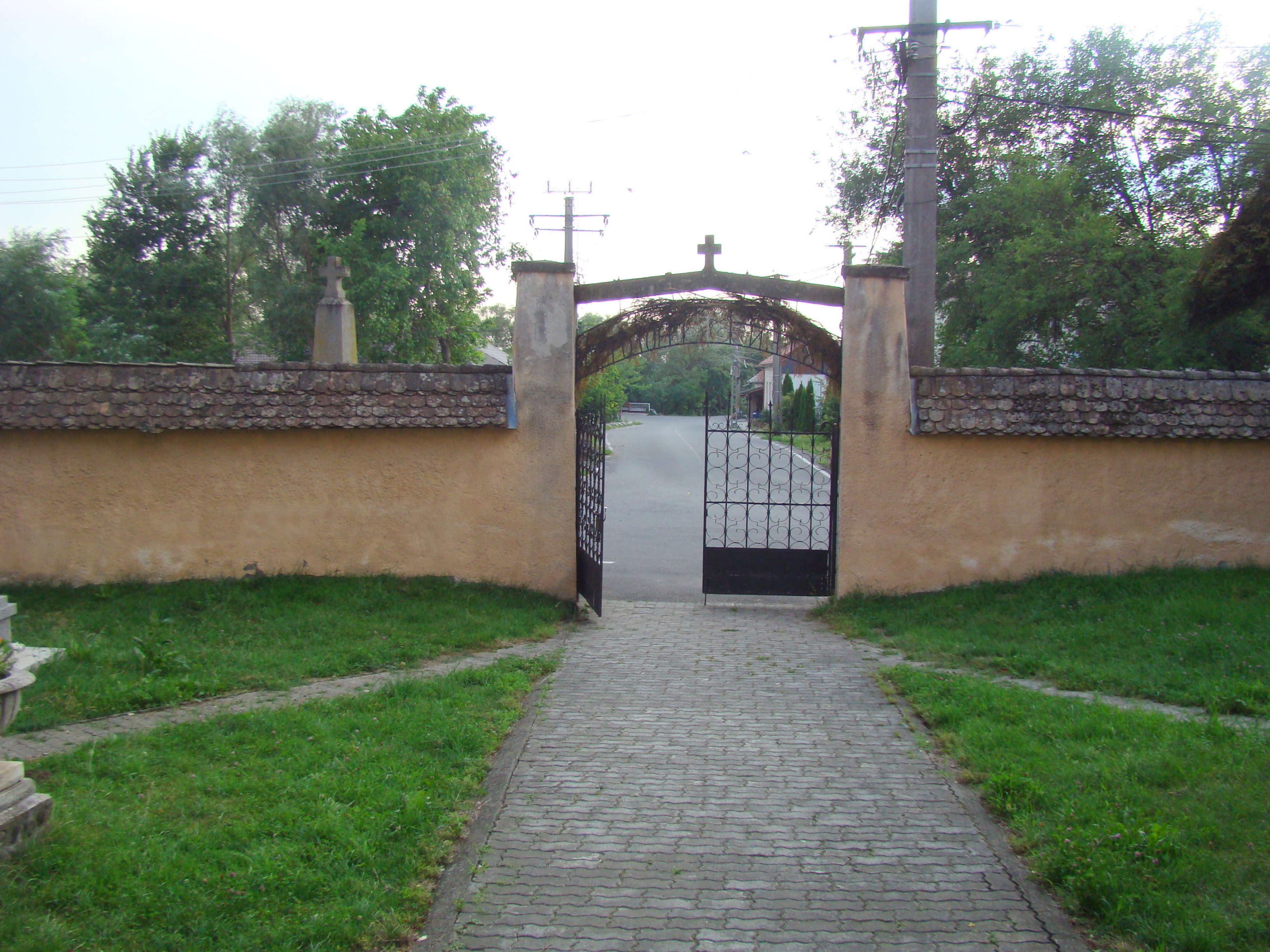
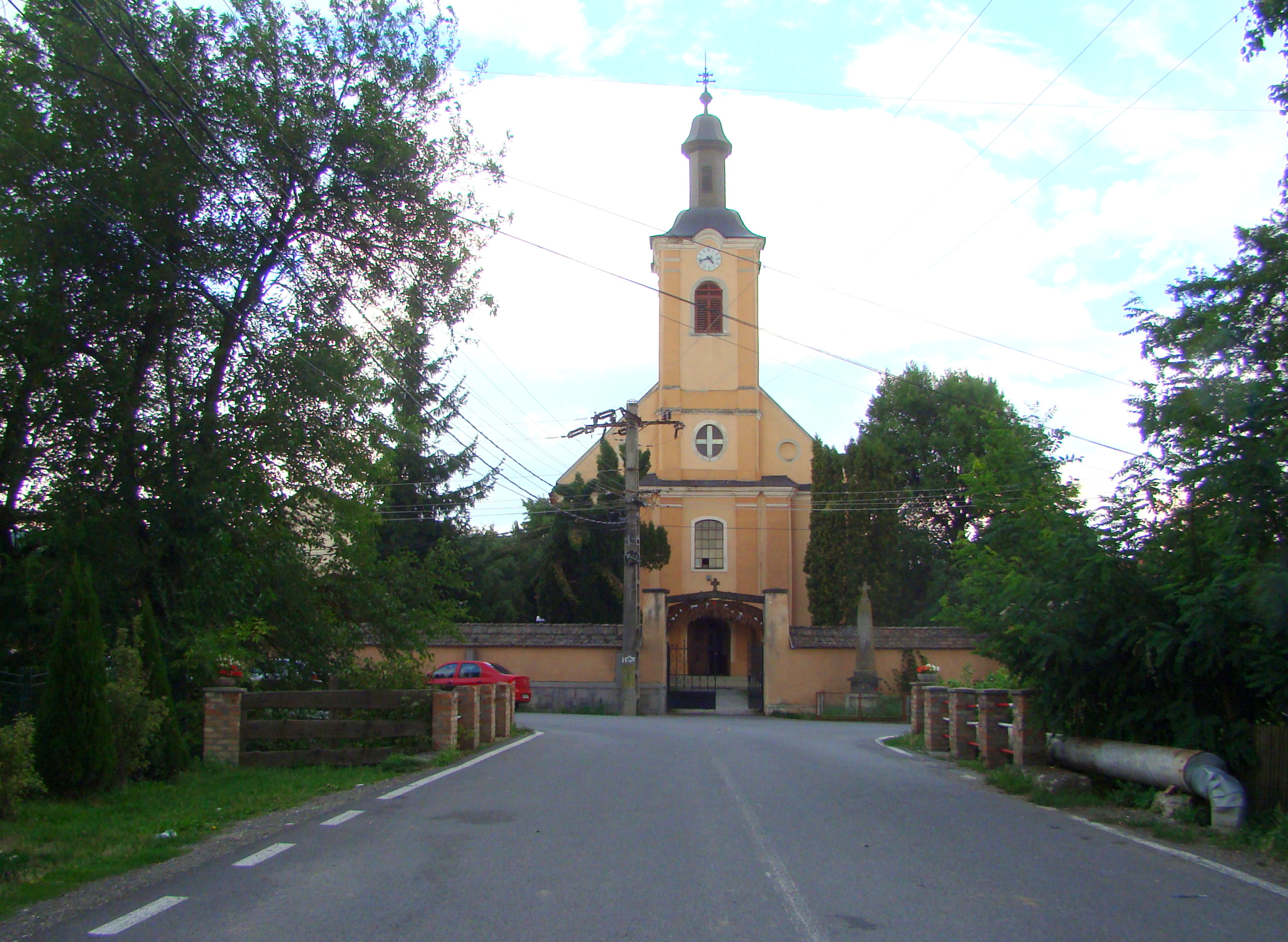
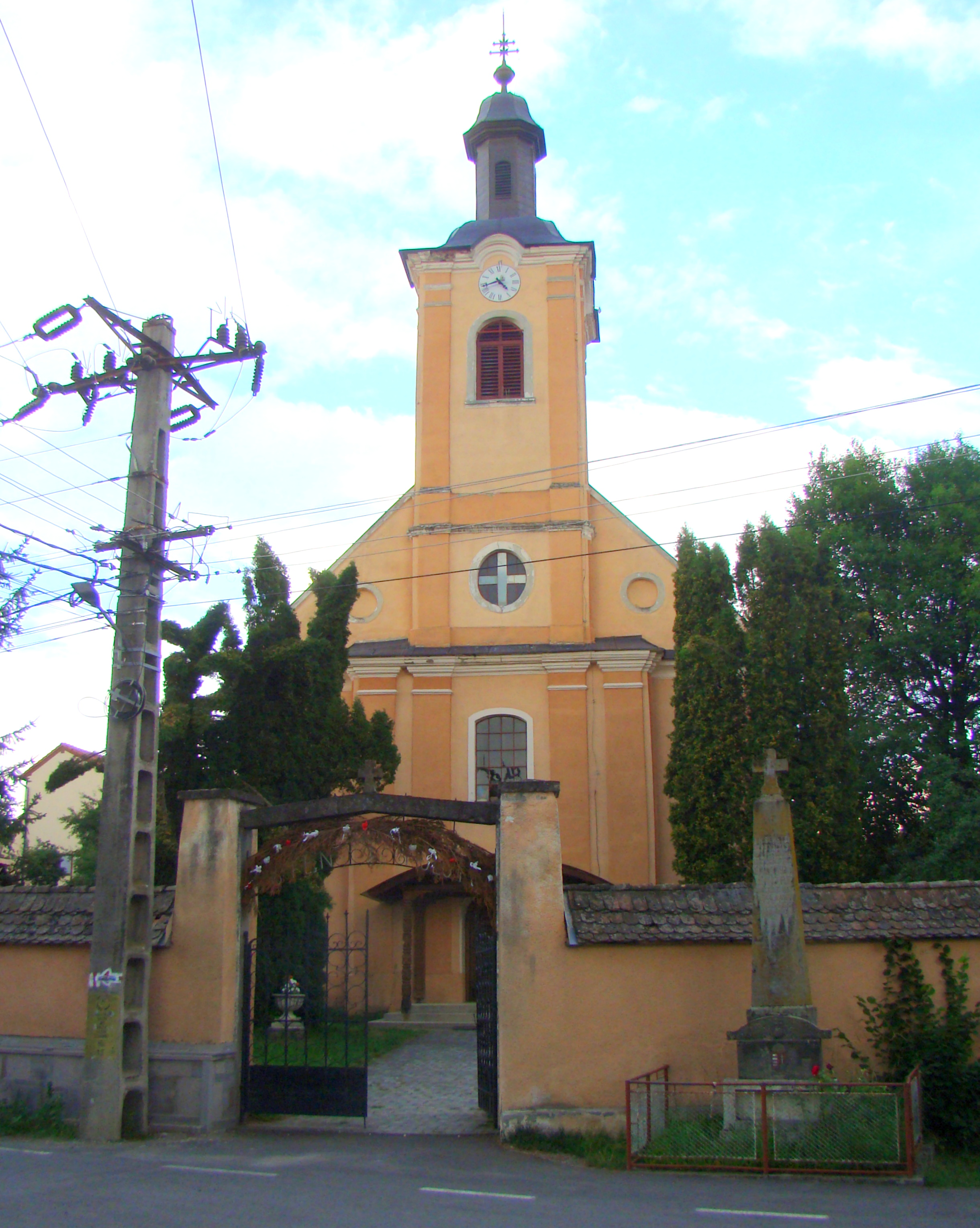
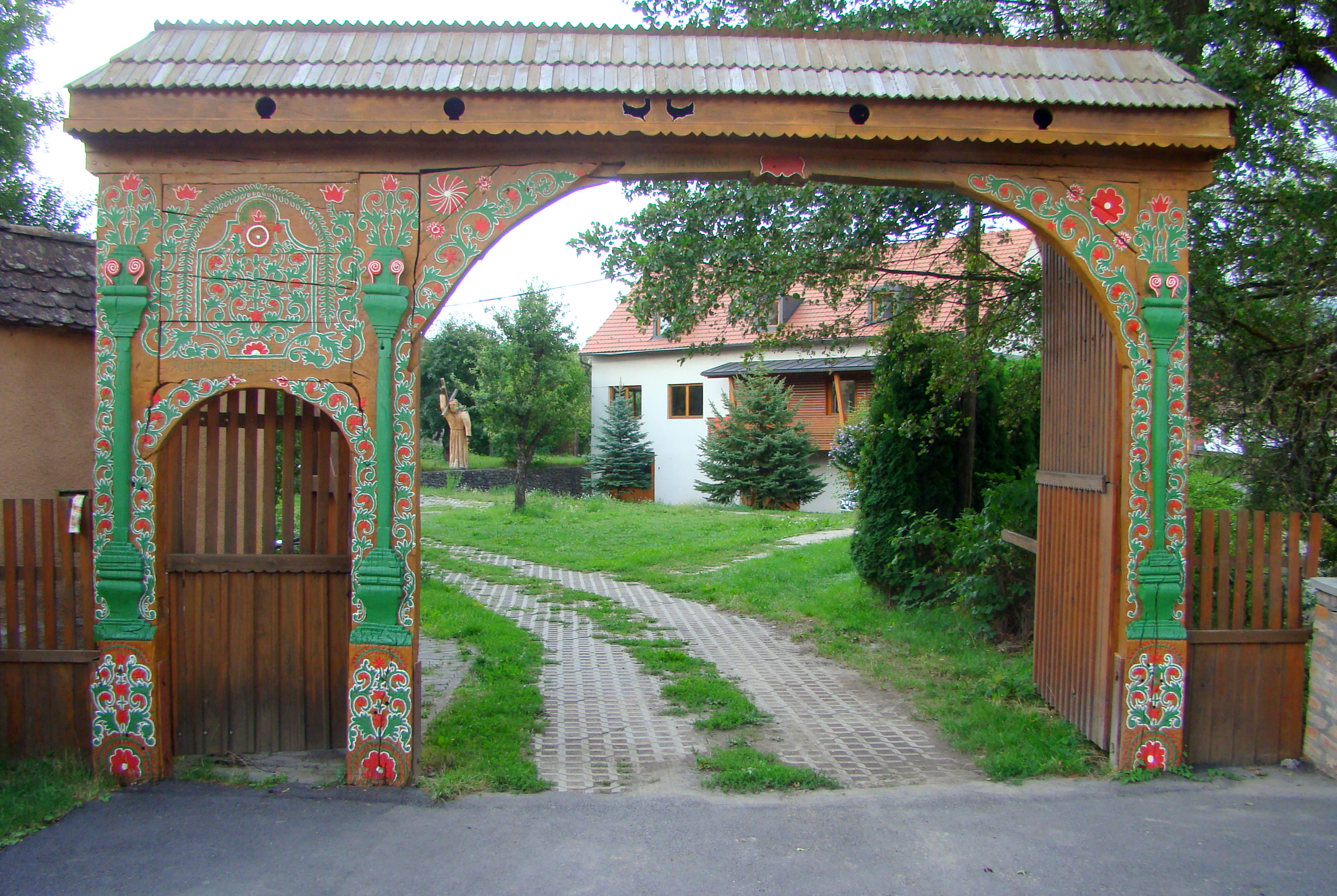
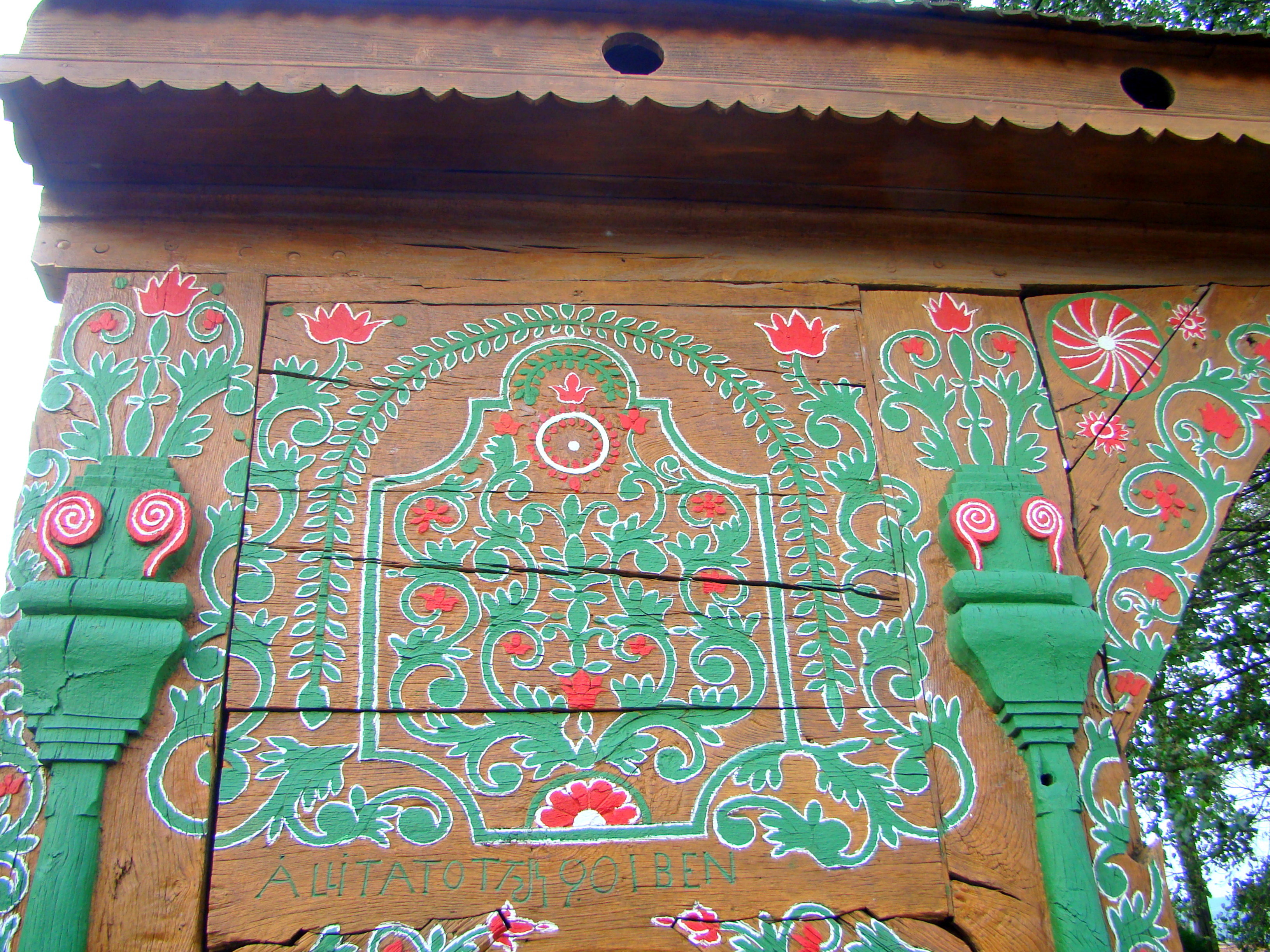
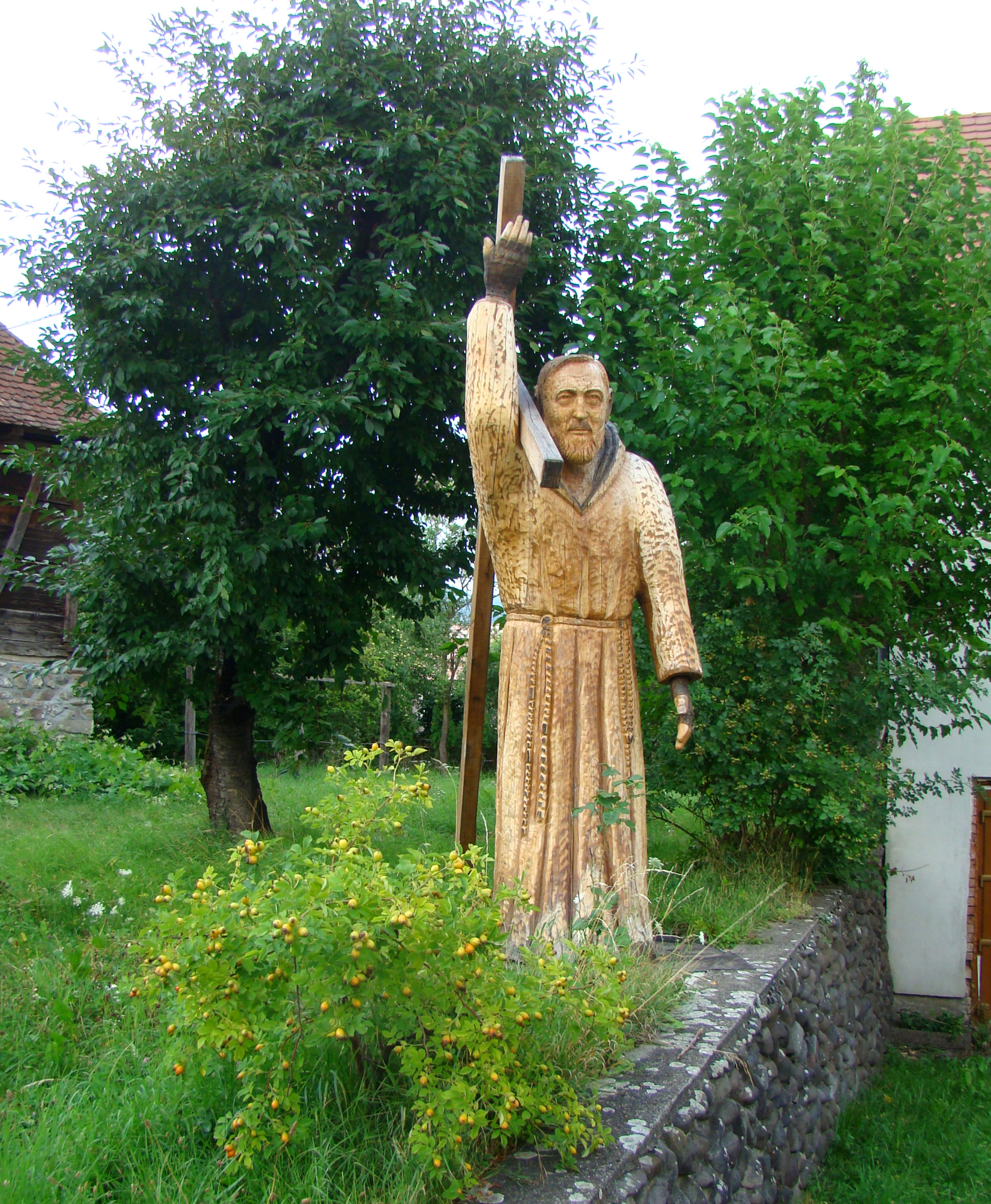
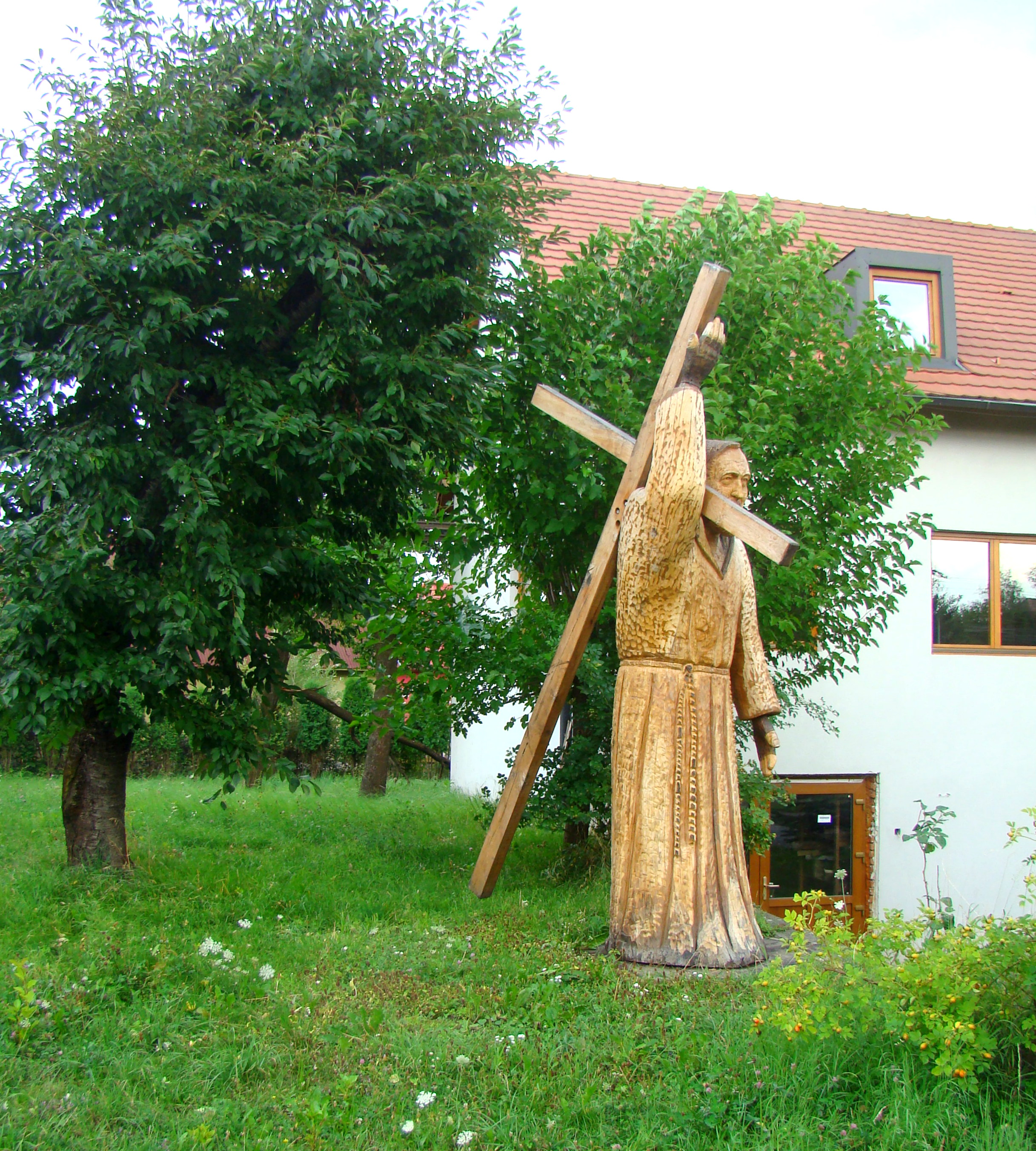
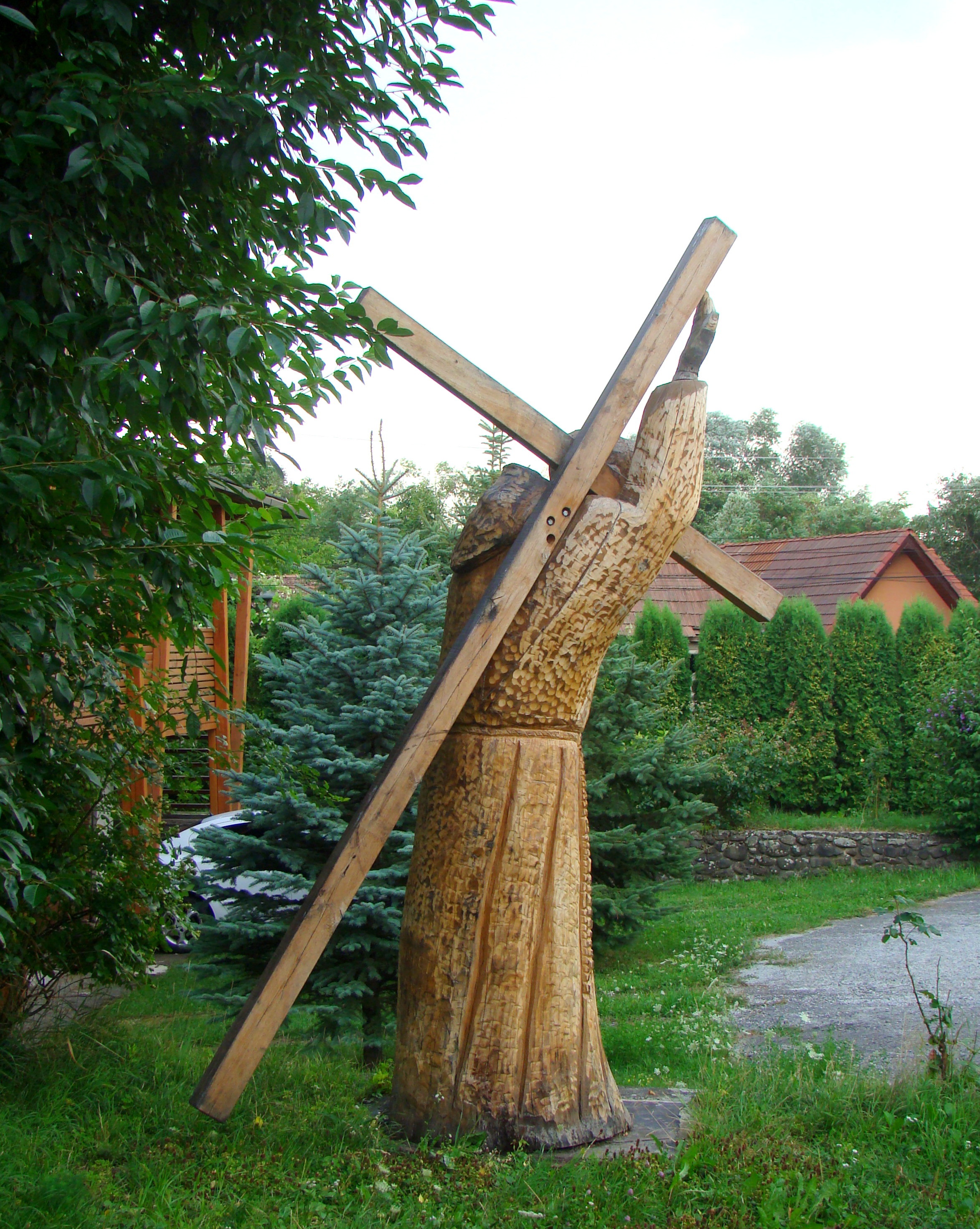
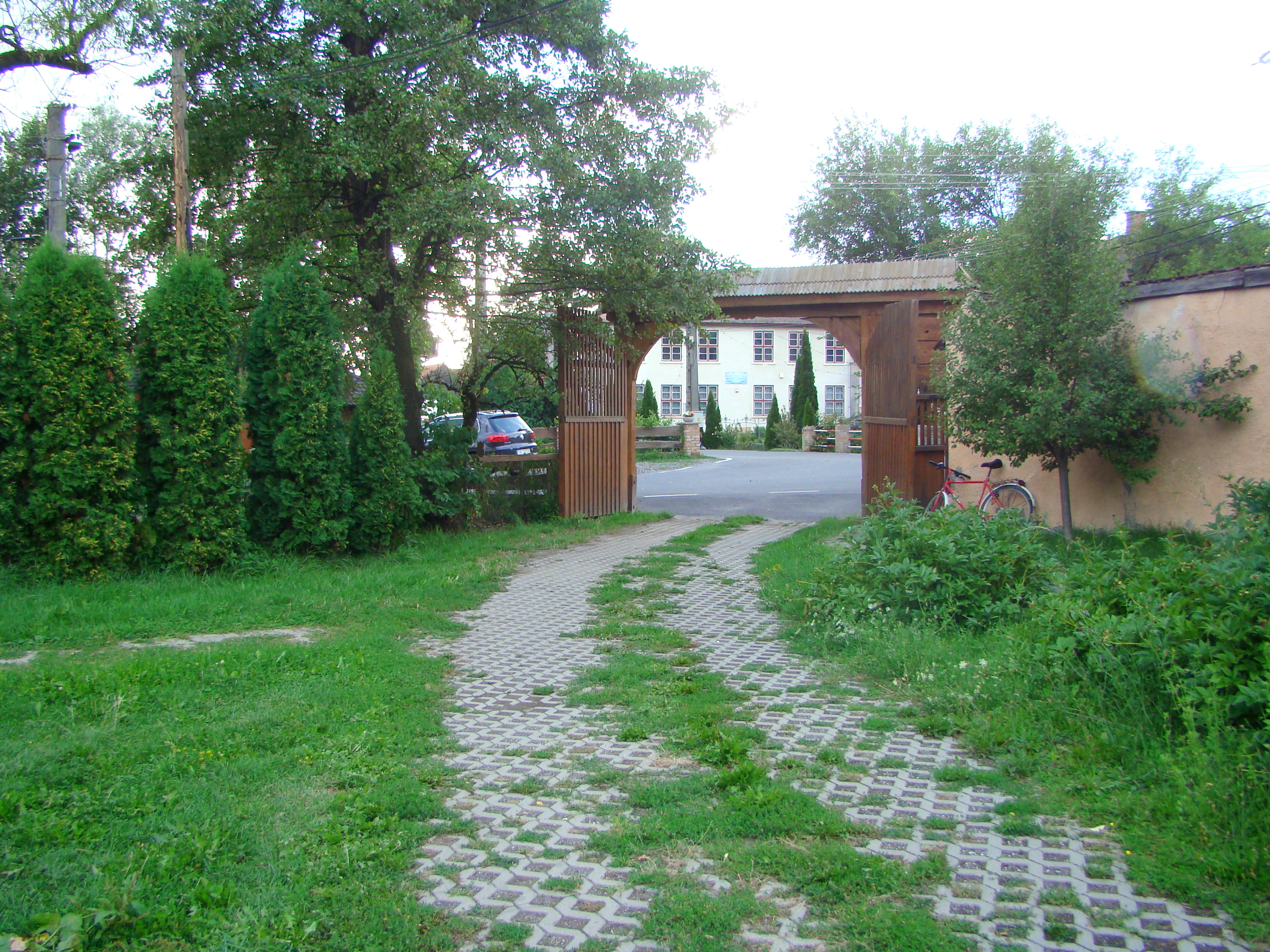
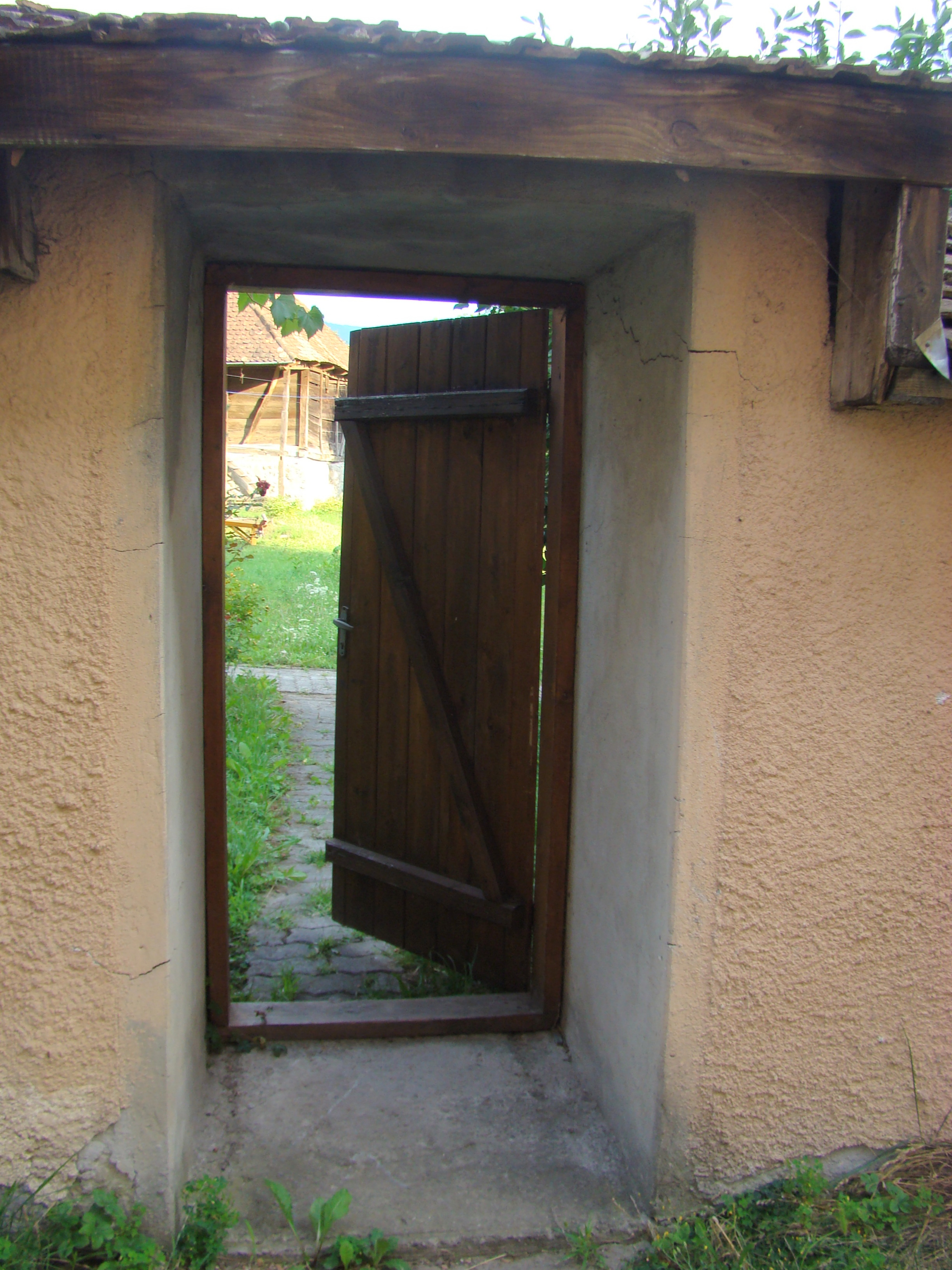

## Vezi și
- Eremitu, Mureș

## Imagini din interior

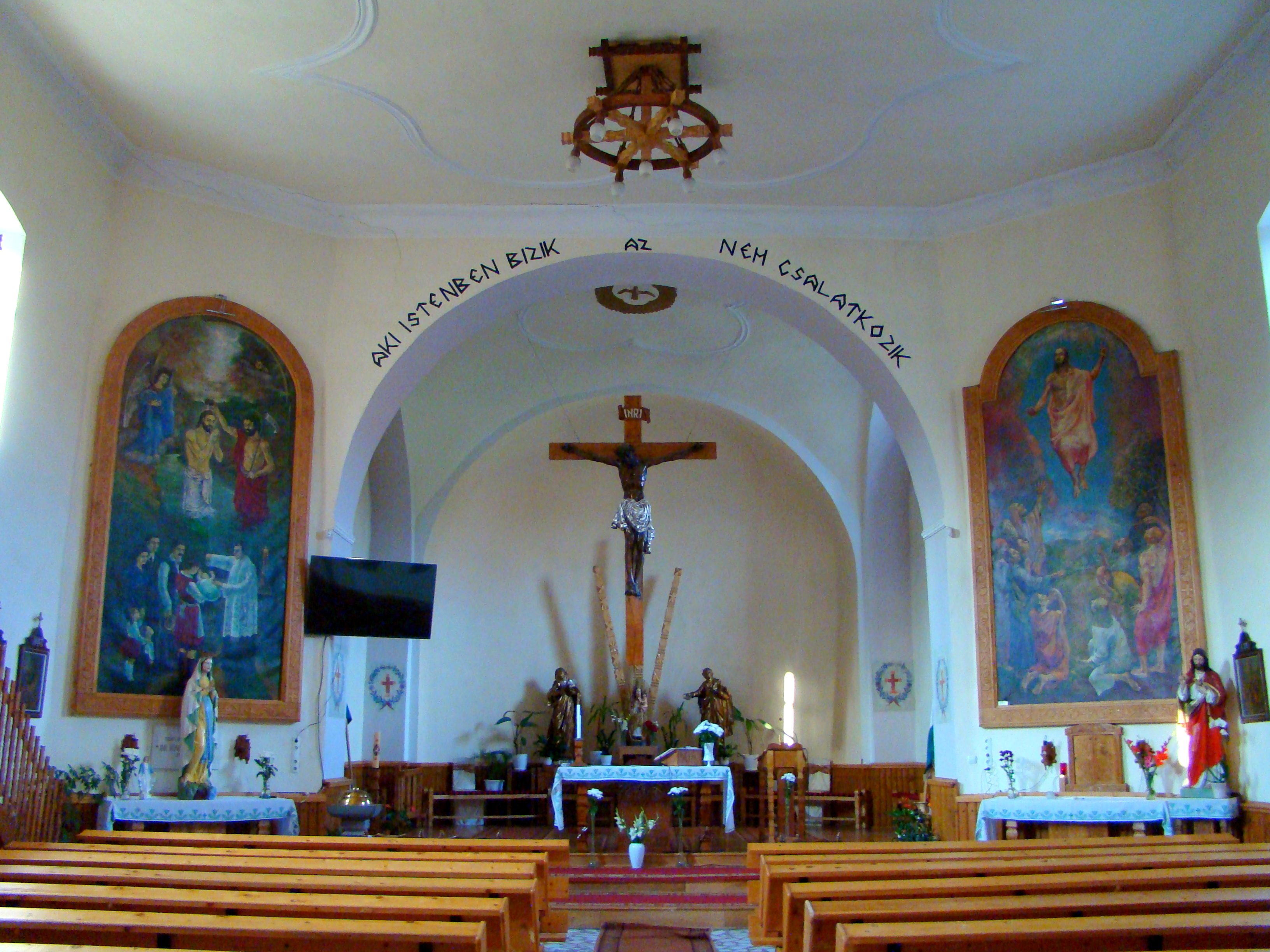
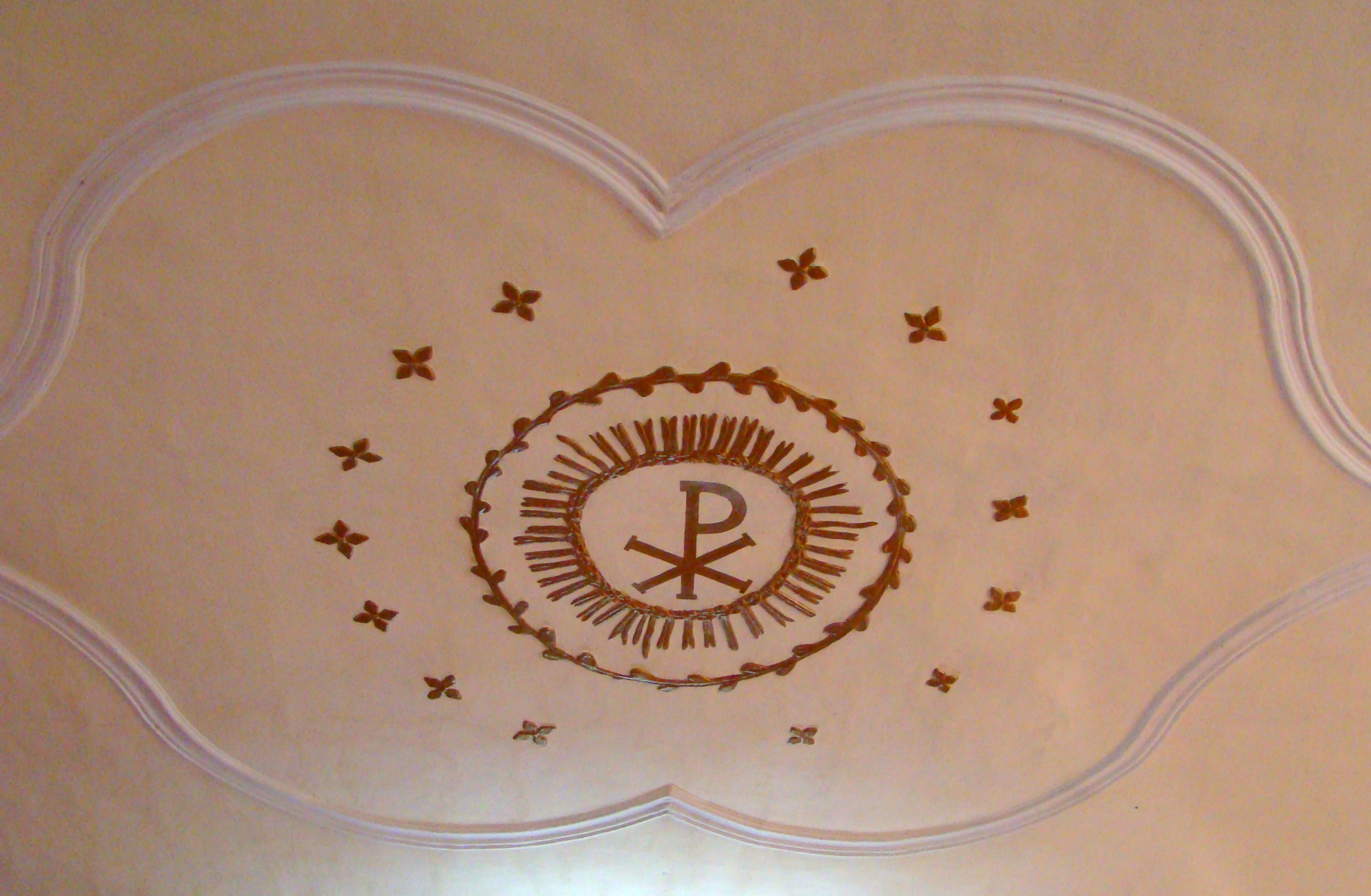
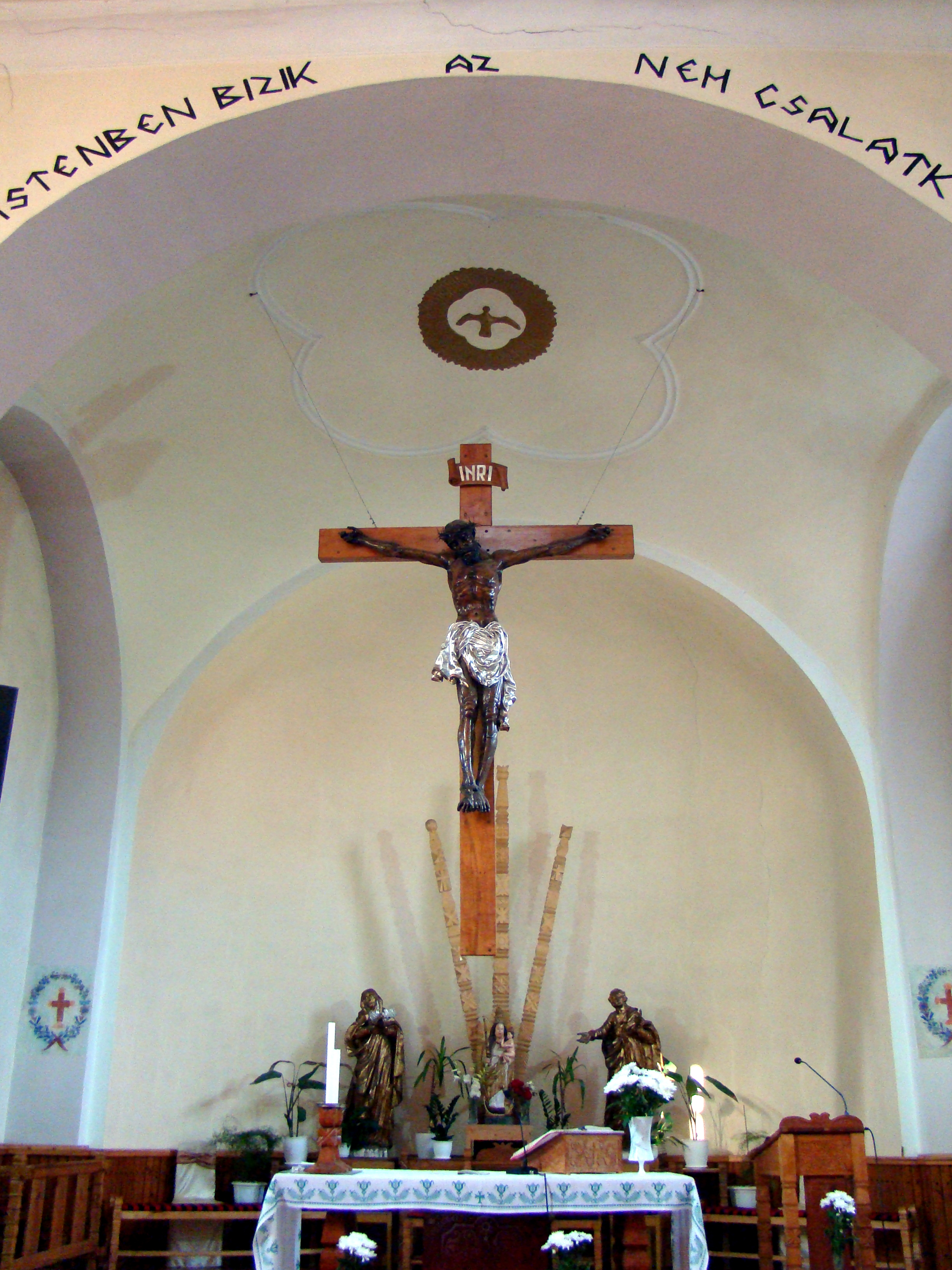
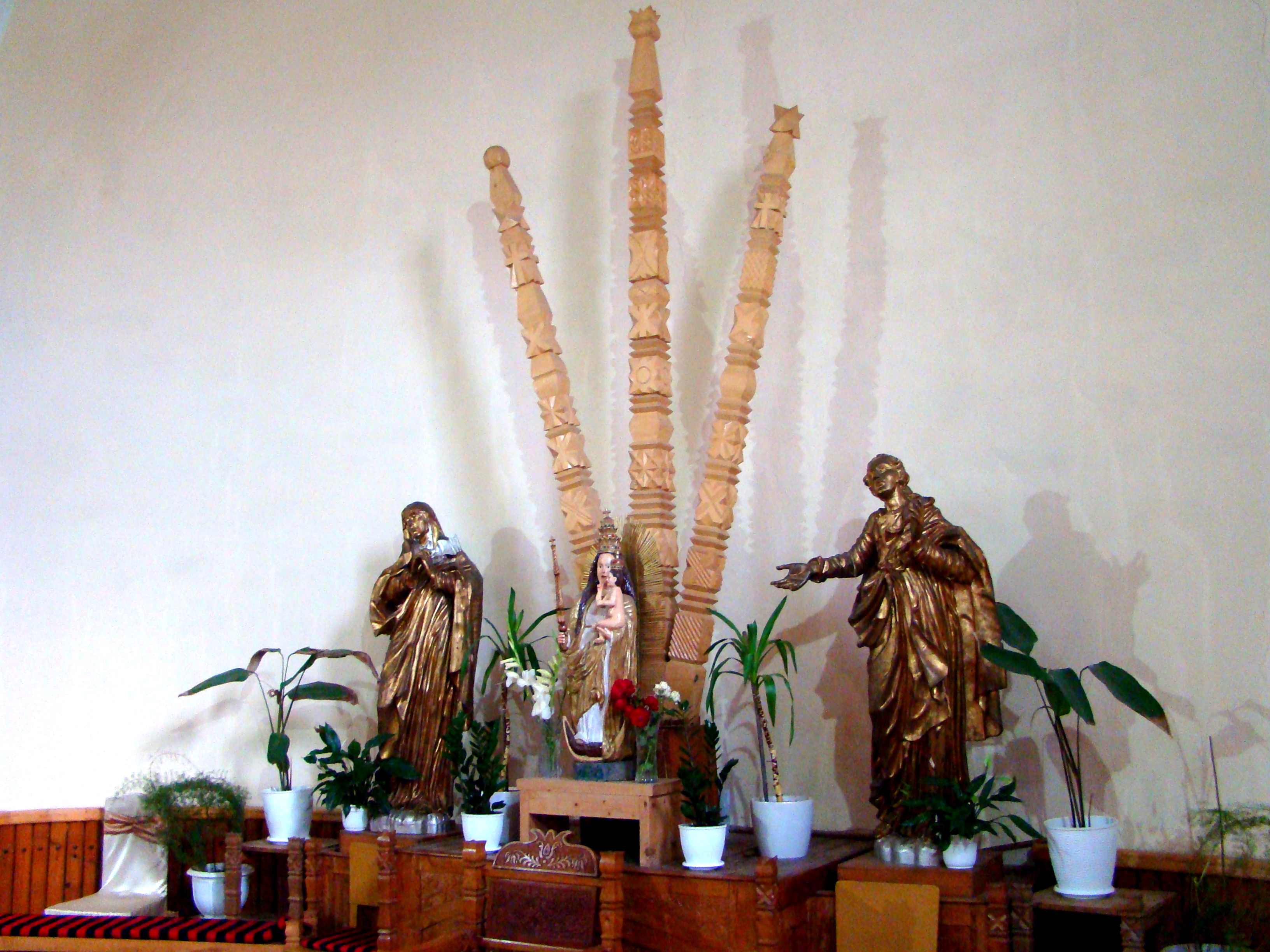
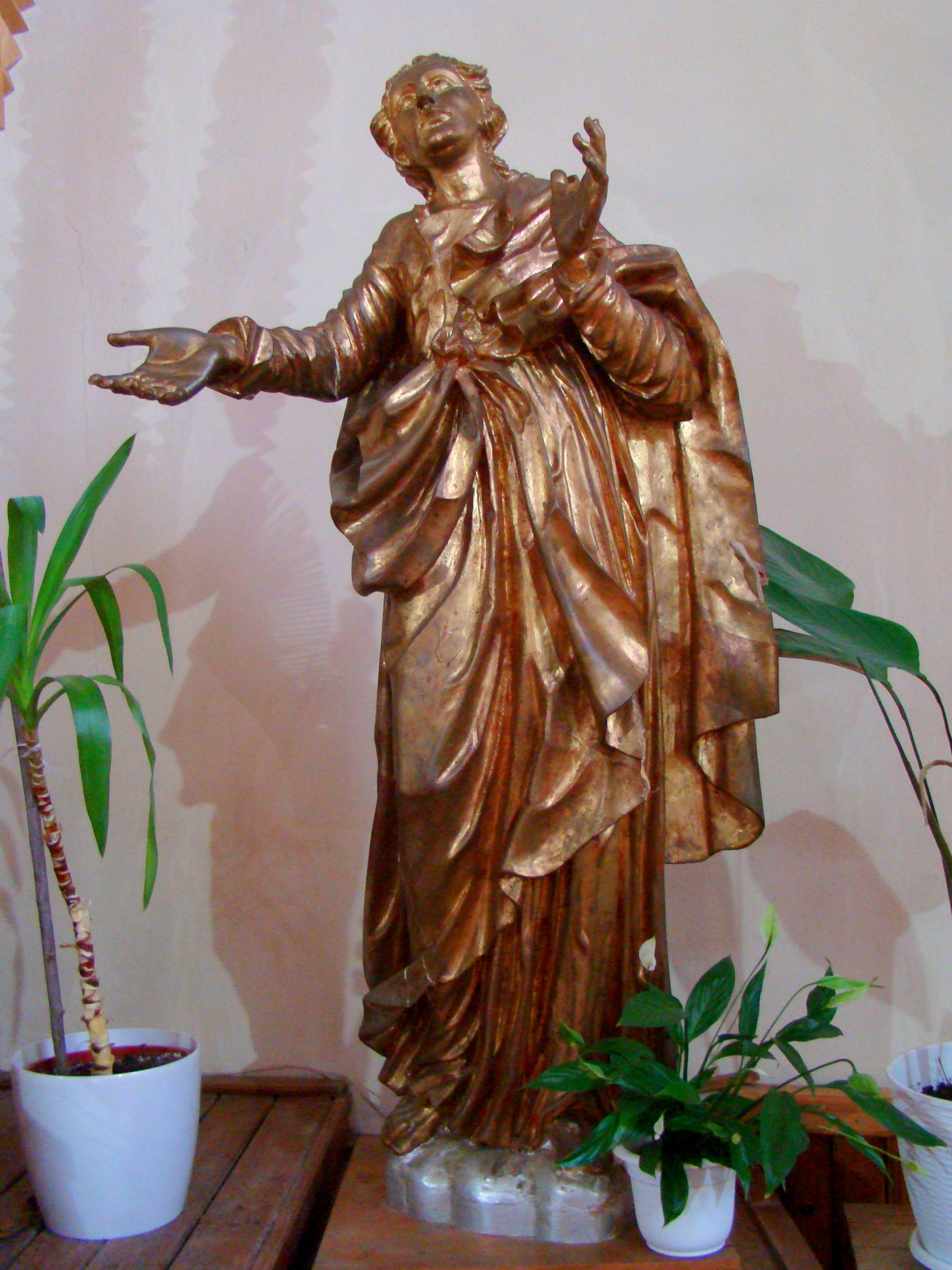
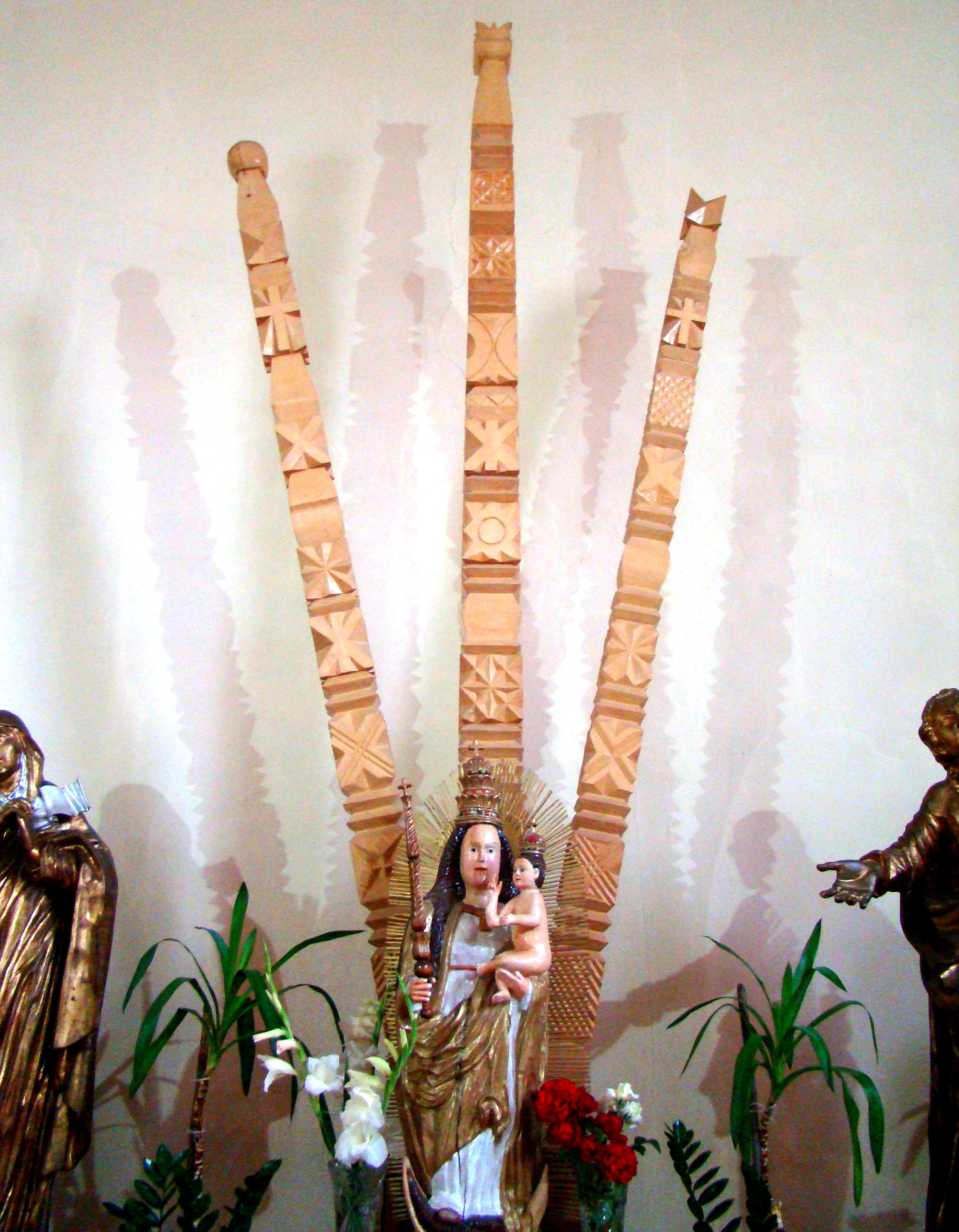
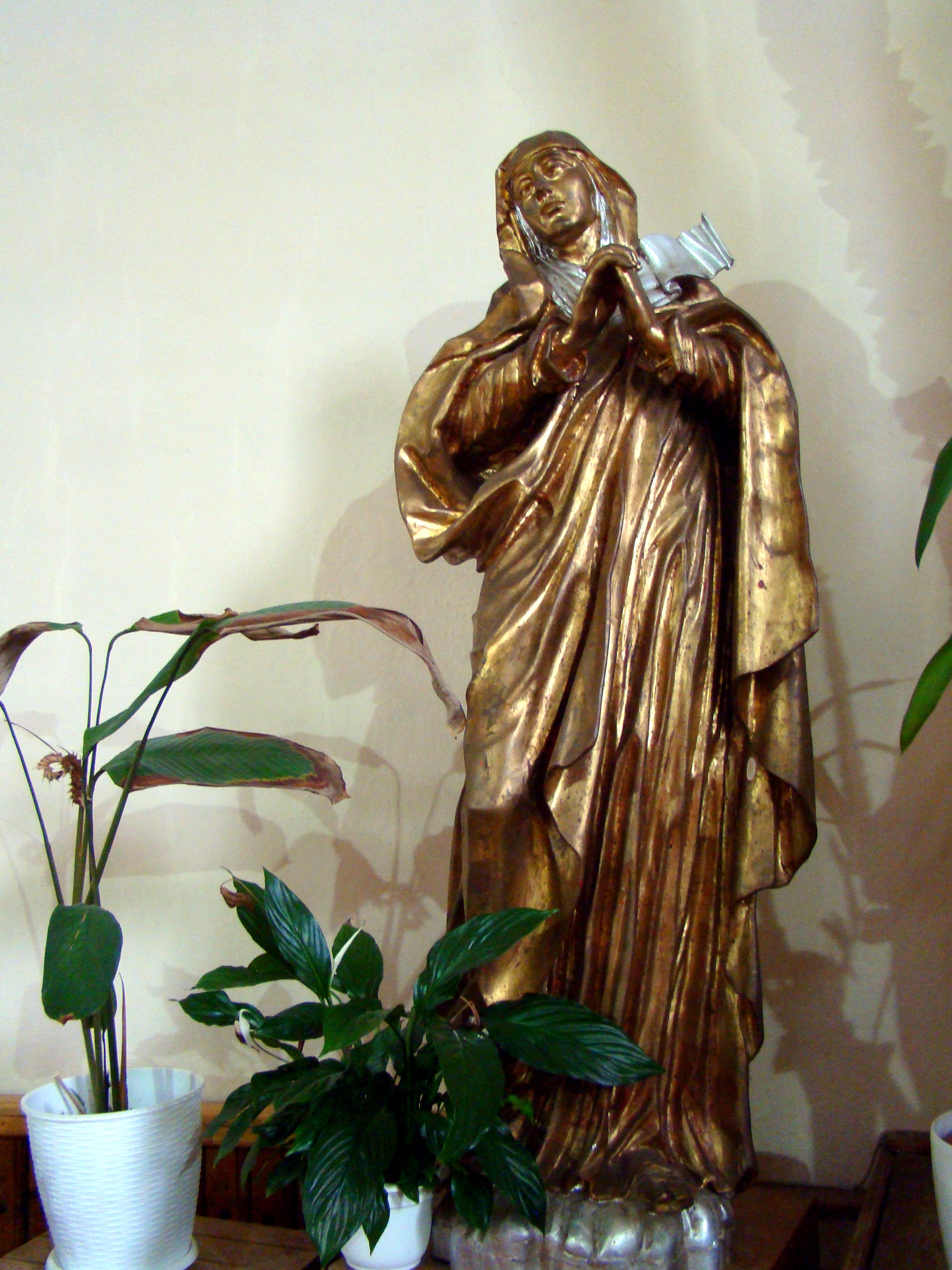
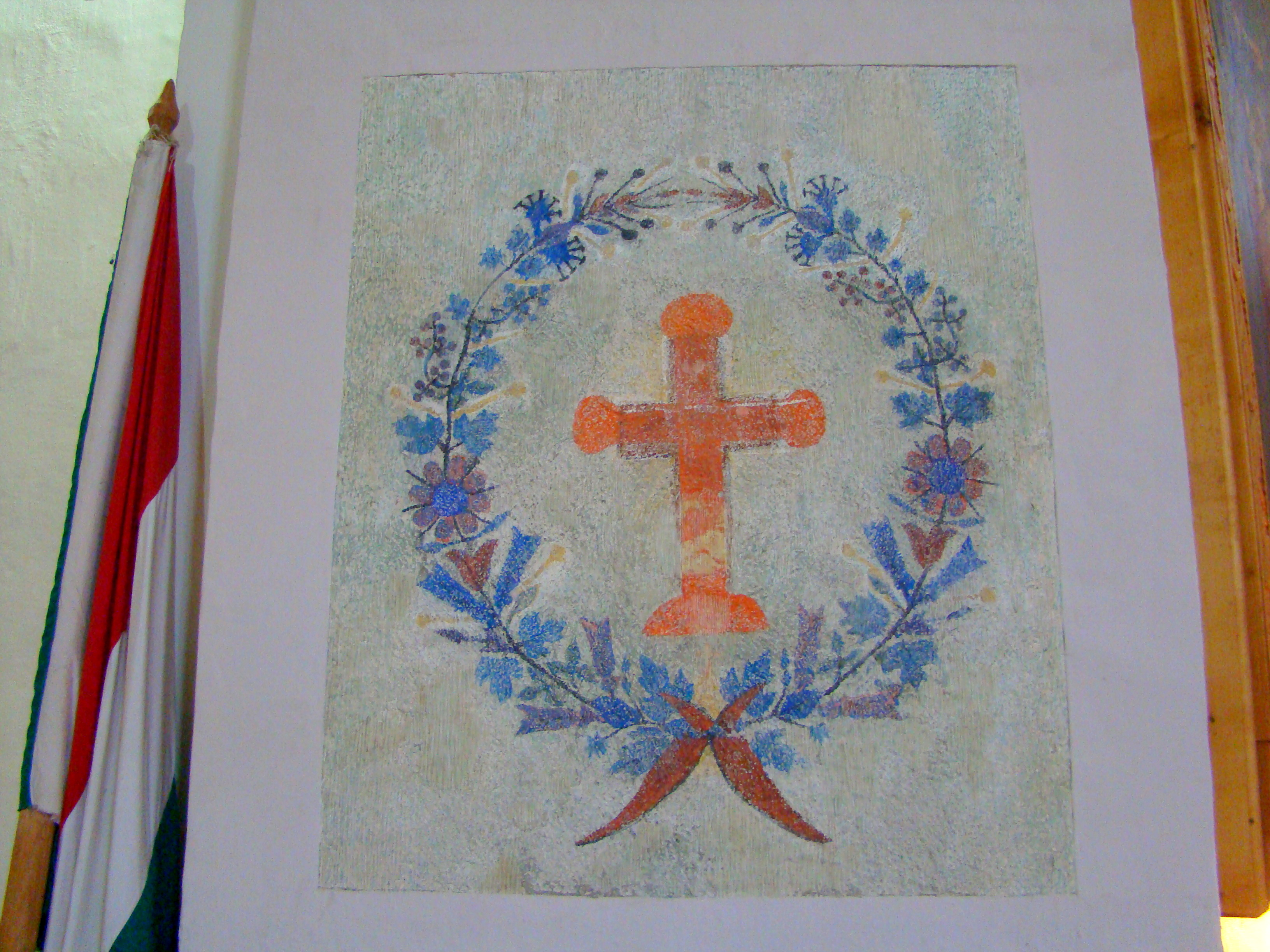
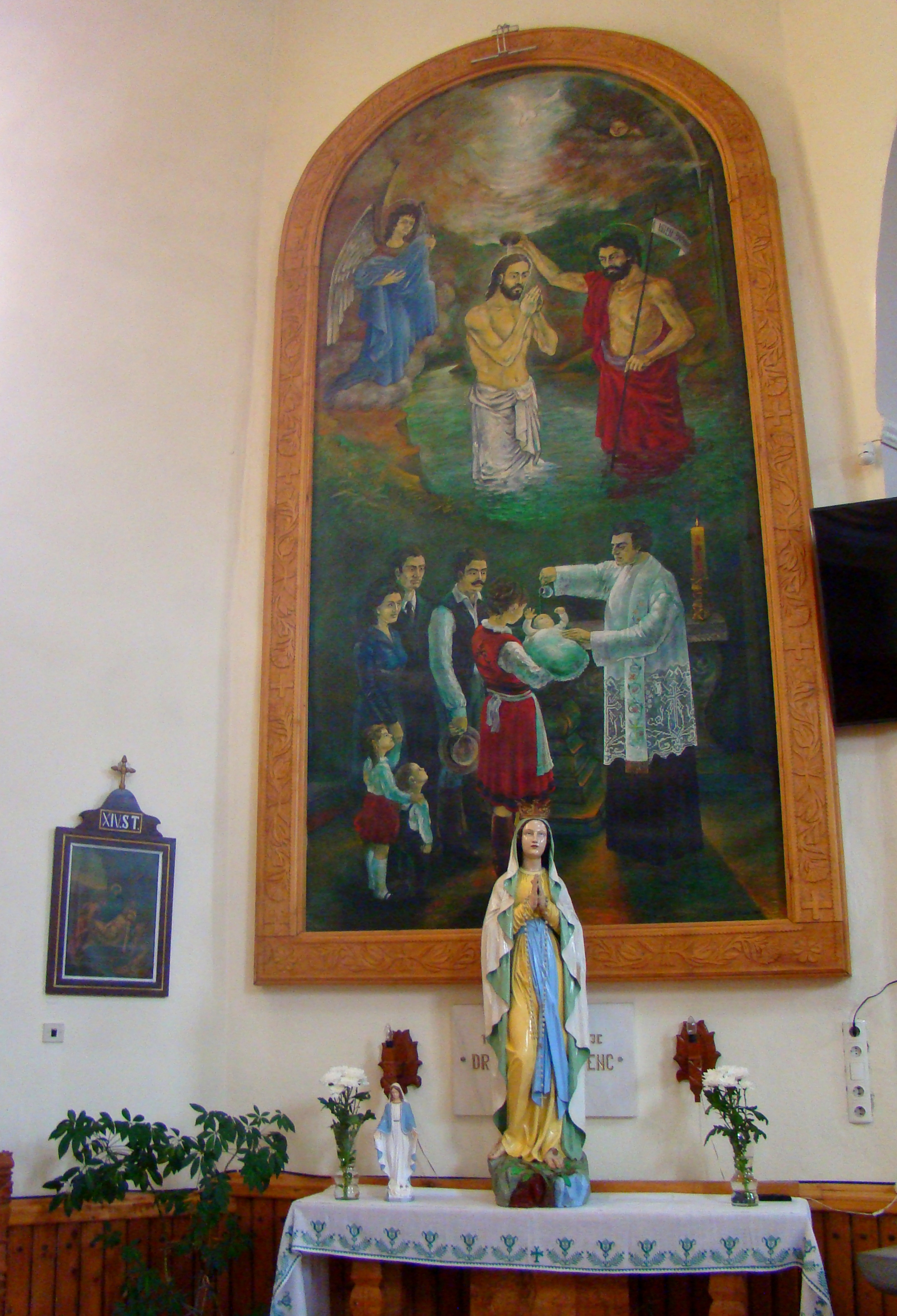
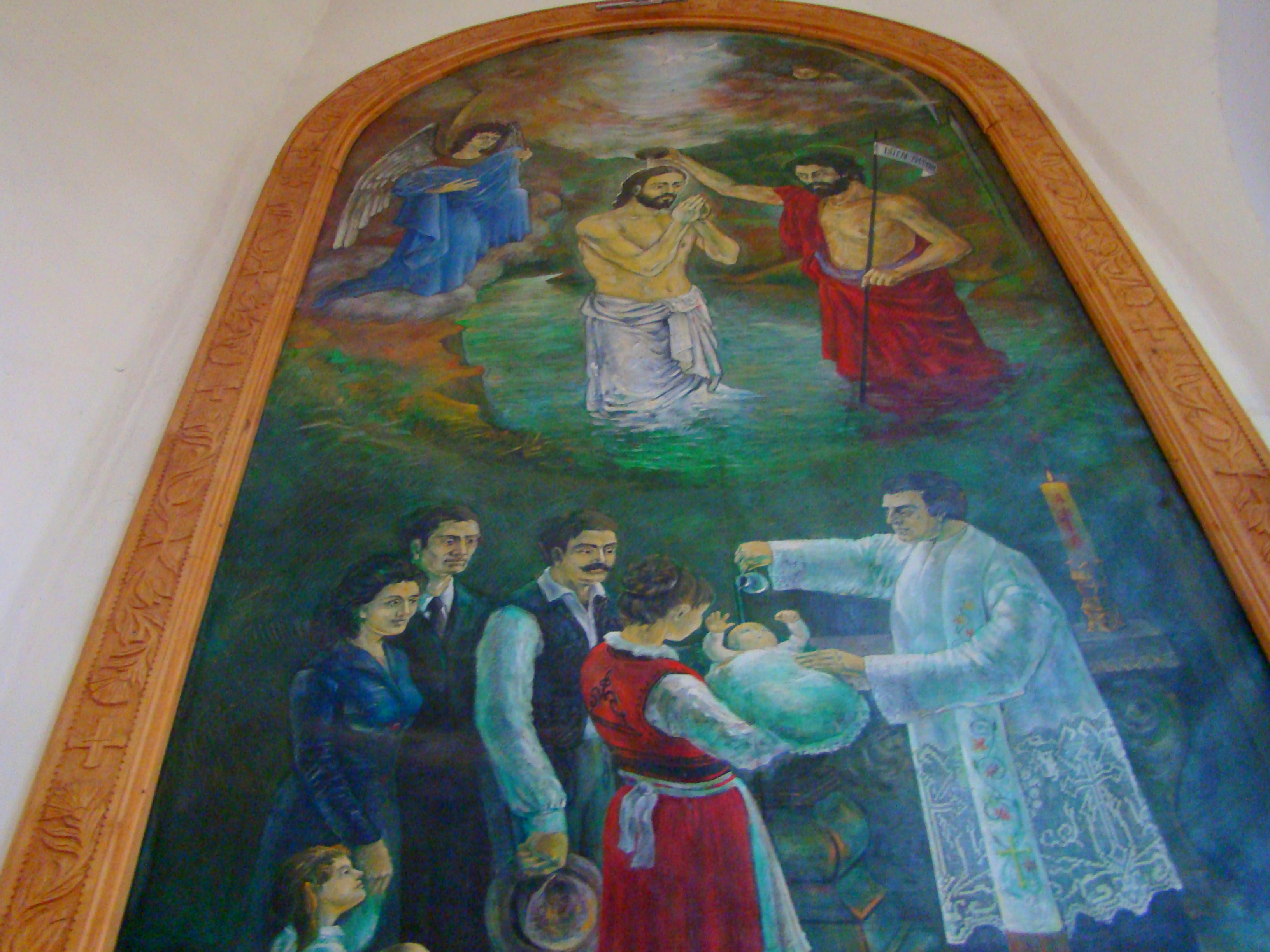
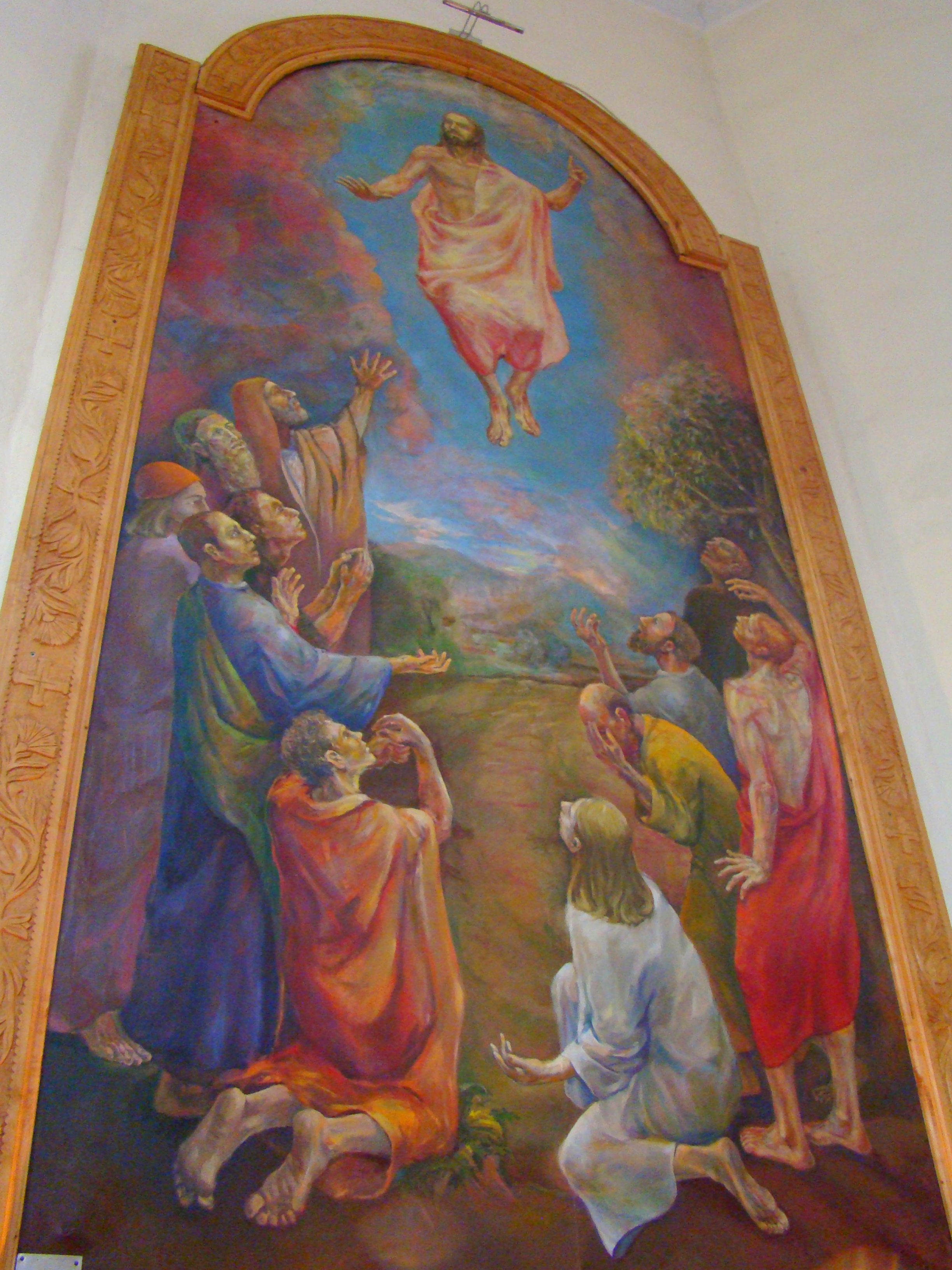
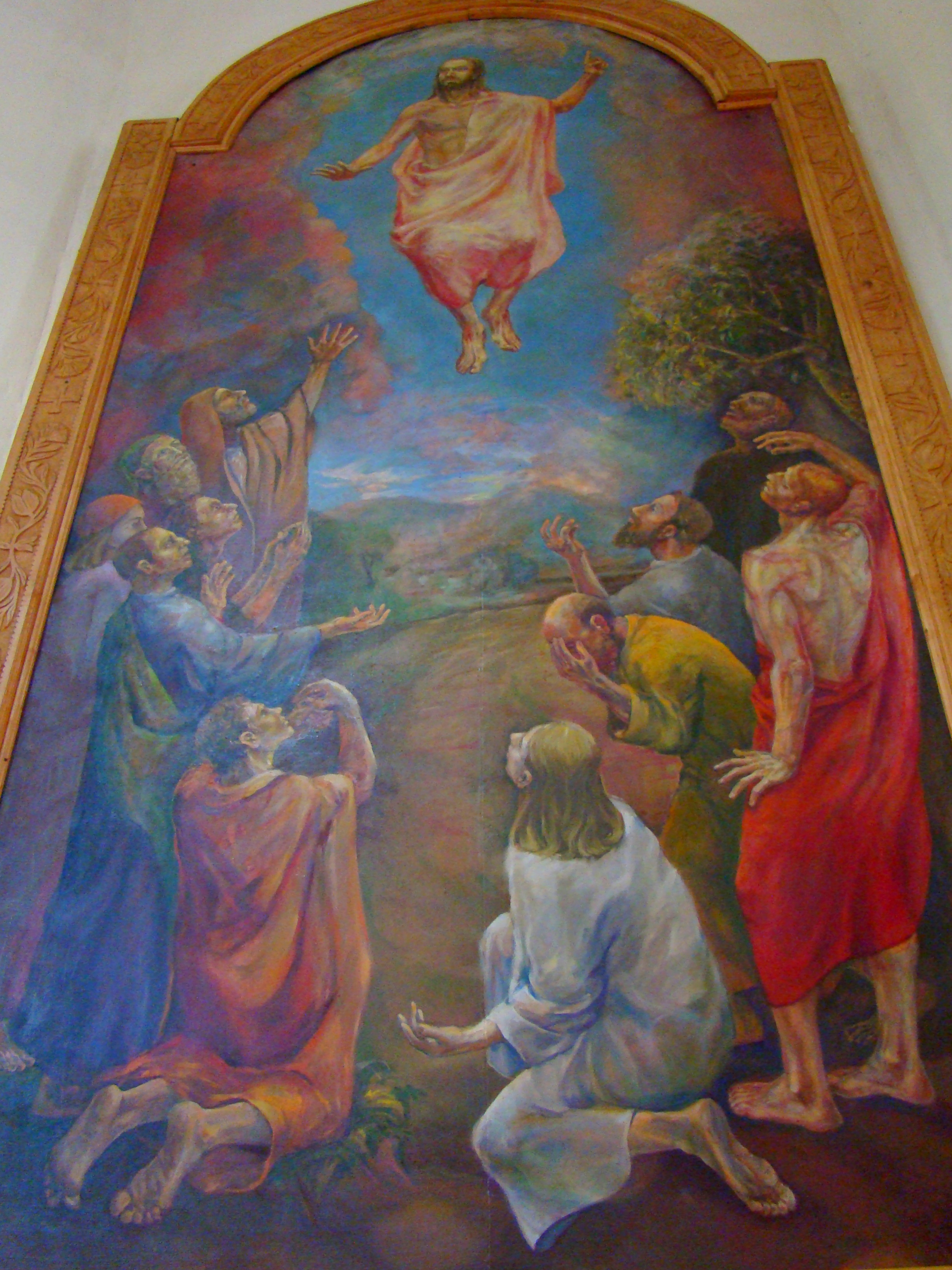
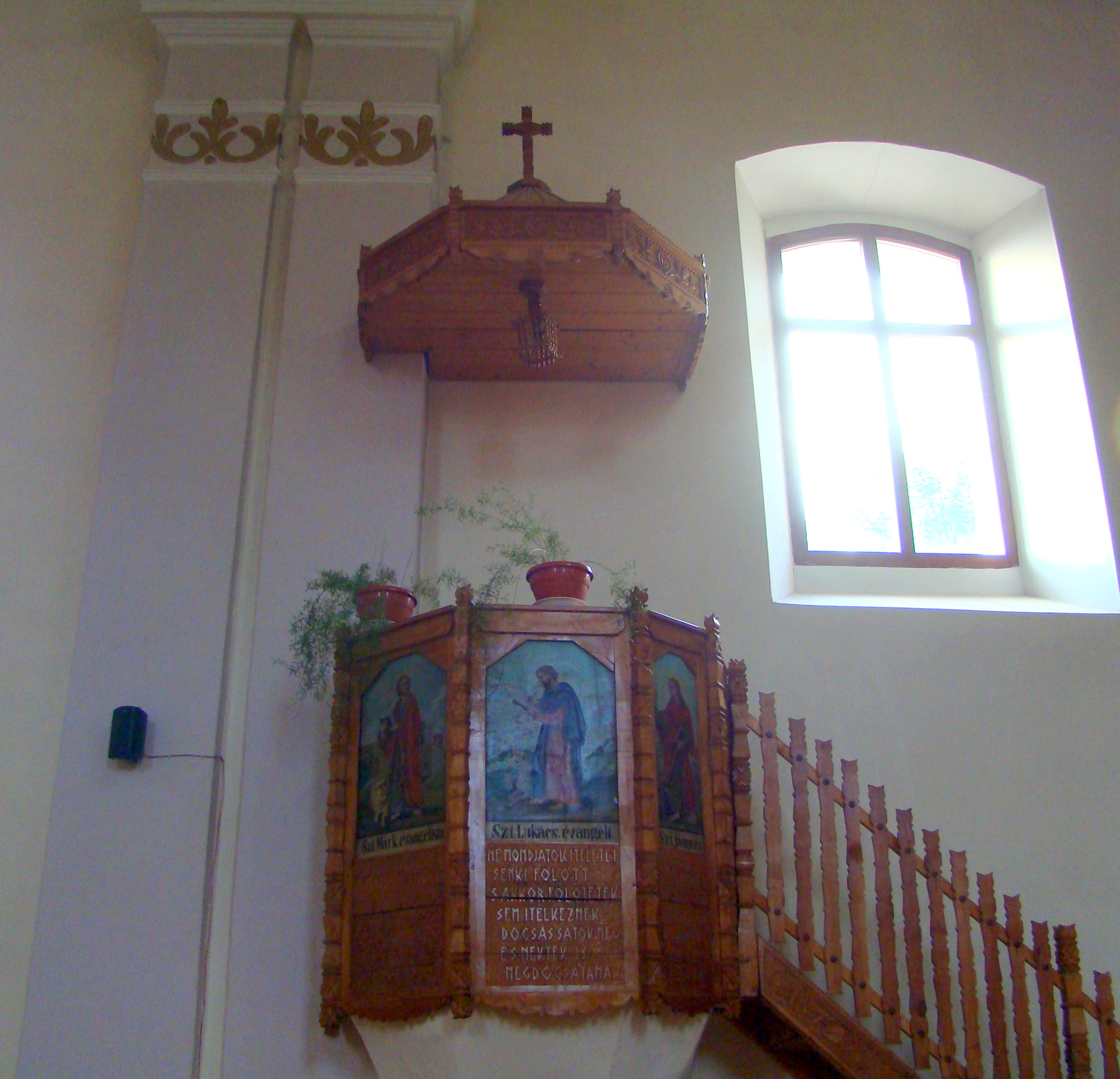
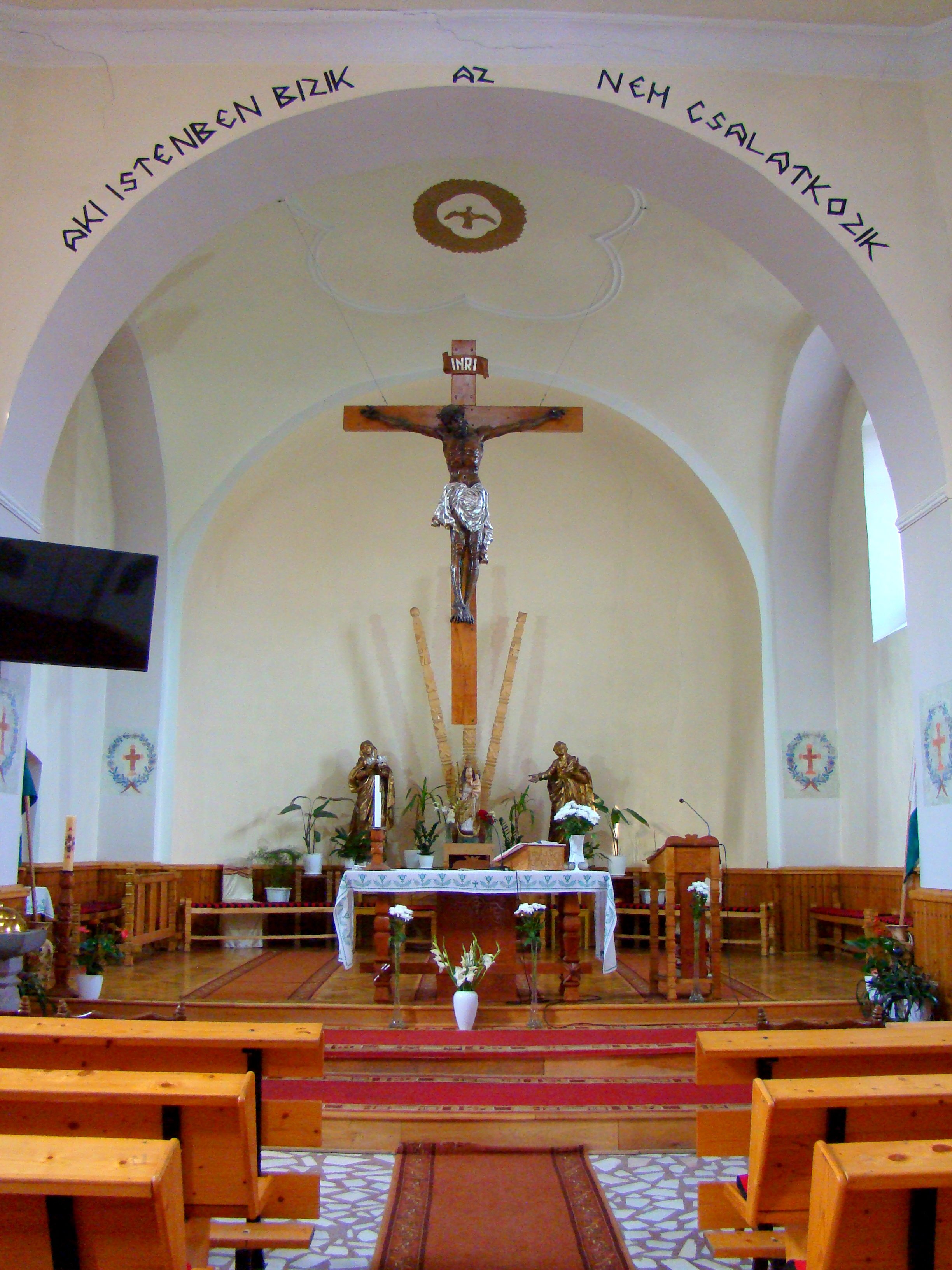
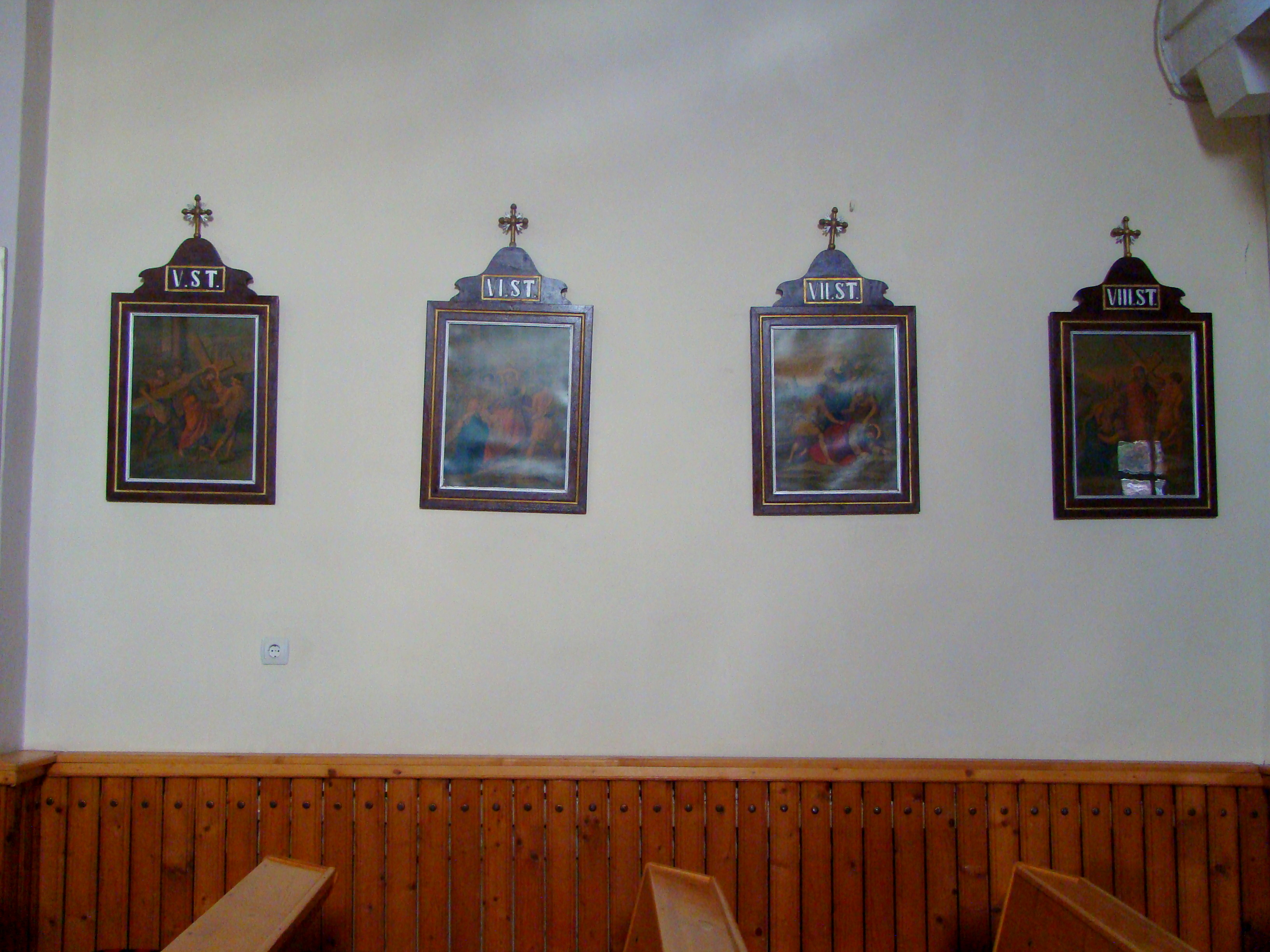
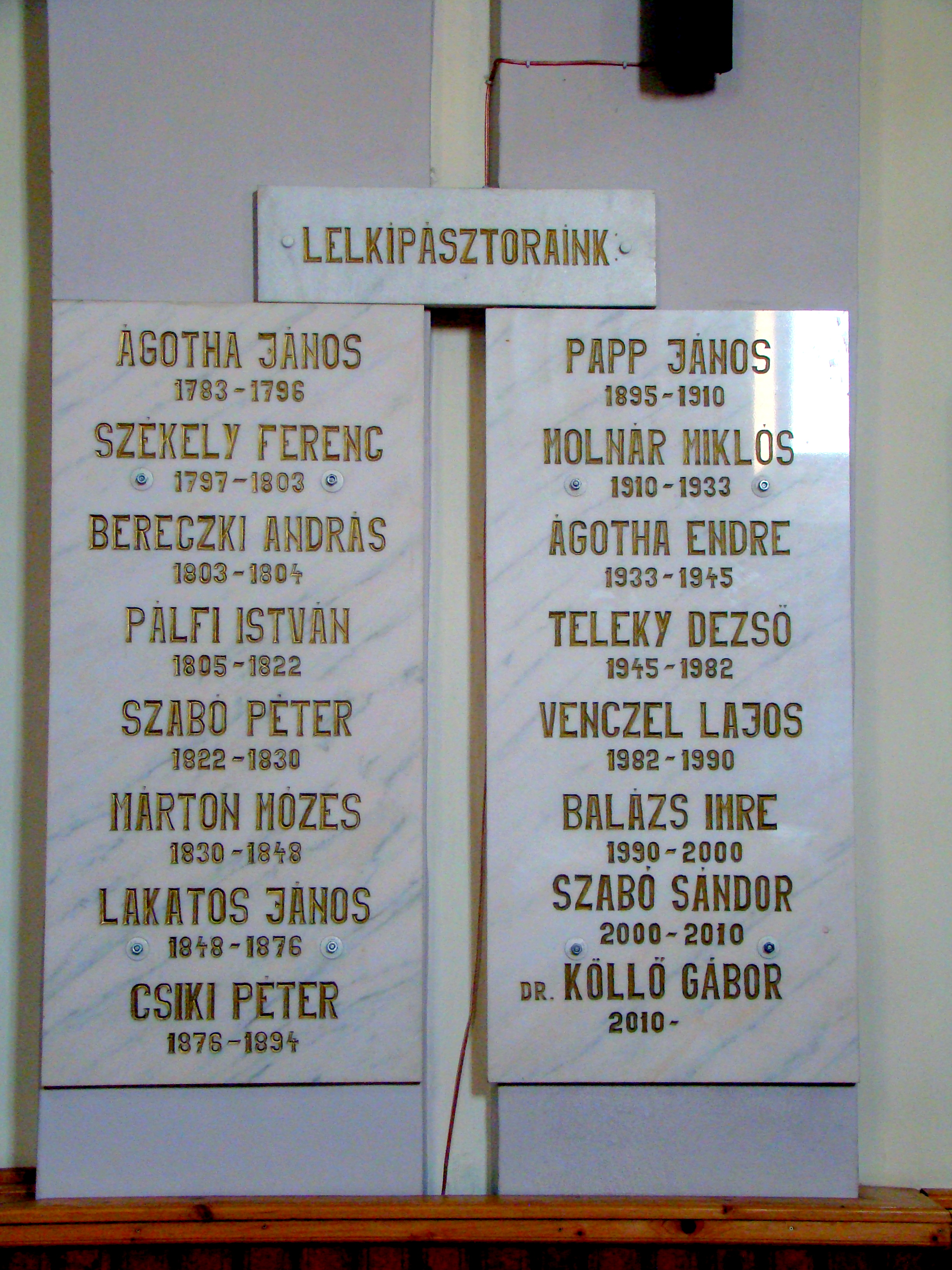
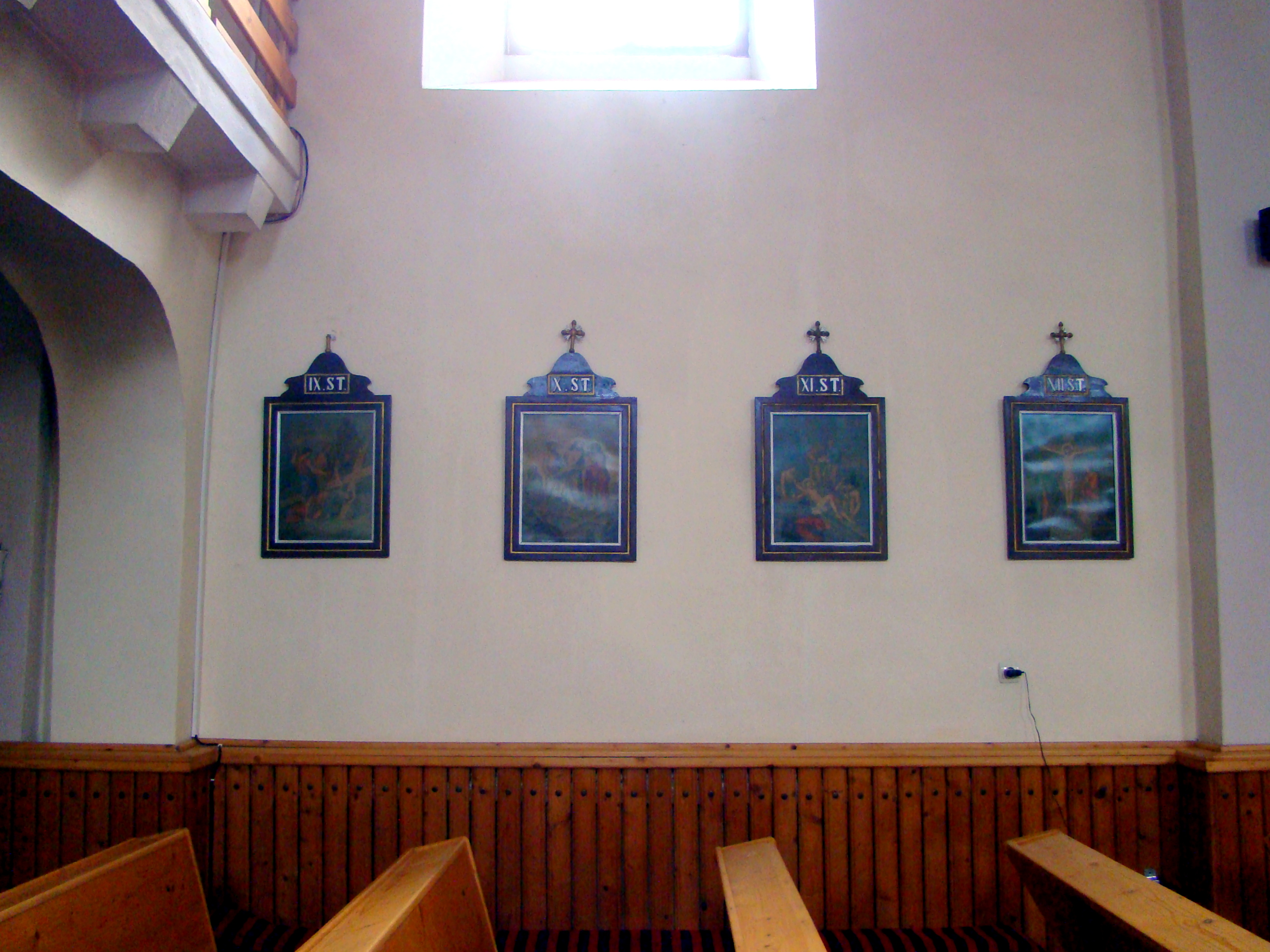
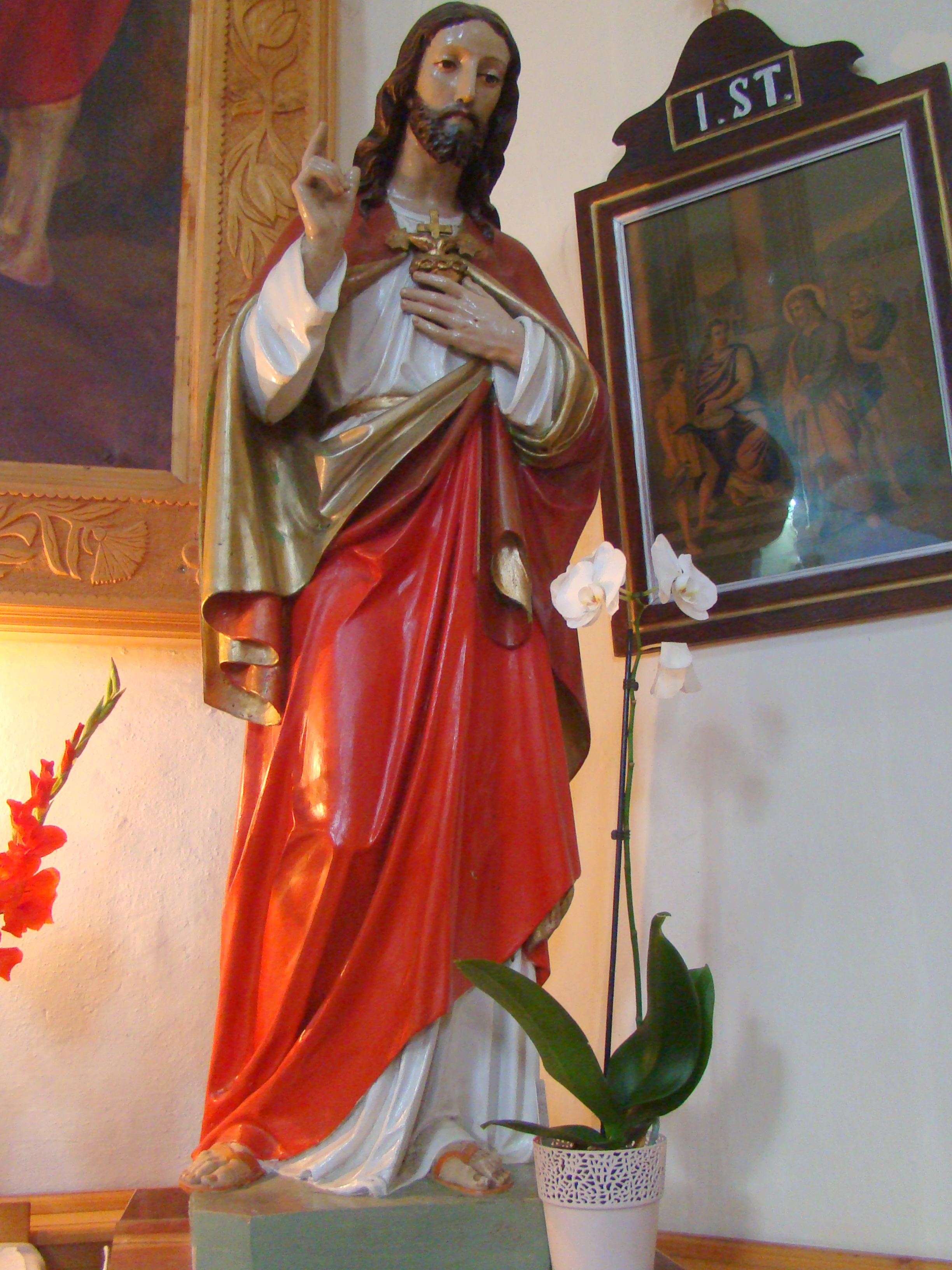
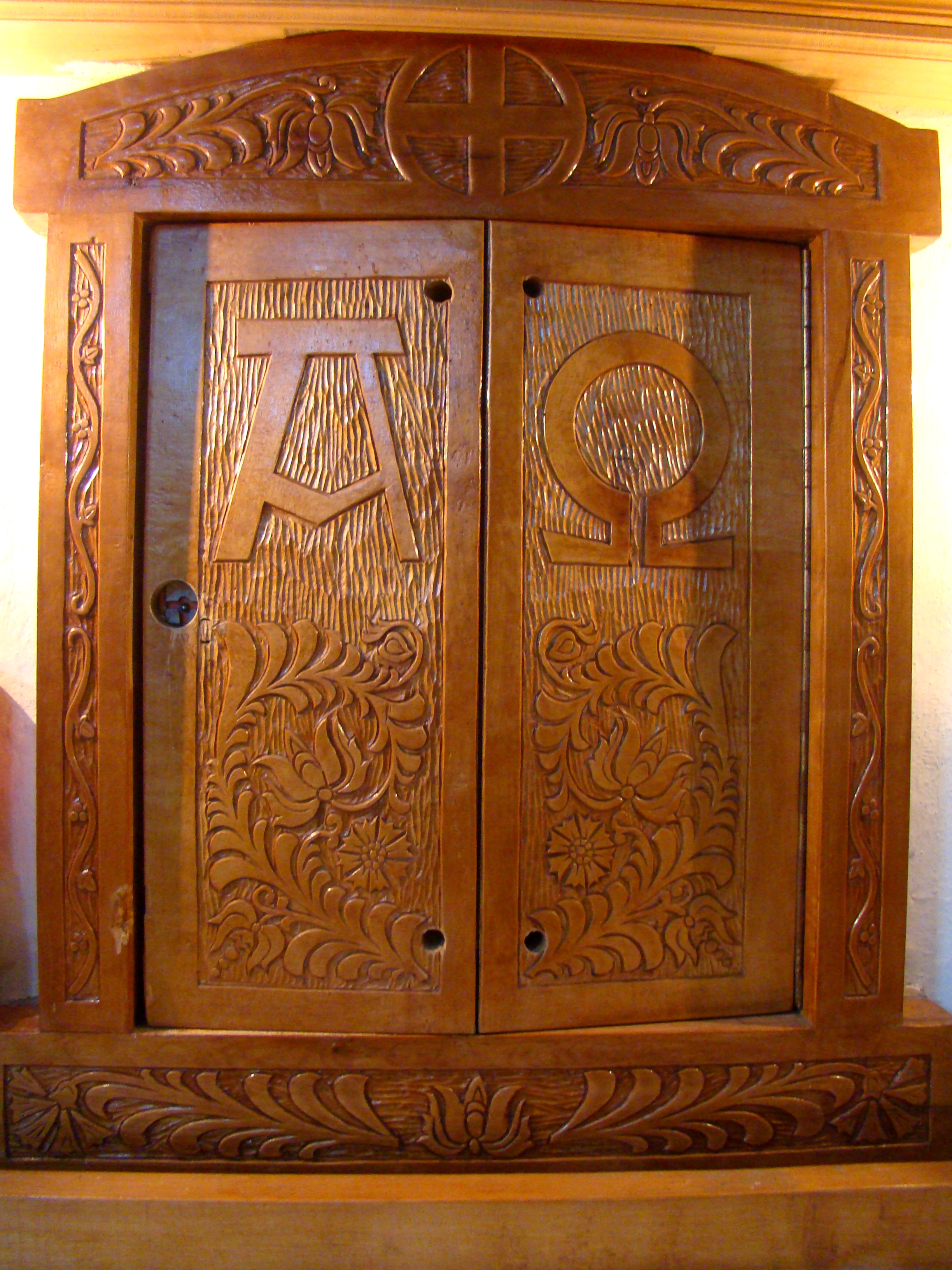
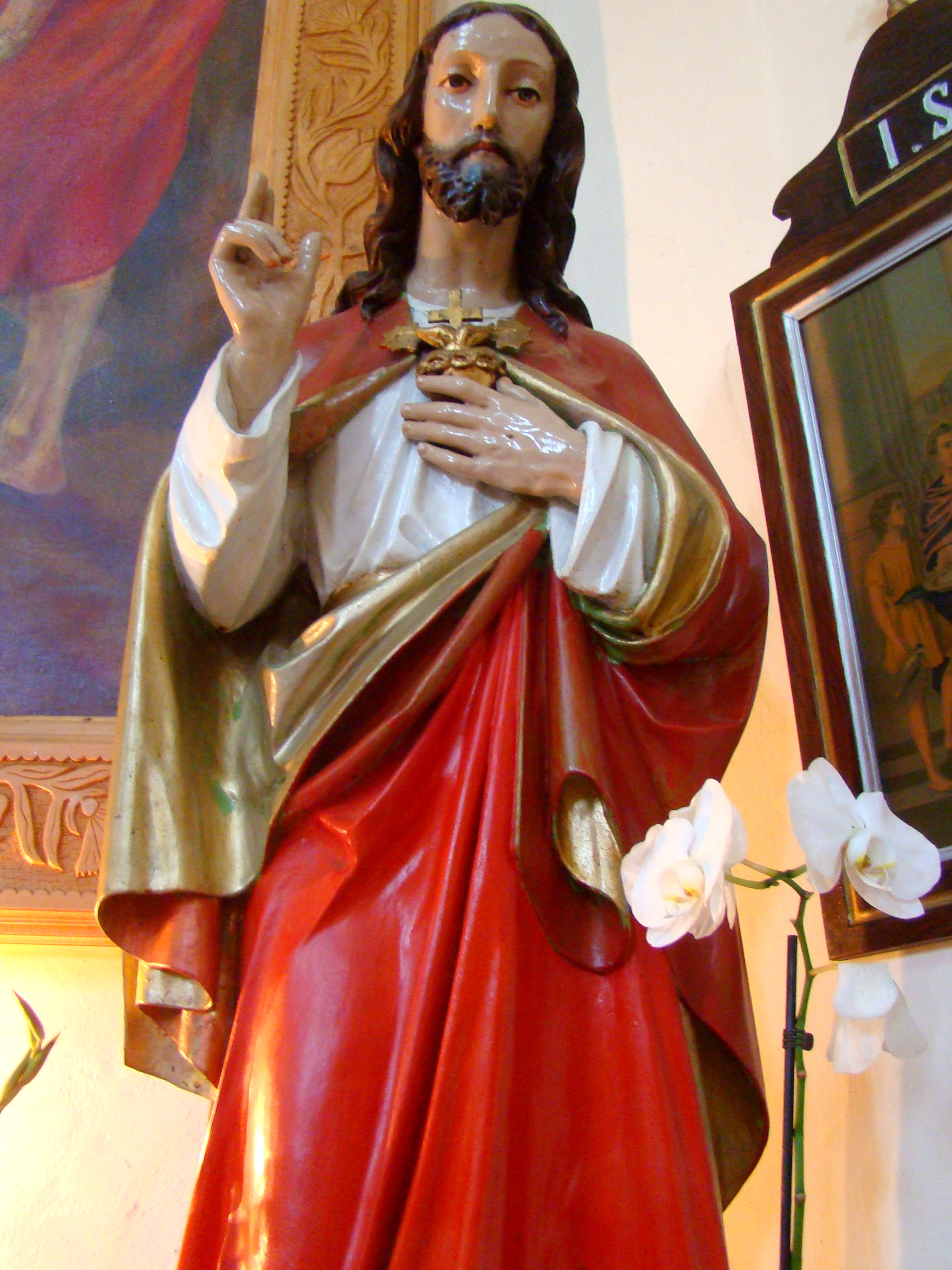
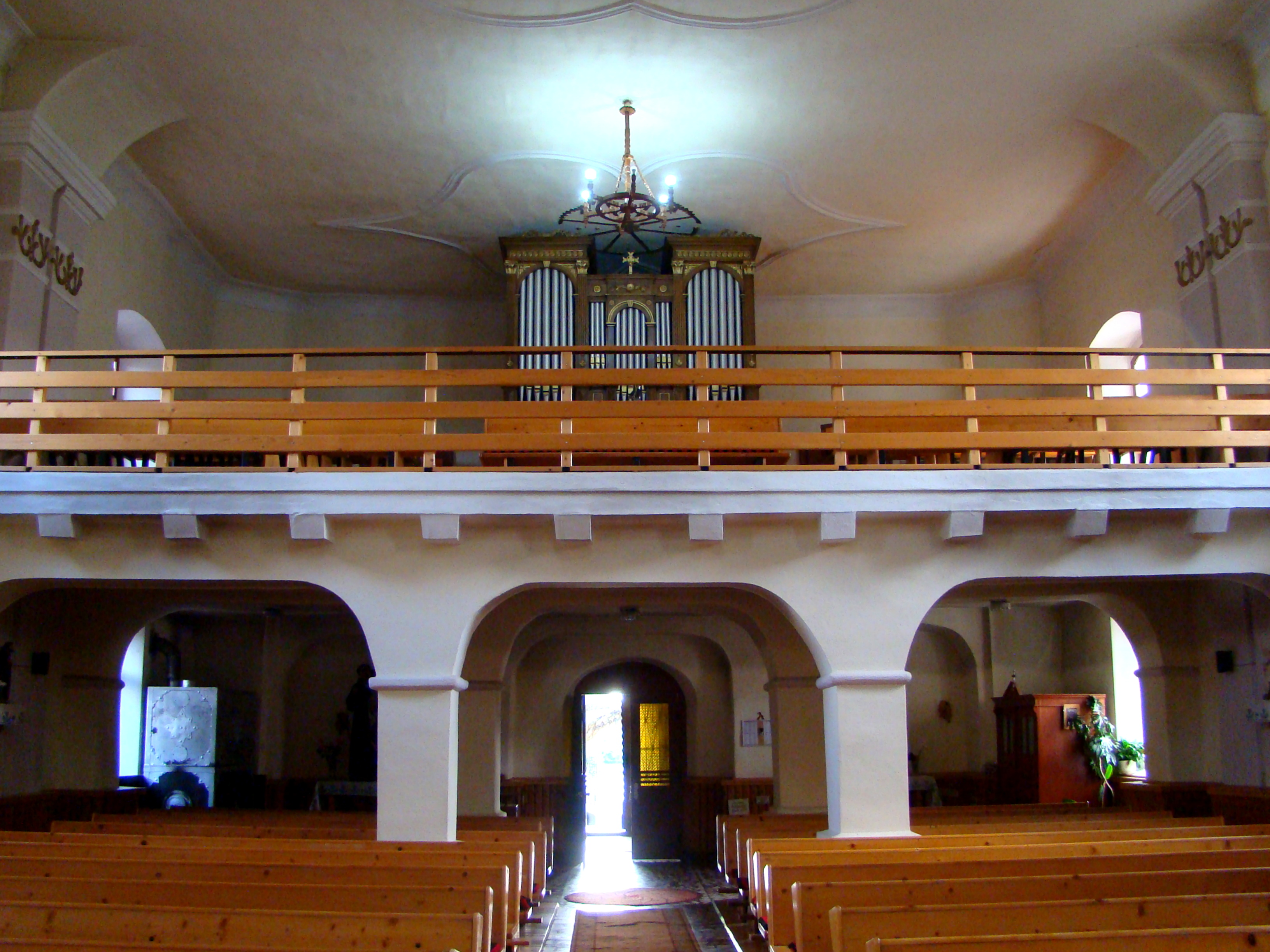
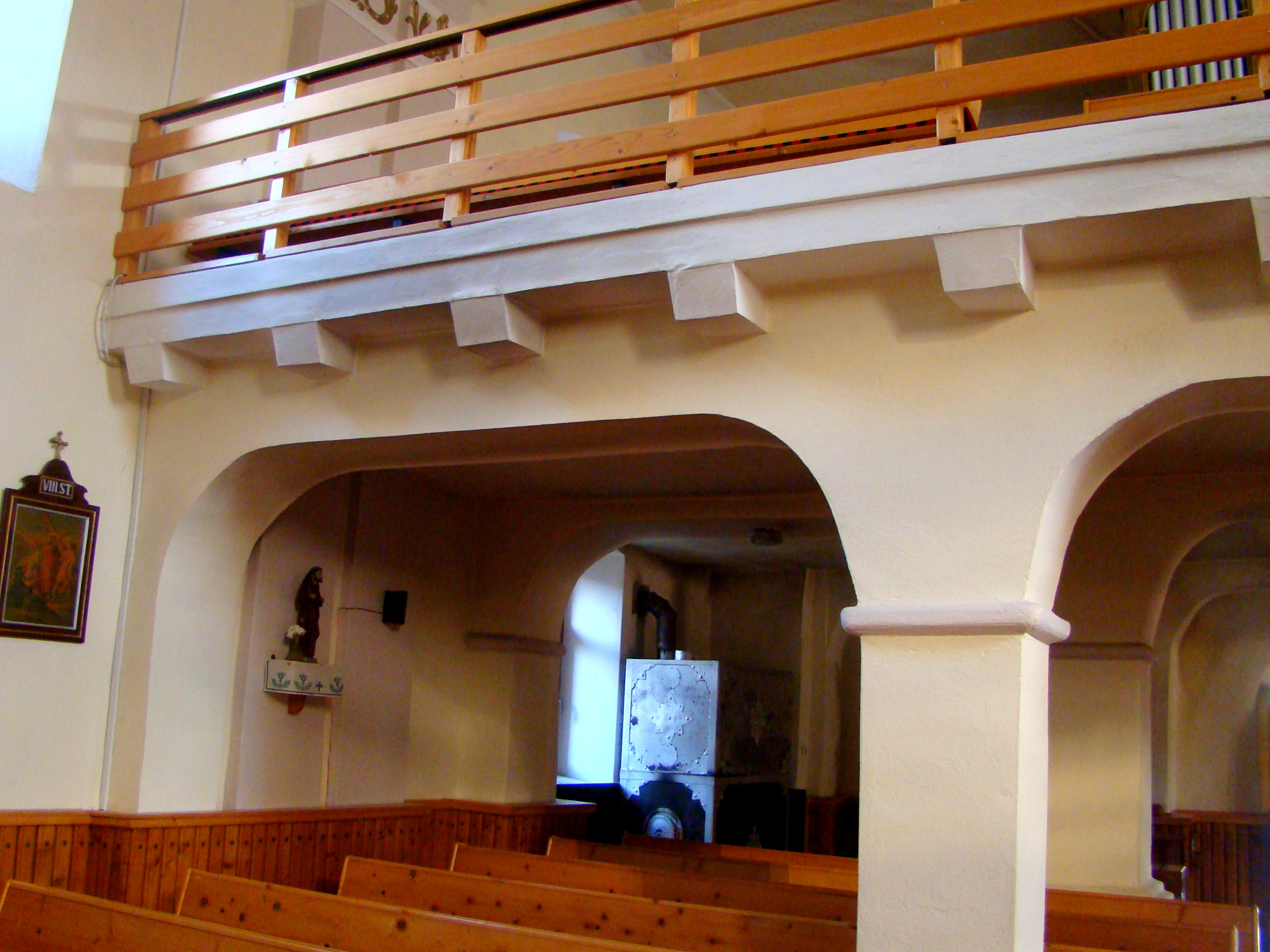
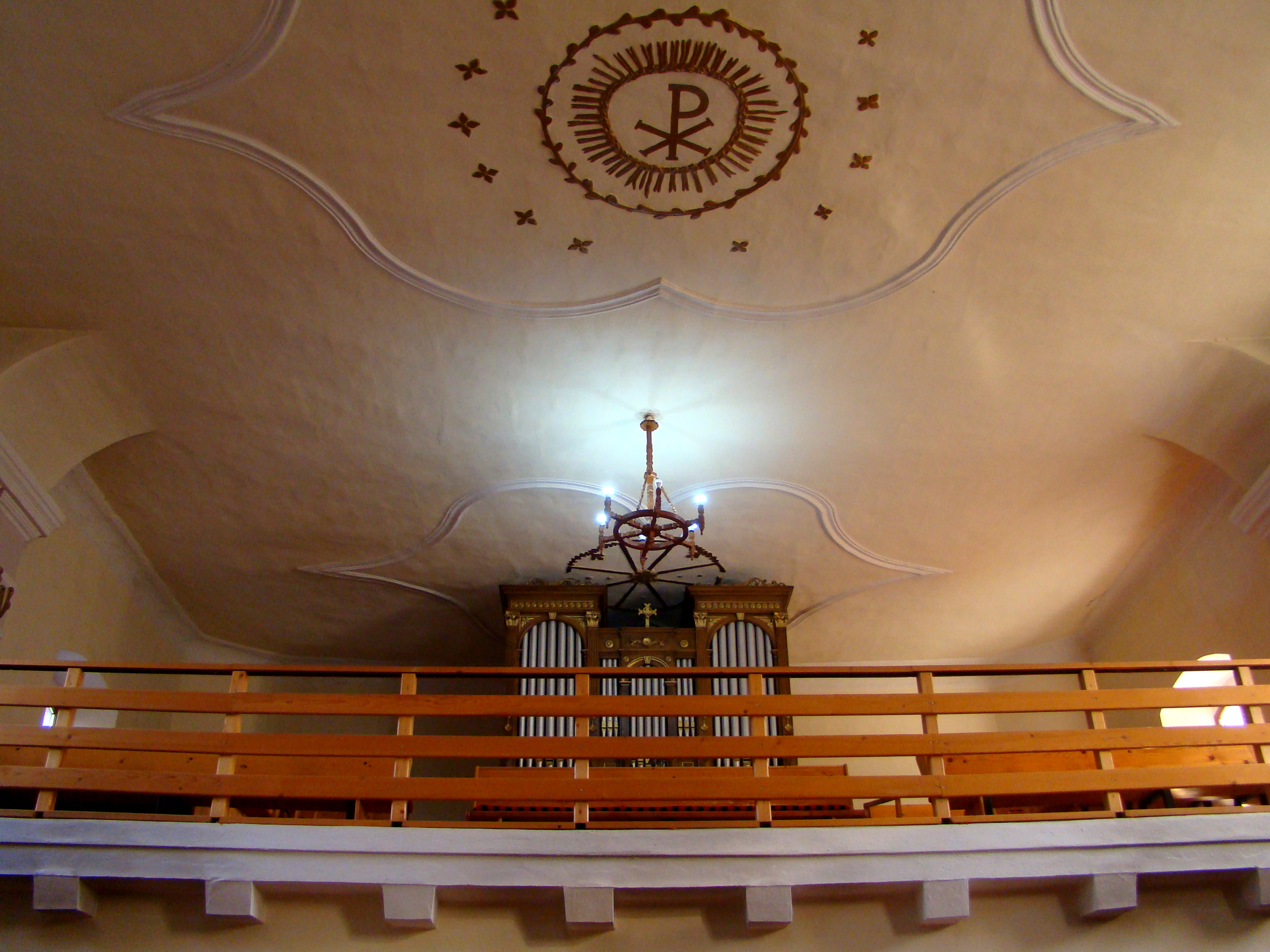
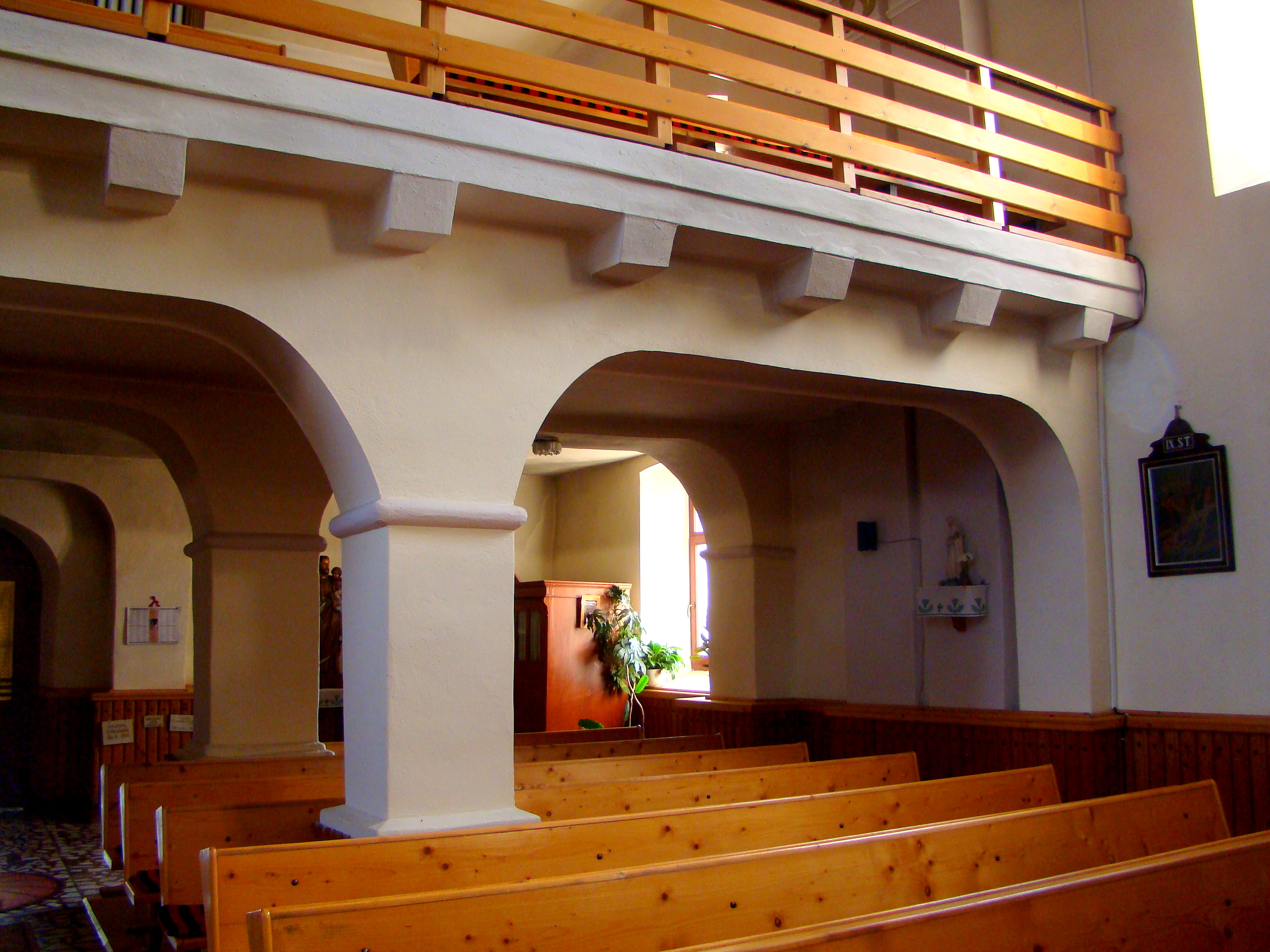
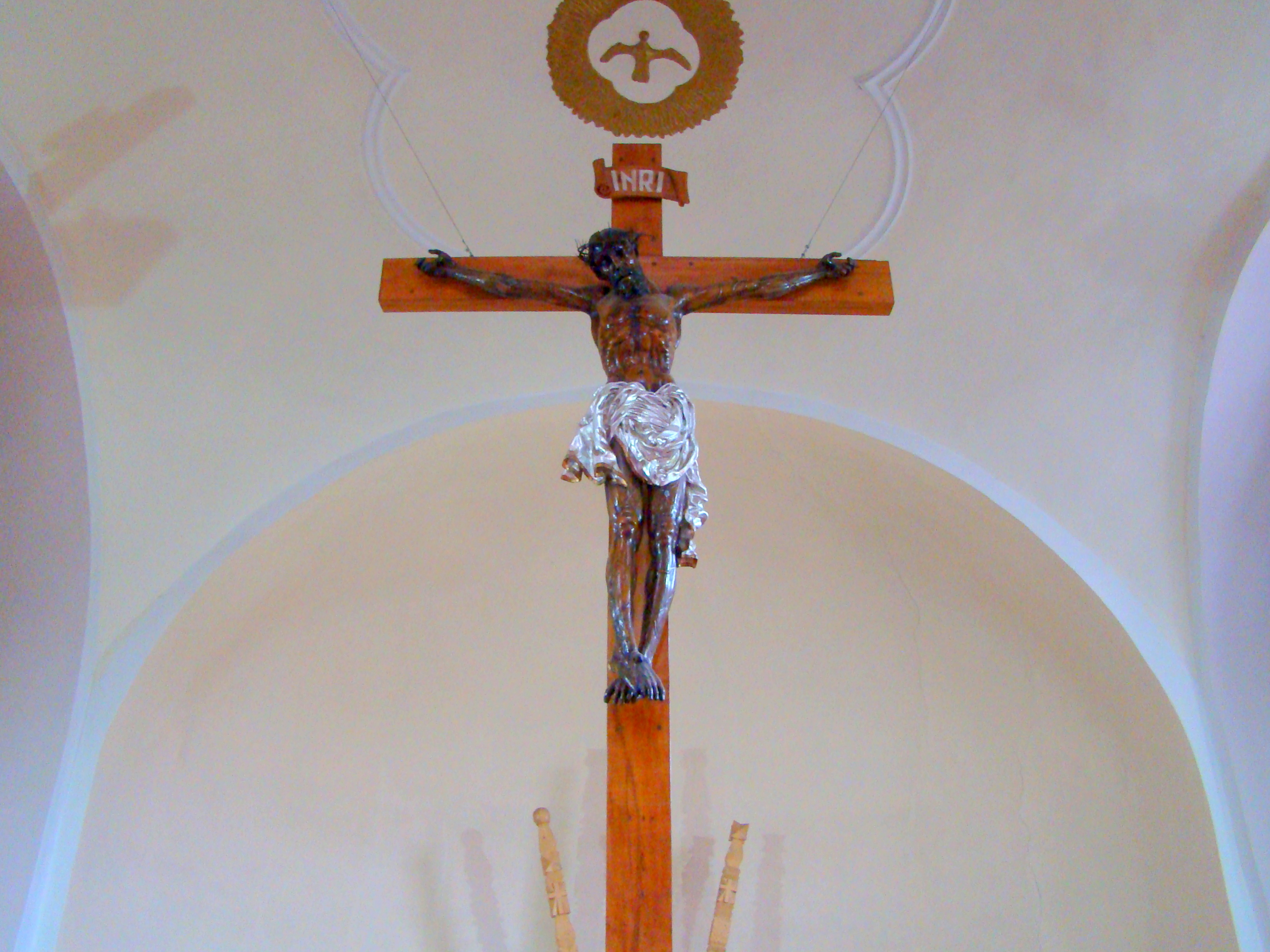
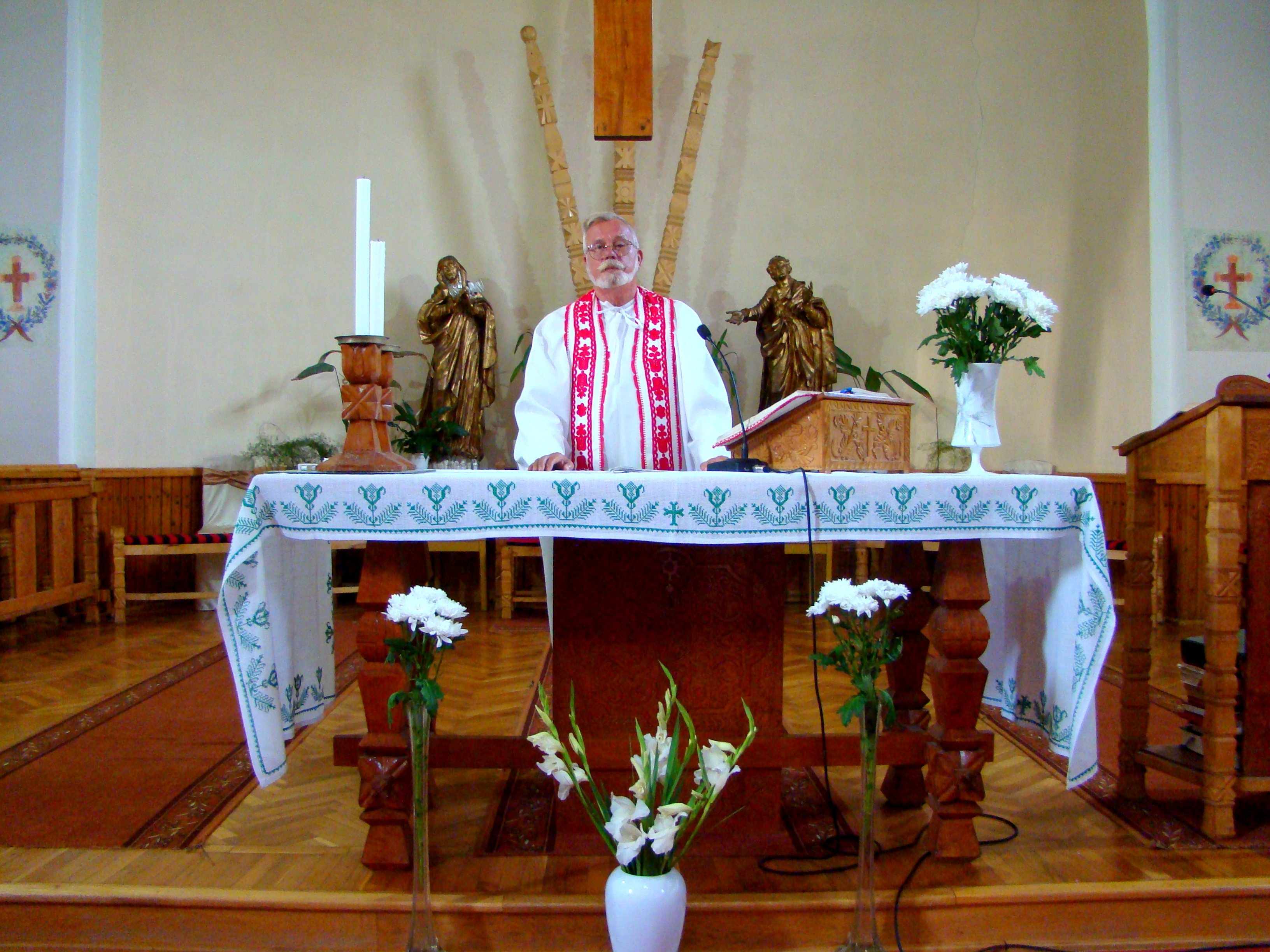
Preotul catolic din Eremitu: Dr. Köllő Gábor
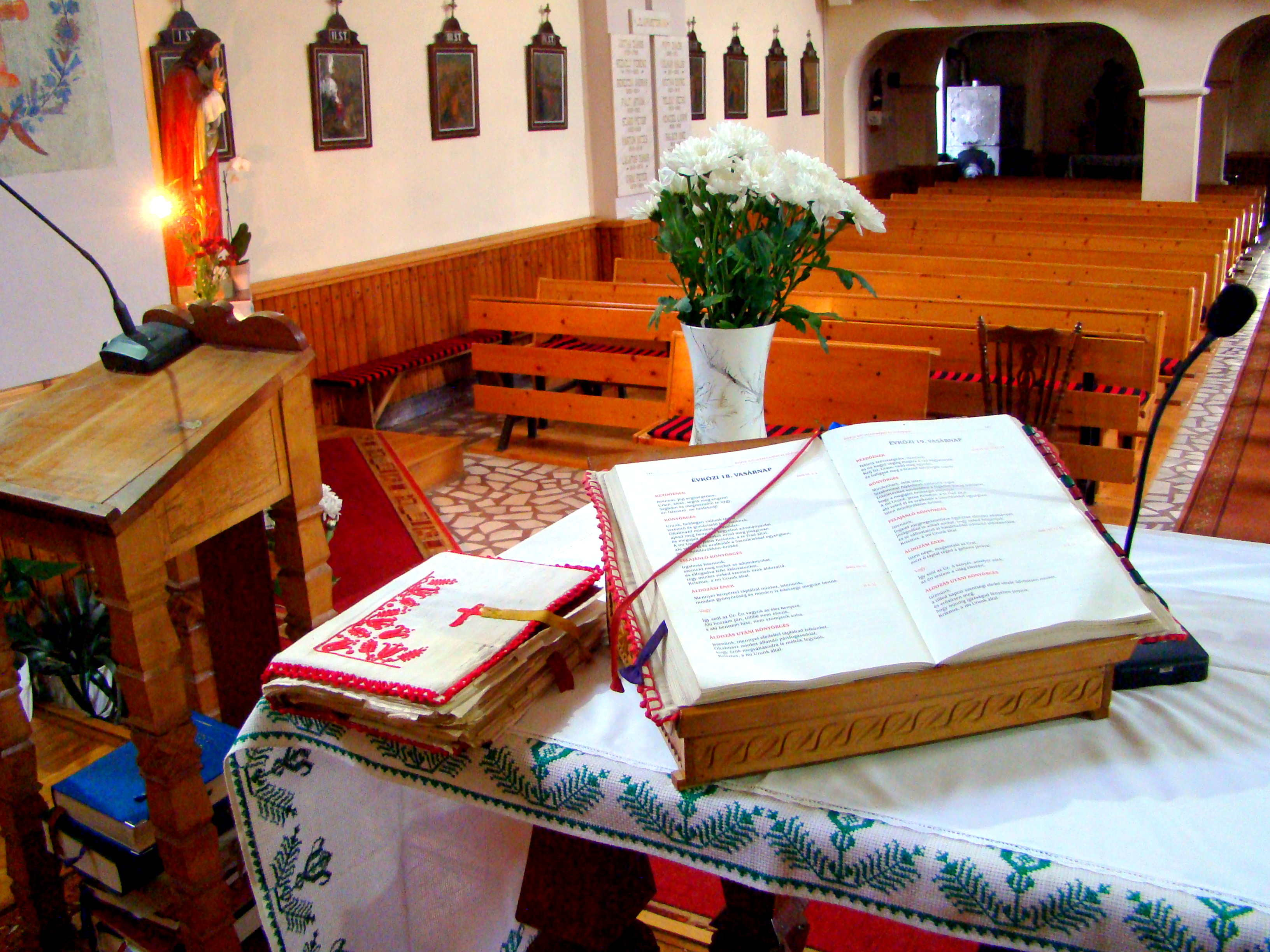
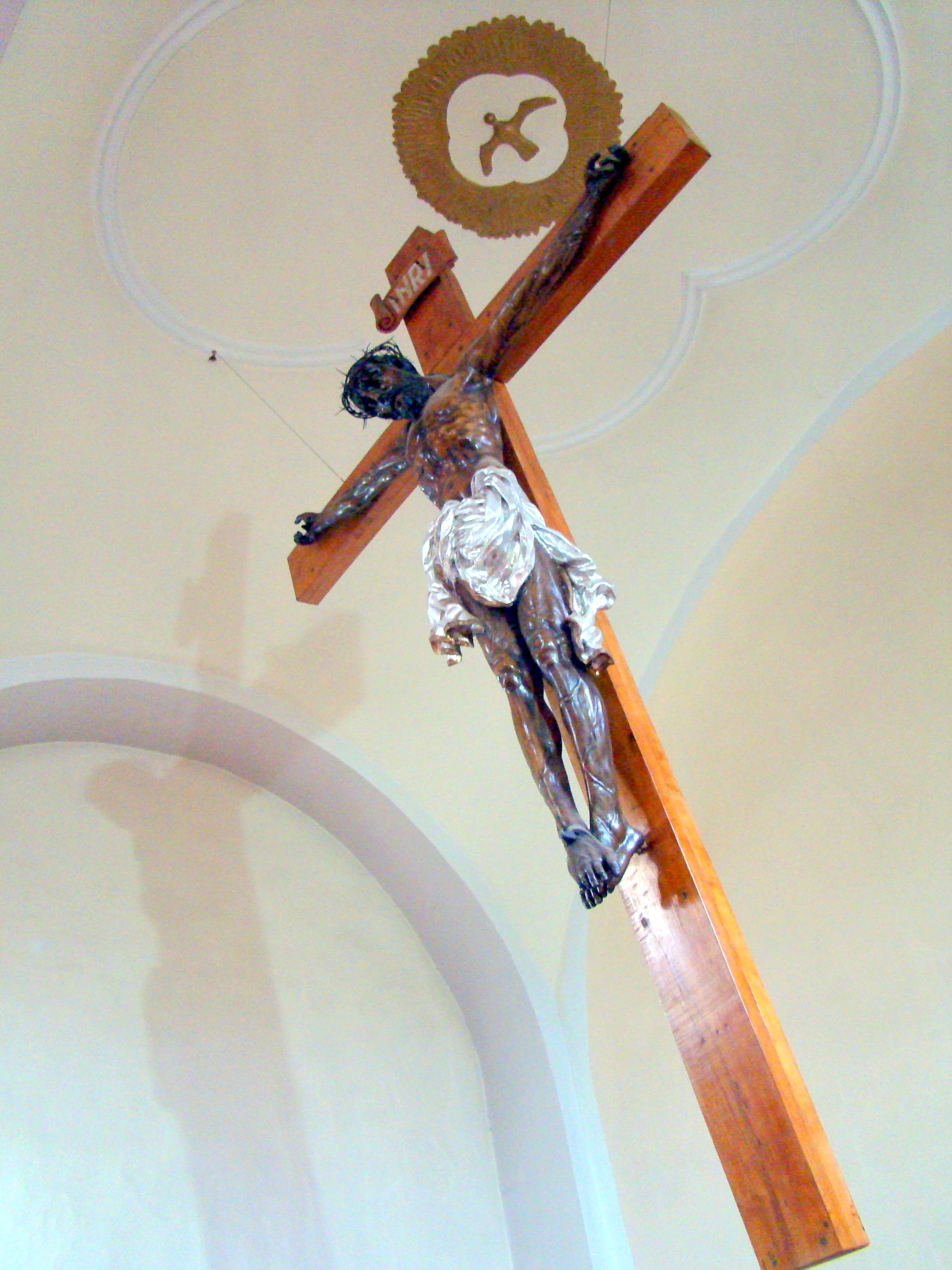
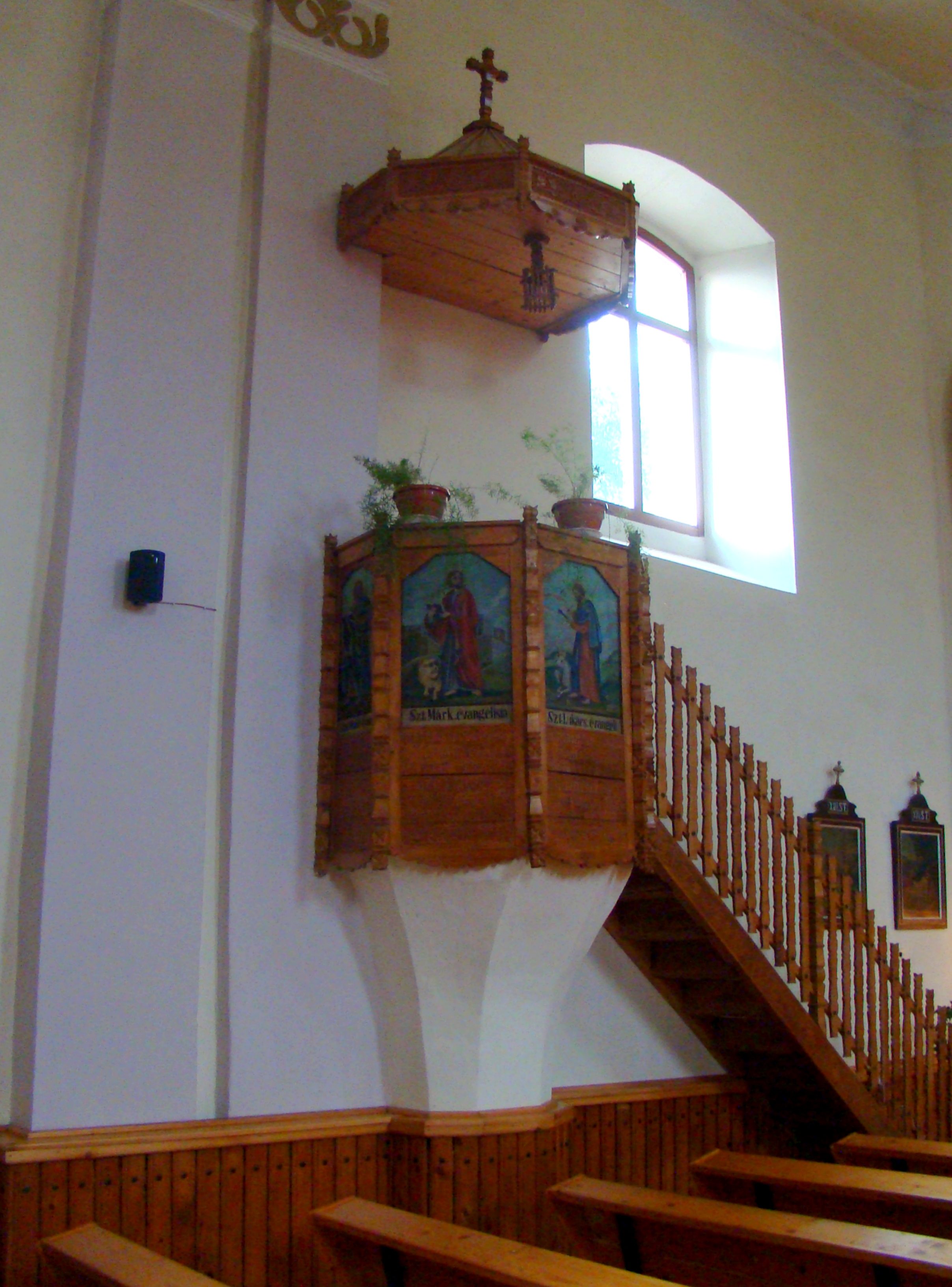
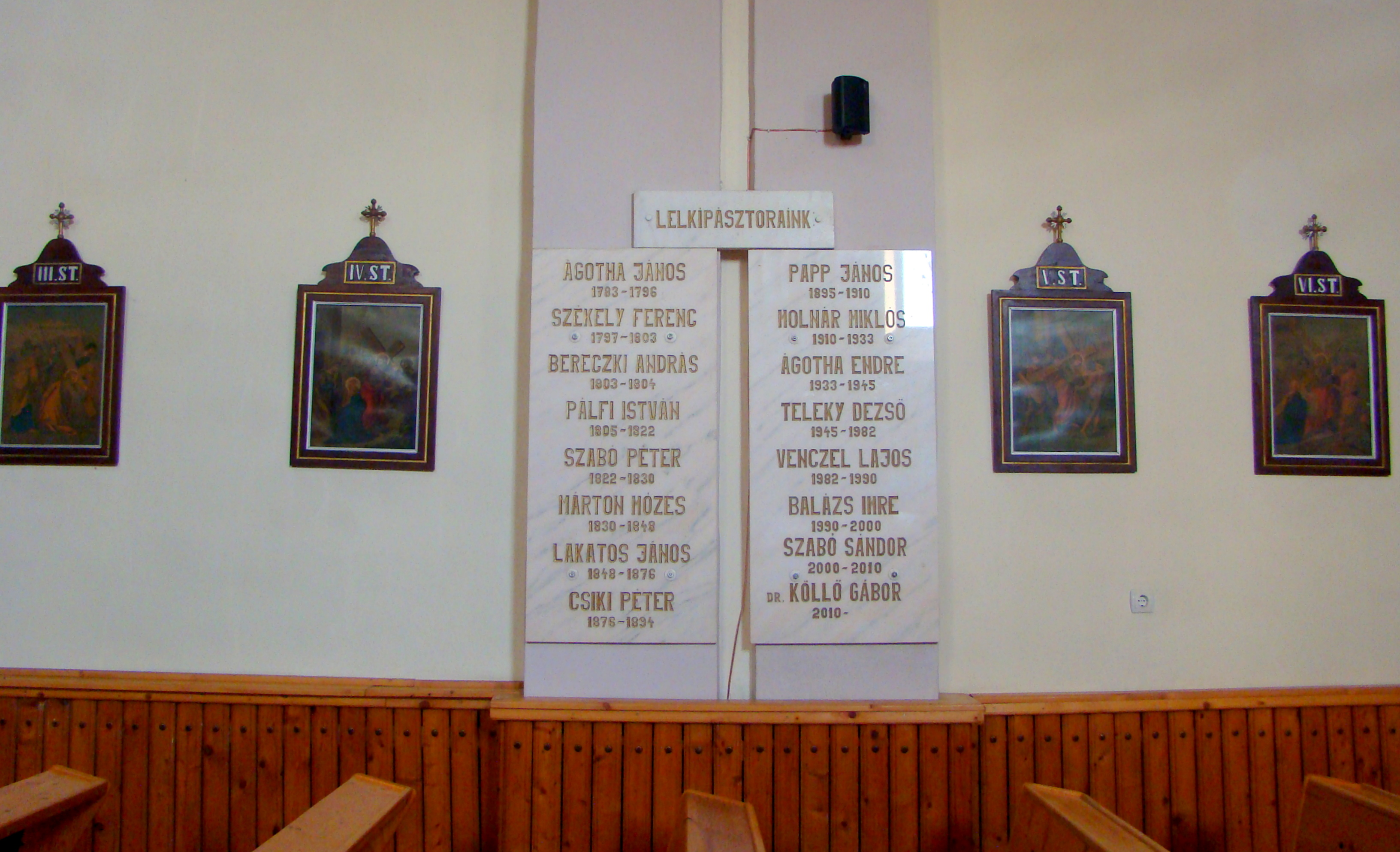
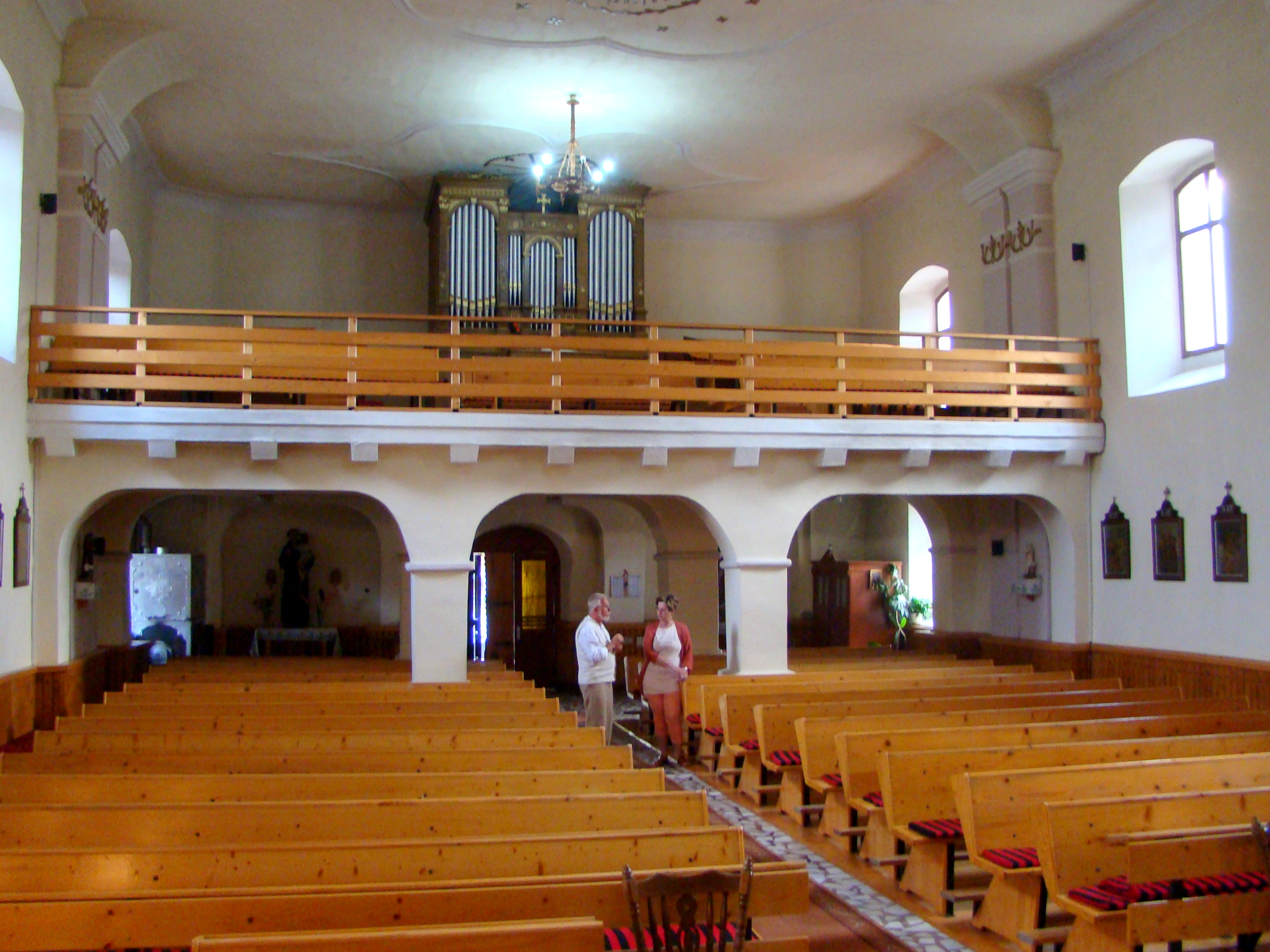
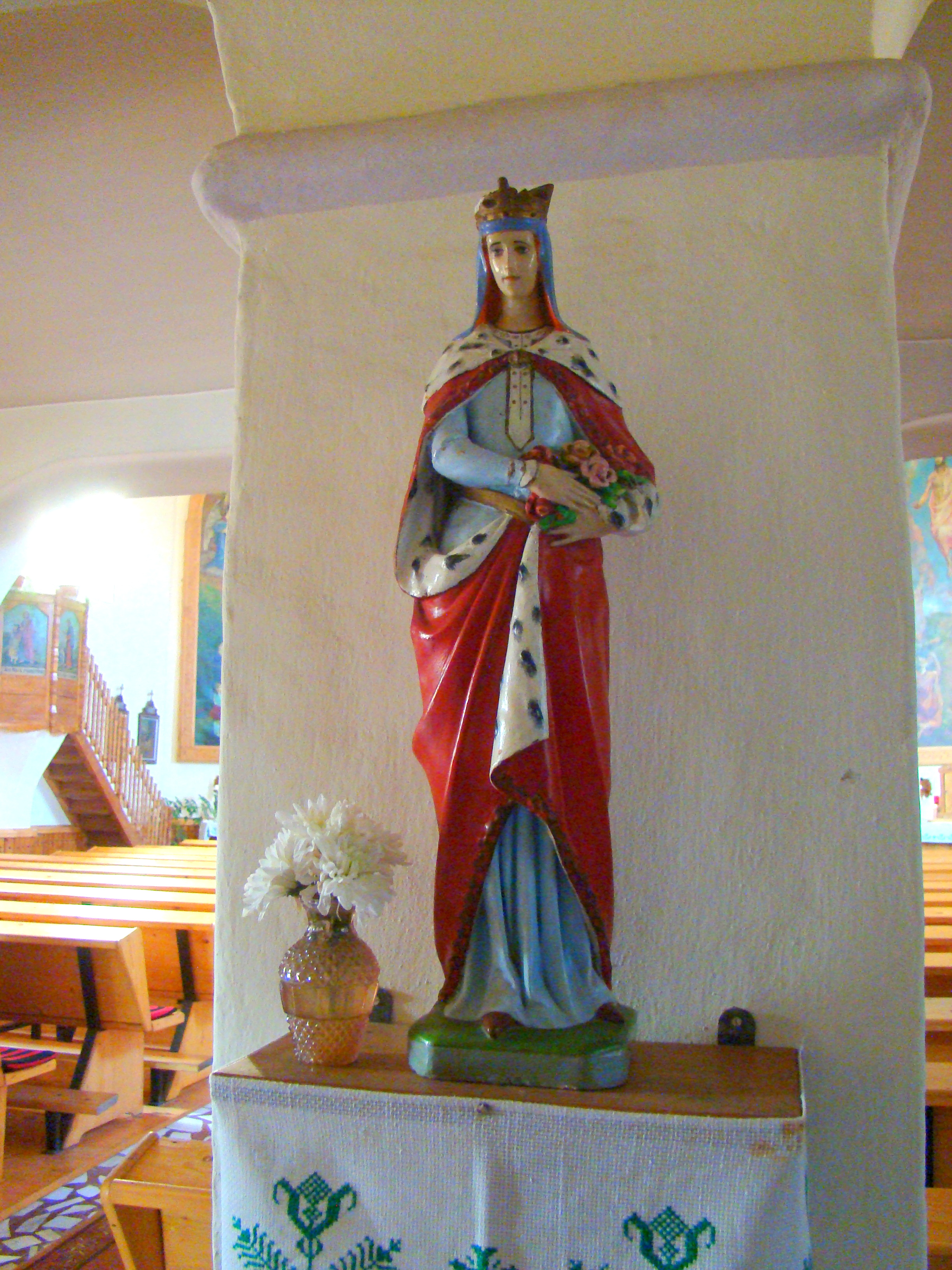
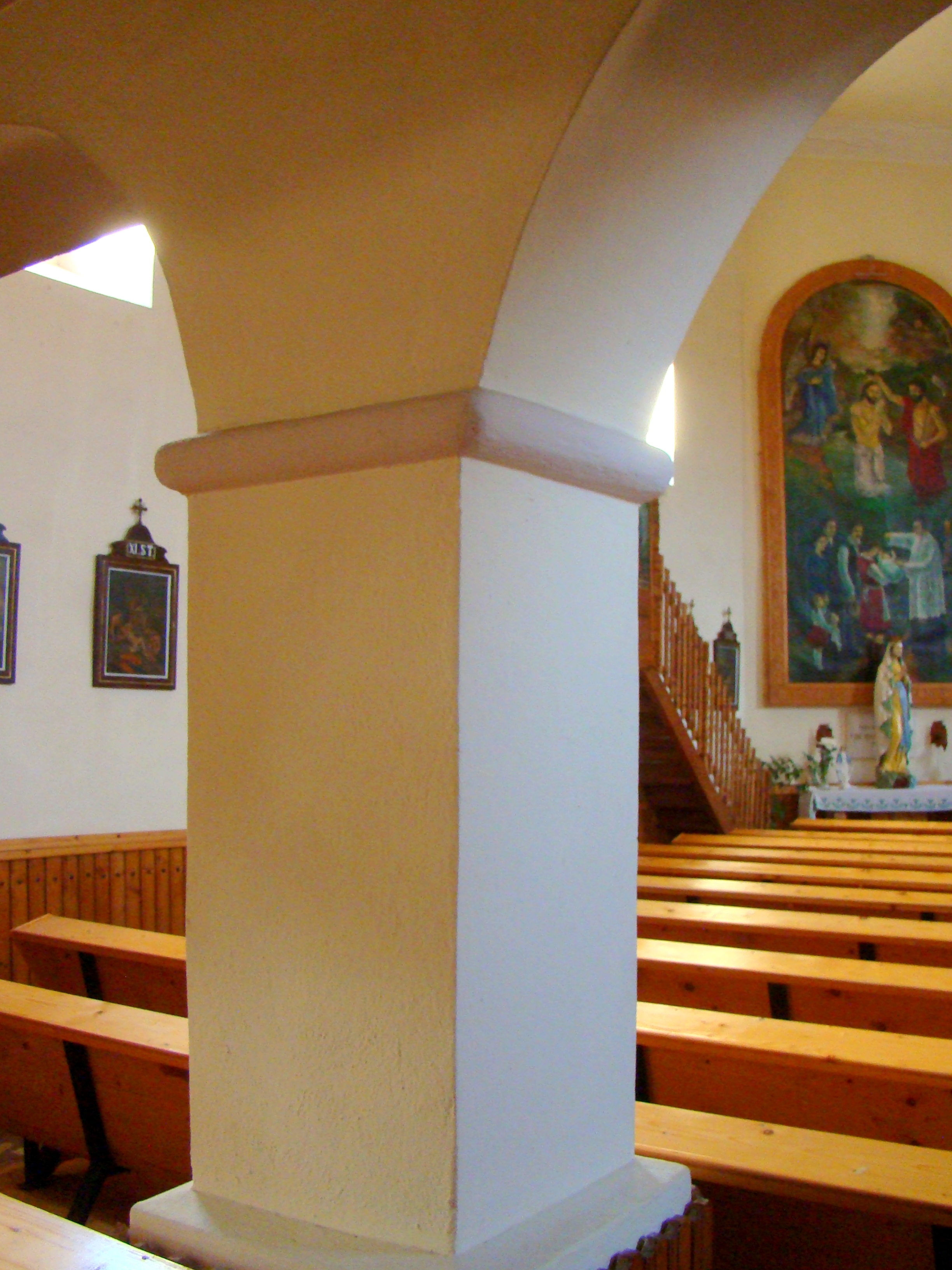
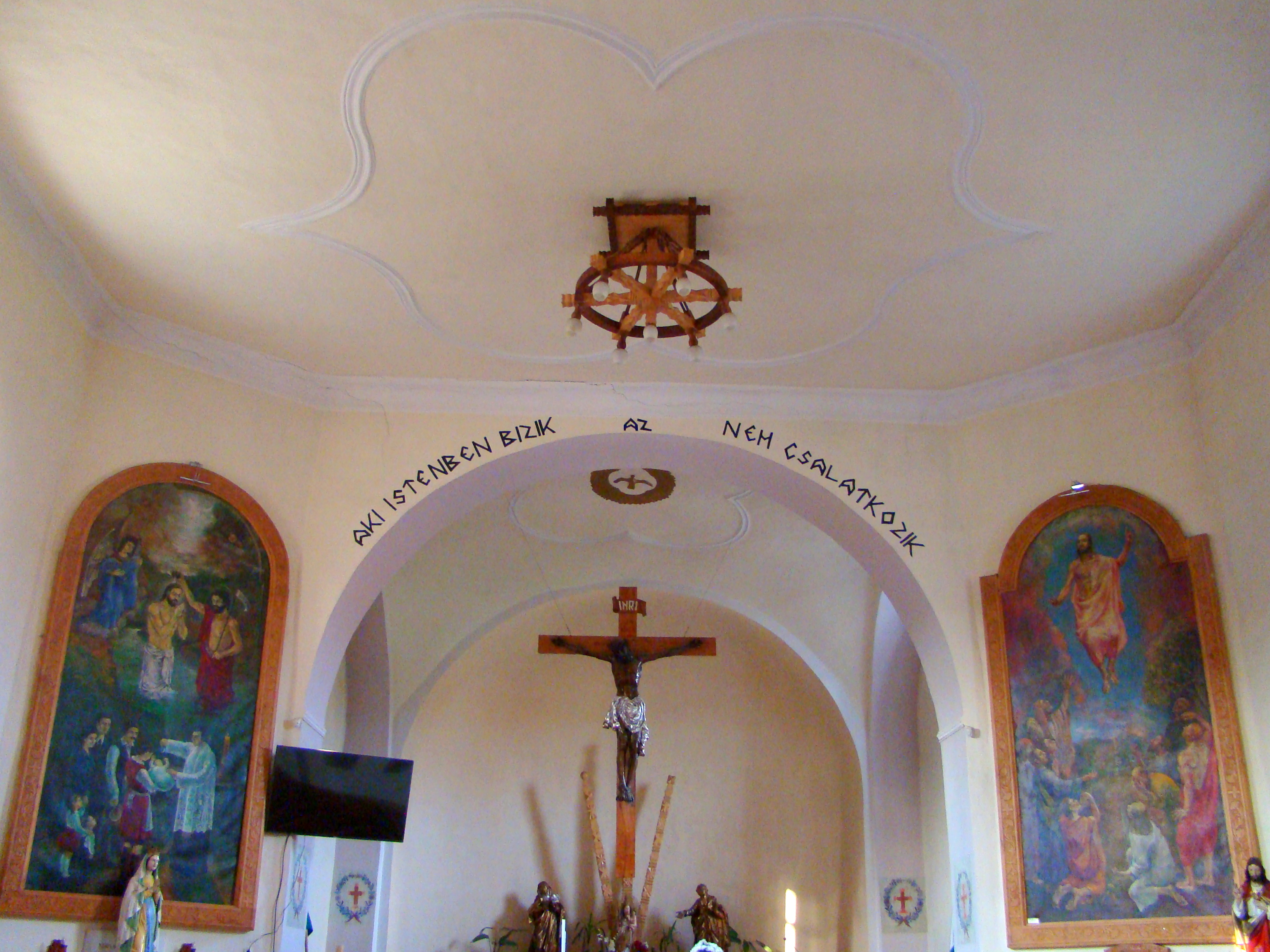
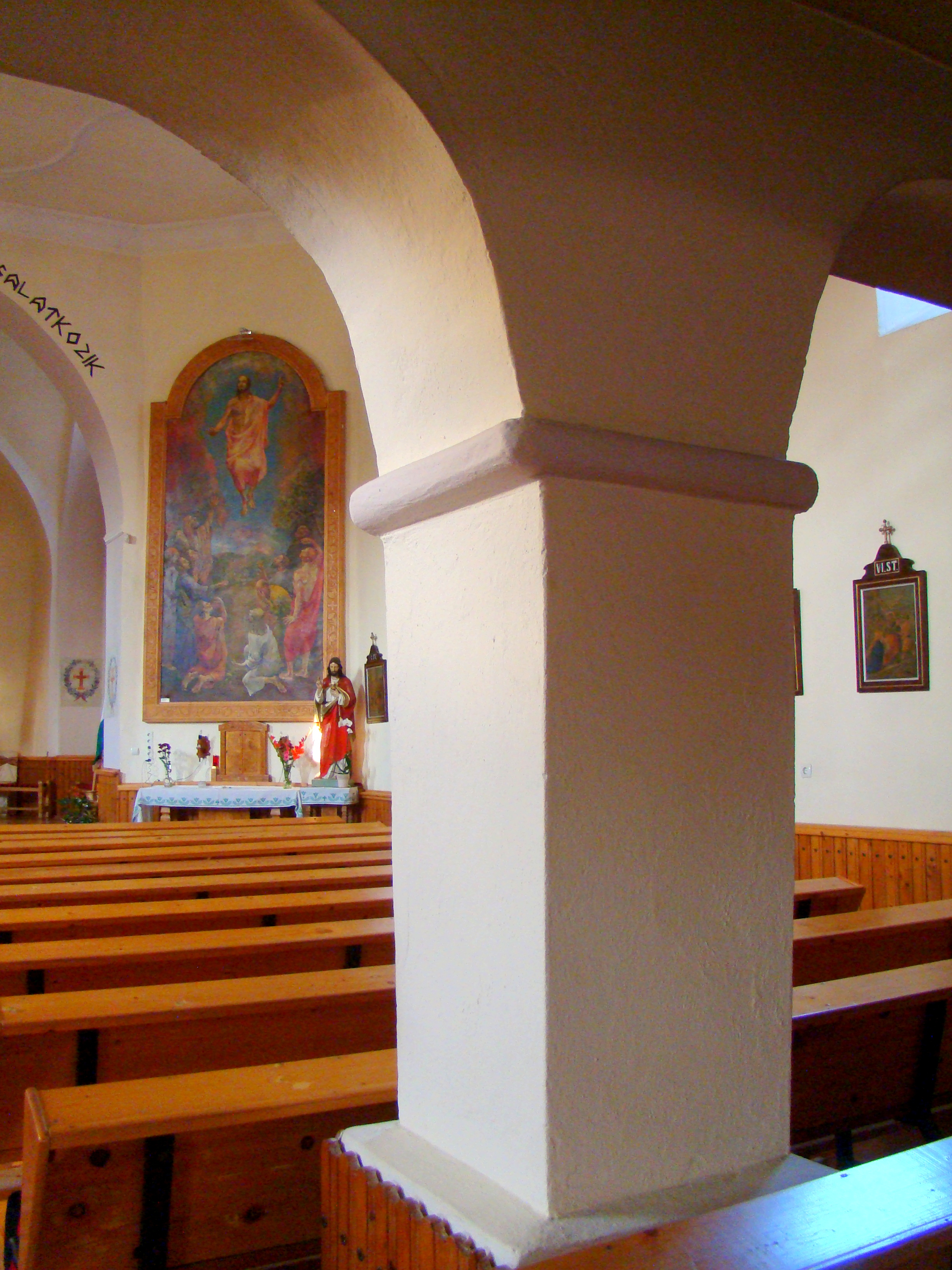
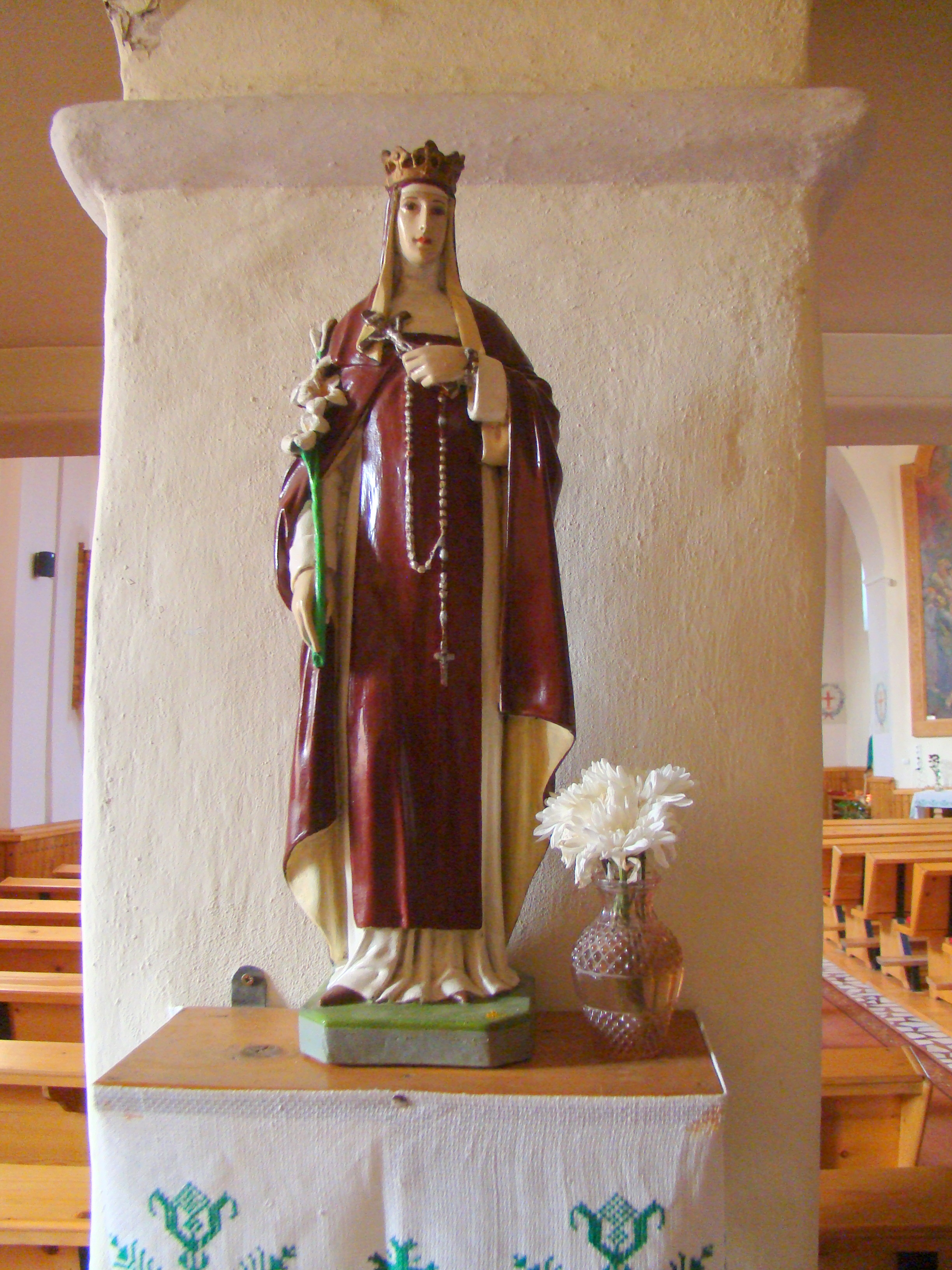
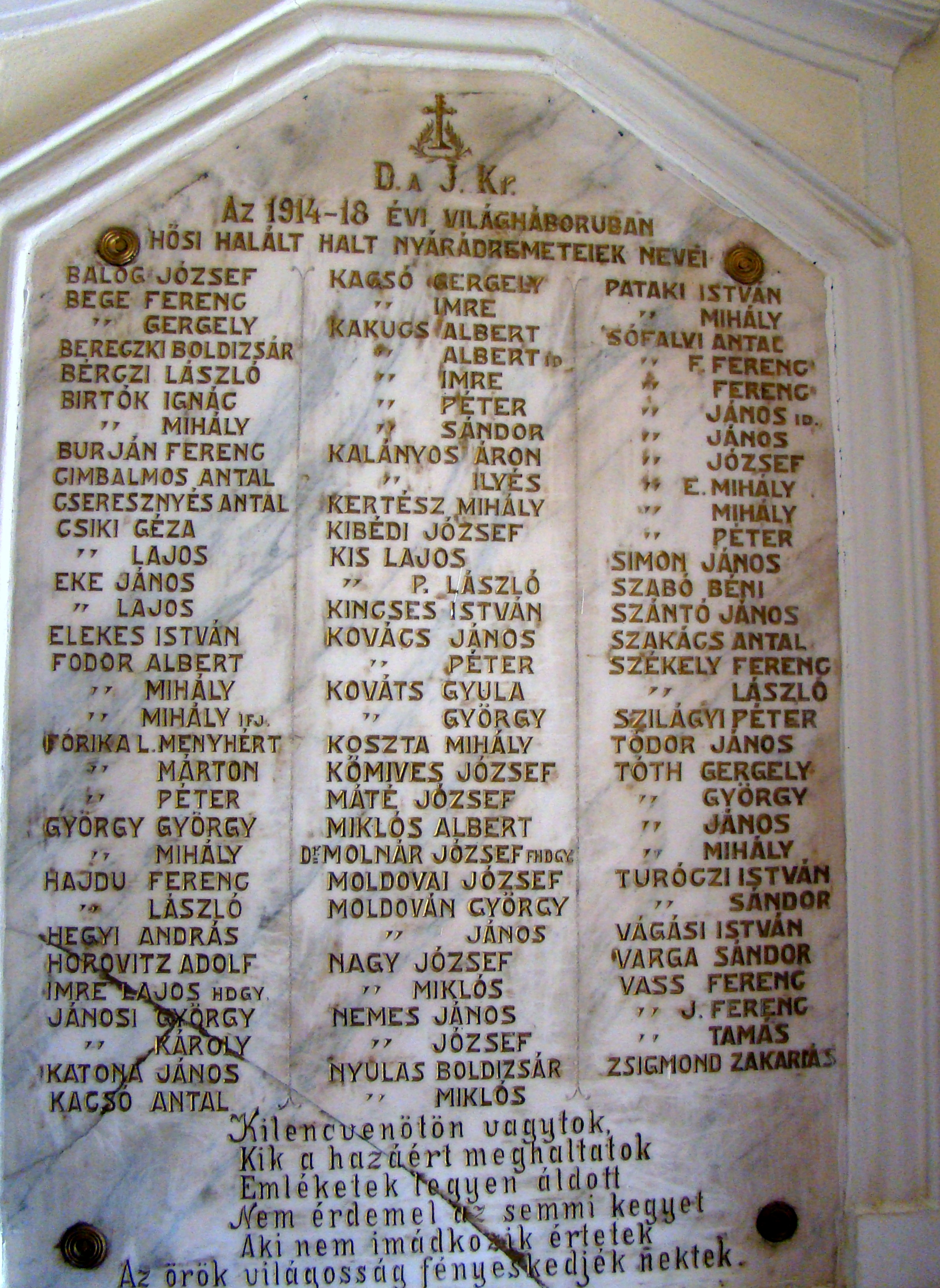
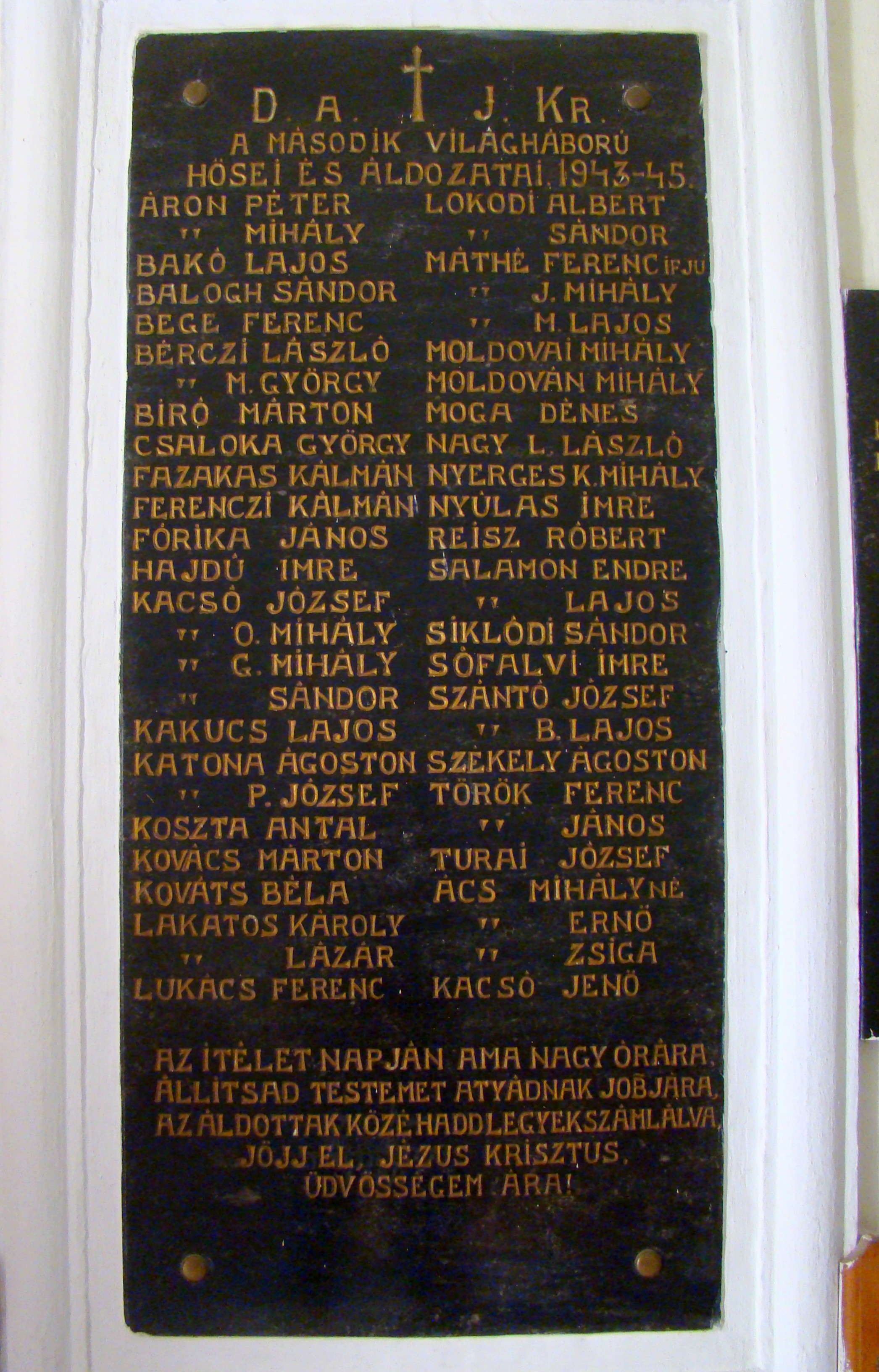
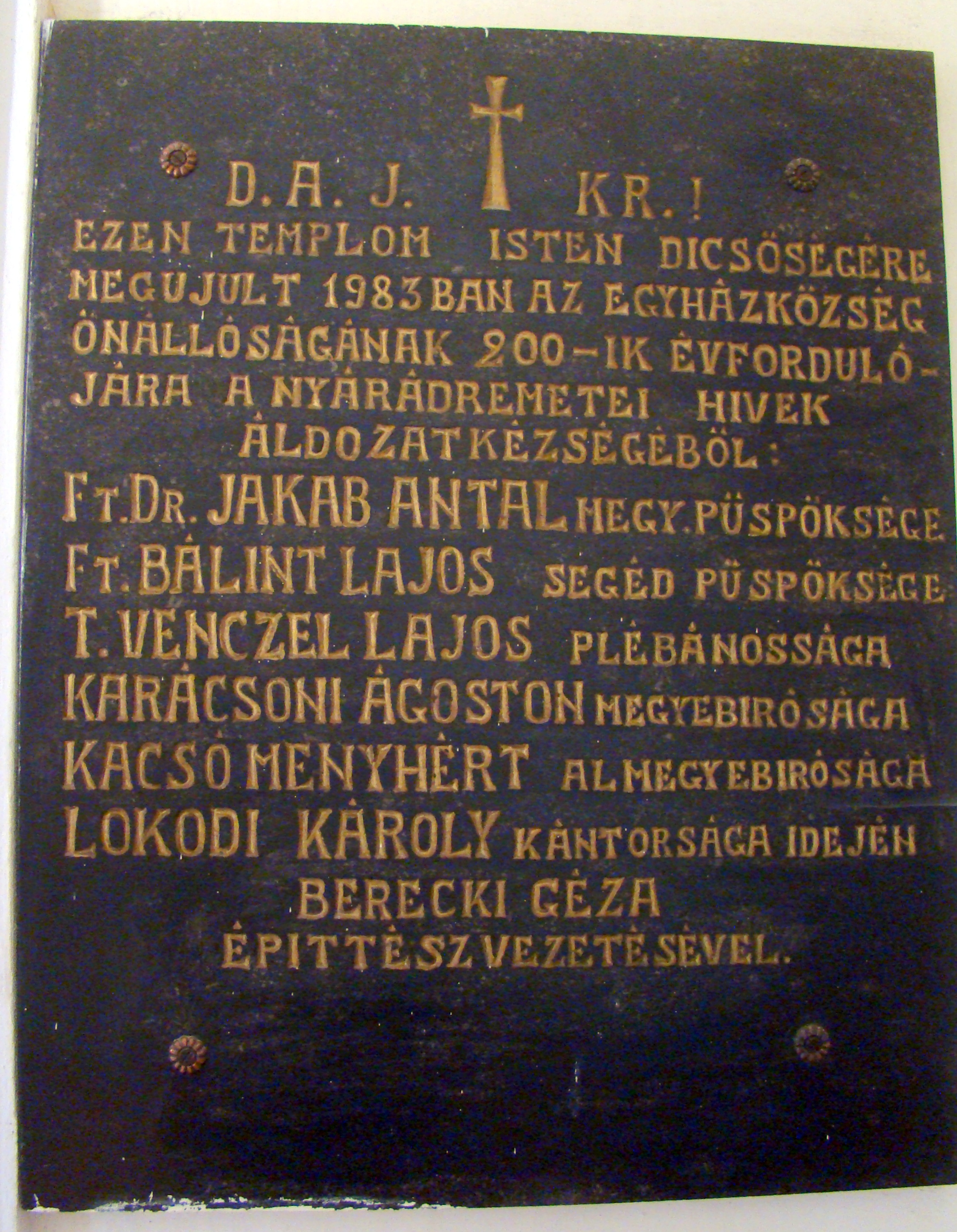
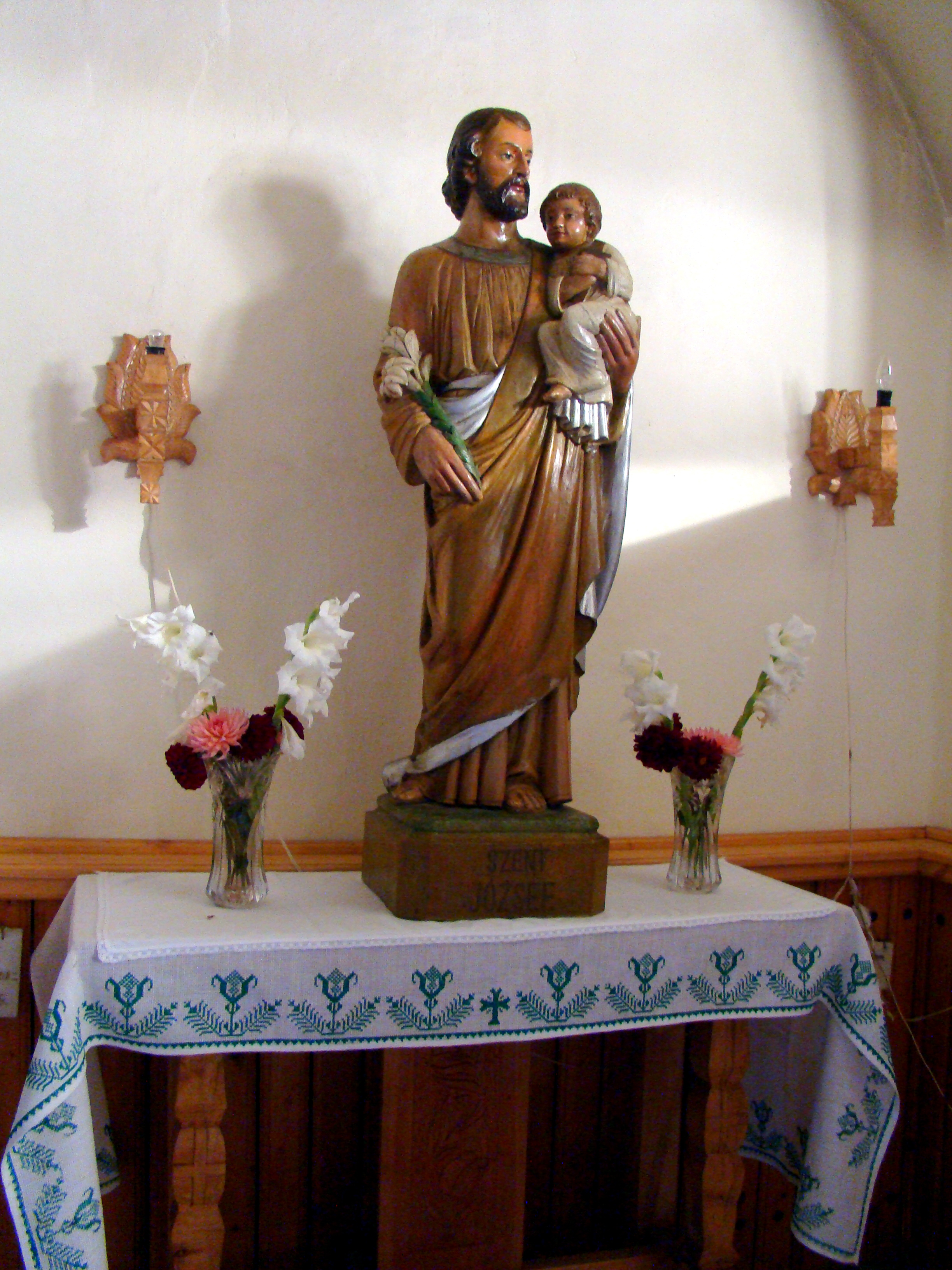
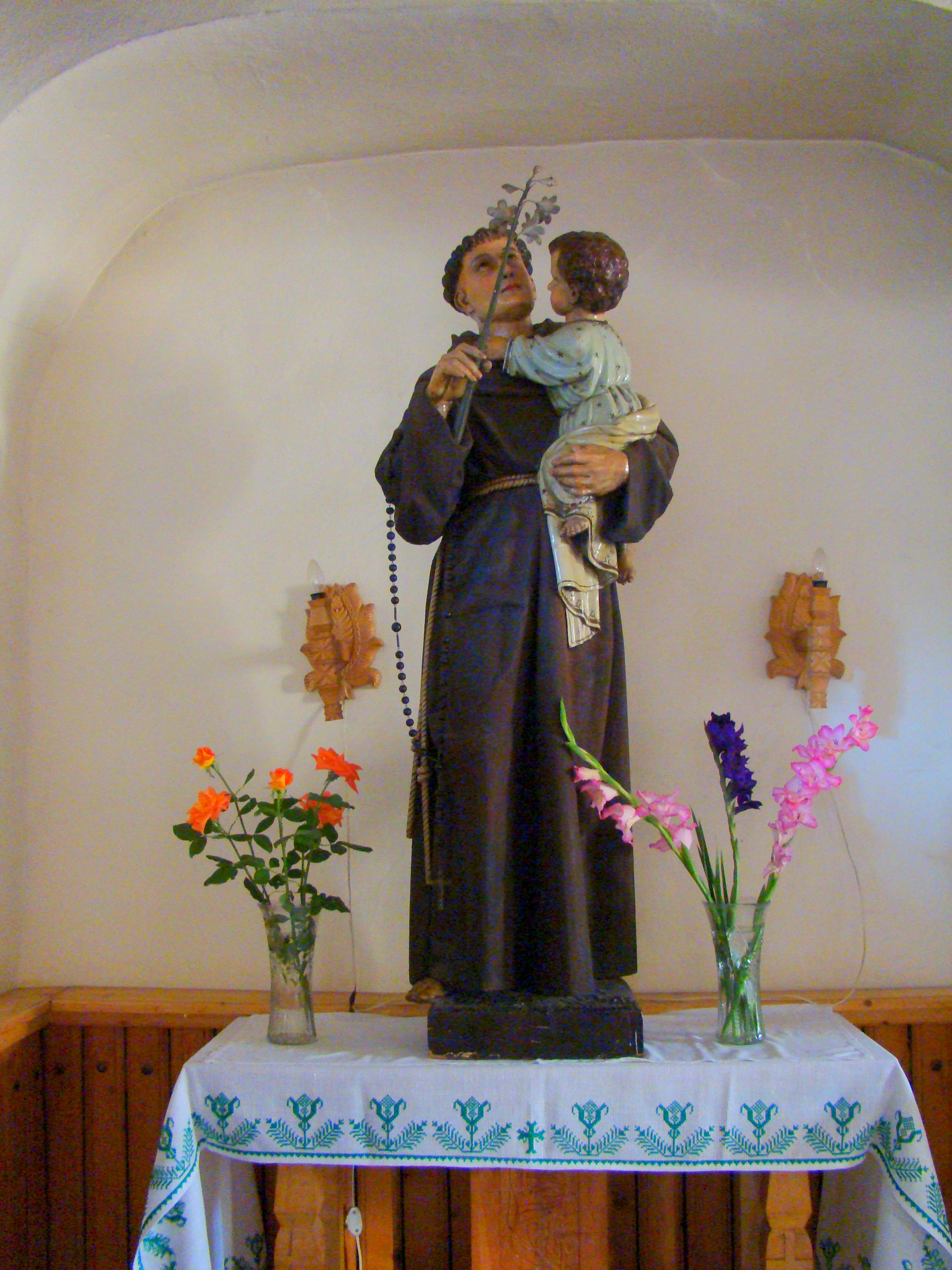